# Provincia de Burgos
Burgos es una provincia de España perteneciente a la comunidad autónoma de Castilla y León, situada en el norte de la península ibérica. Su capital es la ciudad homónima. Limita al norte con Cantabria, al este con el País Vasco (provincias de Álava y Vizcaya), La Rioja y la provincia de Soria, al sur con la provincia de Segovia y al oeste con las provincias de Valladolid y Palencia. Se trata, junto a Zaragoza, de la provincia española que limita con más provincias, un total de ocho. Tiene una extensión de 14 292 km² y en 2024 contaba con 359 740 habitantes.
En la provincia se encuentran los territorios históricos que dieron lugar al nacimiento del condado de Castilla. Además, en la localidad de Valpuesta se encuentran los documentos con los textos en castellano más antiguos que se conocen, los llamados Cartularios de Valpuesta. Por la provincia discurre la ruta del Camino de Santiago.
Posee una amplia variedad paisajística (más de ochenta unidades de paisaje), debido a estar enclavada entre los inicios de la cordillera Cantábrica y el sistema ibérico, y sus aguas son vertidas a tres cuencas hidrográficas peninsulares. Cuenta con la cueva subacuática de mayor longitud del mundo en el ámbito de las aguas continentales.
Se trata de la provincia de España con mayor número de municipios, un total de 371, agrupados actualmente en siete partidos judiciales: Aranda de Duero, Briviesca, Burgos, Lerma, Miranda de Ebro, Salas de los Infantes y Villarcayo. Además de la capital, la provincia cuenta con otros dos municipios que sobrepasan los 30 000 habitantes: Miranda de Ebro y Aranda de Duero, con cierto desarrollo industrial.
Posee una economía diversificada en la que destaca la industria manufacturera, convirtiéndose en la 3.ª provincia más industrializada del país. Cuenta con el único yacimiento petrolífero del país en tierra firme, situado en la comarca de La Lora, activo en la actualidad. En la provincia se sitúa la central nuclear más antigua de España no desmantelada, y ocupa el primer puesto nacional en generación de energía eólica, al contar con más de 1000 aerogeneradores.
Existen varias denominaciones de origen en torno al sector vinícola, entre la que destaca la Denominación de Origen Ribera del Duero, elegida mejor región del mundo en 2012. Es una importante zona de comunicaciones, al conectar Francia con la meseta central y Portugal.
En 2010, la provincia ocupó la primera posición en nivel de vida de la comunidad autónoma, y la quinta de España.
|  |

## Toponimia
El nombre de la provincia es el de su capital, la ciudad de Burgos, por tanto, su origen etimológico es el mismo. Hay varias versiones sobre su etimología. La mayoría se inclinan por su origen del bajo latín burgus, formado del griego Πύργος pyrgos, que significa torre y que haría referencia a las dos torres de vigilancia edificadas sobre el cerro del Castillo. Otros opinan que procede del alemán borg, montaña. Vegecio indica que bergus, burgus, significa castillo pequeño. Guadix añade que en árabe بورجوا burgo significa casa pajiza y que podrían haber tomado esta voz de los godos.
Según real despacho de armas de la Diputación Provincial de Burgos, expedido el 24 de septiembre de 1877 por Luis Vilar y Pascual, el nombre de Burgo significa casas junto al río, y el de Burgos, varias casas o pequeñas poblaciones esparcidas por el territorio, que se reunieron formando una ciudad.

## Símbolos
El escudo de la provincia de Burgos consiste en un escudo partido:
- En la primera partición, en campo de plata, medio cuerpo de rey coronado de oro con corona abierta, rostro de carnación y con dalmática de gules cargada con tres castillos de oro; bordura de gules cargada con dieciséis castillos de oro;
- En la segunda, de gules, un castillo de oro, mazonado de sable, con puerta y ventanas abiertas.

Al timbre corona real cerrada que es un círculo de oro, engastado de piedras preciosas, compuesta de ocho florones de hojas de acanto, visible cinco, interpoladas de perlas y de cuyas hojas salen sendas diademas sumadas de perlas, que convergen en el mundo de azur, con el semimeridiano y el ecuador en oro, sumado de cruz de oro. La corona forrada de gules o rojo.
El cuerpo del rey y la bordura han sido adoptados del escudo de la ciudad de Burgos y el castillo de oro en un campo de gules es el símbolo del antiguo Reino de Castilla del que formó parte Burgos.
El escudo provincial fue aprobado por el pleno de la Diputación Provincial de Burgos el 9 de noviembre de 1877. Tradicionalmente el escudo provincial ha estado timbrado con una corona real antigua, abierta y esta aparece con mucha frecuencia pero la heráldica oficial (la Diputación Provincial de Burgos) emplea la corona real cerrada desde el reinado de Juan Carlos I.
En esta provincia surgió el Reino de Castilla, por ello conserva el título de Caput Castellae (Cabeza de Castilla).

## Geografía
La provincia de Burgos se localiza en la parte norte de la península ibérica, en la región histórica de Castilla y desde 1983 integrada en la comunidad autónoma de Castilla y León. Limita por el norte con las comunidades autónomas de Cantabria y del País Vasco, donde la cordillera Cantábrica juega el papel de frontera natural entre la Meseta Norte y la costa cantábrica. Por el oeste limita con las de Valladolid y Palencia; al este con el extremo superior de la cordillera Ibérica, que la separan de la comunidad autónoma de La Rioja y la provincia de Soria y al sur con la provincia de Segovia.
| Noroeste: Cantabria  | Norte: Cantabria | Nordeste: Vizcaya      |
| Oeste: Palencia      |                  | Este: Álava y La Rioja |
| Suroeste: Valladolid | Sur: Segovia     | Sureste: Soria         |

### Geología

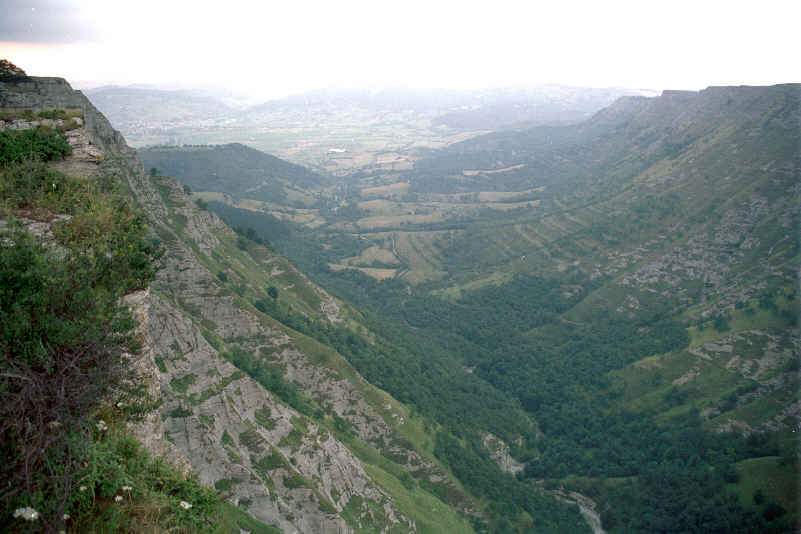
Monte Santiago

En la provincia de Burgos hay fuertes contrastes de relieve entre las zonas orientales-septentrionales y las occidentales-meridionales. Se trata de una de las provincias españolas de mayor altitud, que se puede cifrar en una media superior a los 800 m sobre el nivel del mar, debido sobre todo a sus extensos páramos caso del Páramo de Masa y La Lora y, entre ambos, el Valle del Rudrón.
La cordillera Cantábrica ciñe a la provincia por el norte y nordeste que incluye los páramos antes citados, mientras que la cordillera Ibérica lo hace por el este y sureste. En esta última cordillera se encuentra el pico San Millán (2130 m), el más alto de la provincia.
La altitud repercute en el clima, caracterizado por inviernos rigurosos y largos.

### Hidrografía
Ríos

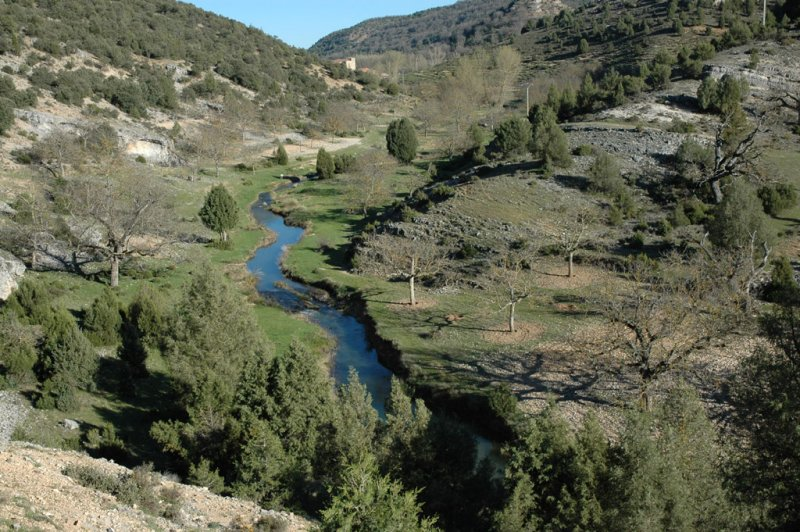
Río Mataviejas en el Desfiladero de Ura. Comarca del Arlanza.

Lo accidentado del suelo de esta provincia da origen a un profuso sistema hidrográfico, que presenta la singular circunstancia de llevar sus aguas a los tres mares que circundan la península ibérica.
Estacionalmente hay sensibles diferencias de caudal; durante el verano se reduce notablemente, contribuyendo a ello la escasez de lluvias, la evaporación, que alcanza extraordinarias proporciones a causa de la falta de vegetación, y los vientos secos y asoladores que en ciertos días se dejan sentir. En otoño, las lluvias aumentan el caudal y la velocidad de la corriente, lo que se traduce en una erosión más activa. Las fusión de las nieves, provocada por las lluvias primaverales, eleva el nivel de los ríos a su mayor altura en los meses de marzo y abril.

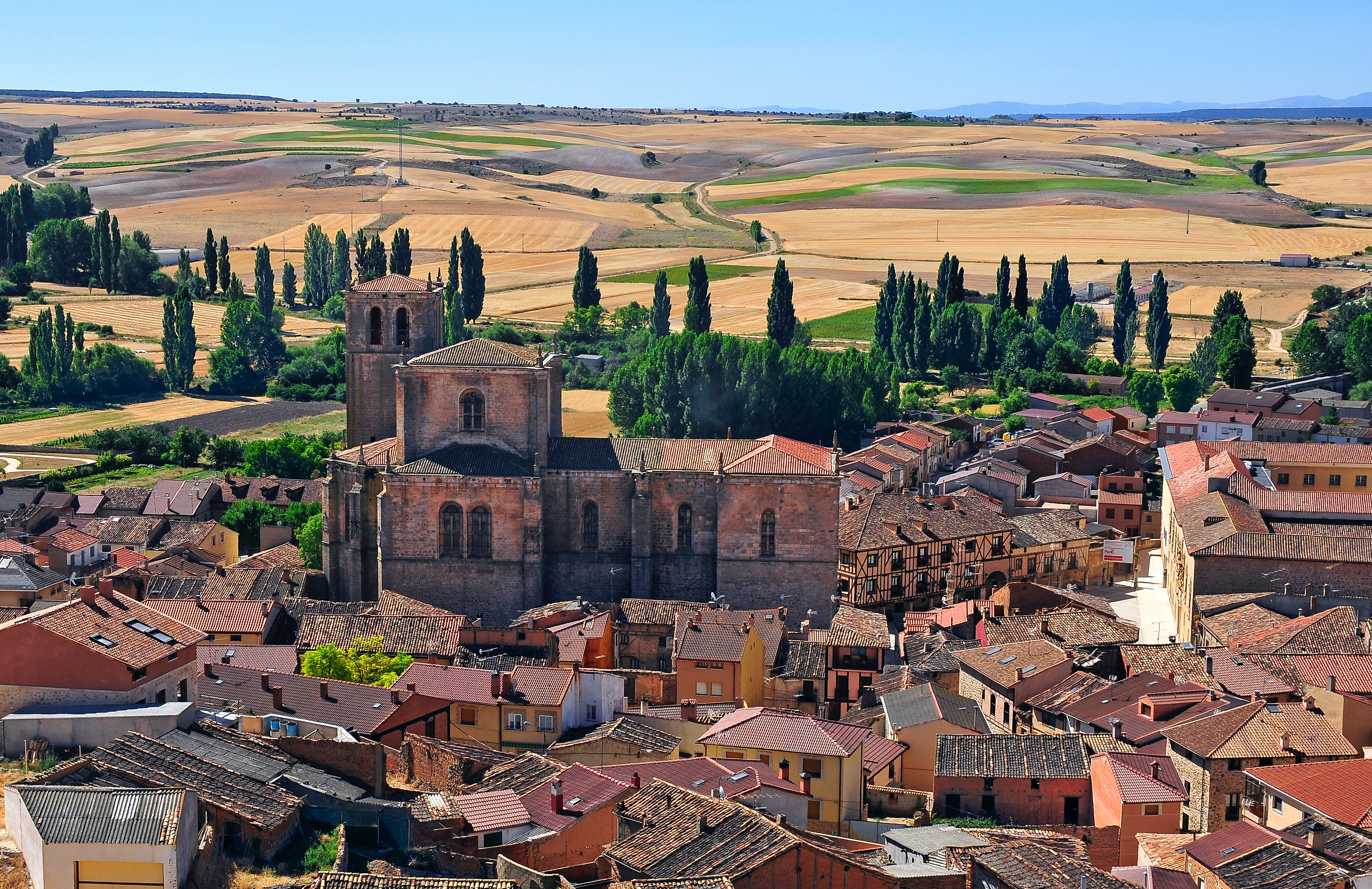
Peñaranda de Duero

Las aguas que discurren por la provincia se reparten muy desigualmente entre los tres mares que circundan la península ibérica. La cuenca del río Cadagua conduce al mar Cantábrico las aguas que riegan una pequeña zona al norte; la cuenca del río Ebro recoge las aguas del norte para conducirlas al Mediterráneo; y finalmente la cuenca del río Duero, que abarca la mayor extensión, las conduce al océano Atlántico.
Al entrar el Ebro en la provincia, lo hace a una altitud de 710 m sobre el nivel del mar y la abandona, después de haber recorrido 145 km, con una altitud de 450 m. Sus principales afluentes son, por la izquierda: Nava, Pandraves, Trueba y Nela; por la derecha: Rudrón, Oca, Oroncillo, Tirón y Najerilla.
El río Duero tiene un recorrido de 68 km. Sus principales afluentes son, por la izquierda:Riaza y Arroyo de La Nava; por la derecha: Lobos, Arandilla, Bañuelos, Gromejón, Pisuerga y Aranzuelo.
Al Pisuerga llegan las aguas del Arlanza, que con una longitud de 135 km es el segundo en longitud, Arlanzón, Abejo, Pedroso, Franco, Pico, Vena, Ubierna, Esgueva, Hormaza, Urbel, Cogollos, Lucio, Odra, Brulles y Odrilla.
| Cuenca               | Superficie (km²) | Porcentaje |
| -------------------- | ---------------- | ---------- |
| Vertiente Cantábrica | 392              | 2,48 %     |
| Cuenca del Ebro      | 4882             | 34,07 %    |
| Cuenca del Duero     | 9054             | 63,45 %    |

Embalses

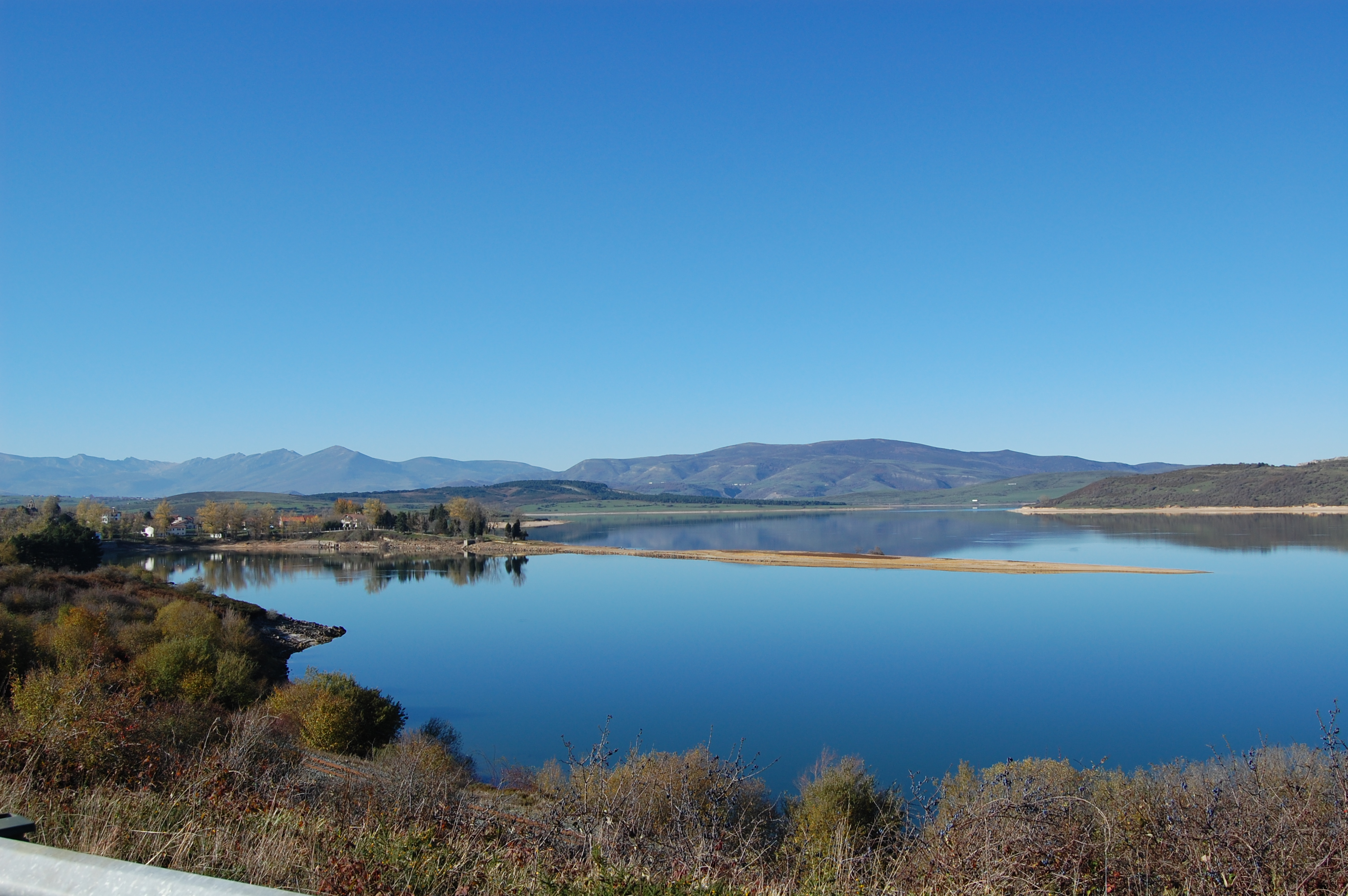
Embalse del Ebro

Los principales embalses de la provincia son: el del Ebro 540 hm³; el de Úzquiza con 134 hm³, el del Sobrón y el del Oca; los pantanos de Arlanzón y de Ordunte; y la laguna Negra. Por último, se encuentra en construcción el embalse de Castrovido, situado en la sierra de la Demanda.
Canales
Los principales canales son: canal de Castilla, canal de Guma, canal de Aranda, canal de Arandilla, canal de Cillaperlata, canal de Fontecha, canal Oro María, canal de Adrada, canal de Quemada, canal de Riaza, canales del Arlanzón y canal del Pisuerga.

### Clima
La provincia de Burgos está situada en el sector nordeste de la Meseta Septentrional y se extiende desde la cordillera Cantábrica y sistema Ibérico hasta el curso del Duero, de modo que la mayor parte de su territorio es una elevada y desigual meseta, que se extiende por el valle del Duero y la cabecera del Ebro, con una altitud media entre los 700 y los 900 m sobre el nivel del mar, sin contar las altas montañas. Debido a la barrera que supone la cordillera Cantábrica el clima tiende a ser frío y poco húmedo, excepto en la comarca de las Merindades y la vertiente norte de la sierra de la Demanda, donde el clima es atlántico. 
| Parámetros climáticos promedio de Burgos (1971 - 2000) | Parámetros climáticos promedio de Burgos (1971 - 2000) | Parámetros climáticos promedio de Burgos (1971 - 2000) | Parámetros climáticos promedio de Burgos (1971 - 2000) | Parámetros climáticos promedio de Burgos (1971 - 2000) | Parámetros climáticos promedio de Burgos (1971 - 2000) | Parámetros climáticos promedio de Burgos (1971 - 2000) | Parámetros climáticos promedio de Burgos (1971 - 2000) | Parámetros climáticos promedio de Burgos (1971 - 2000) | Parámetros climáticos promedio de Burgos (1971 - 2000) | Parámetros climáticos promedio de Burgos (1971 - 2000) | Parámetros climáticos promedio de Burgos (1971 - 2000) | Parámetros climáticos promedio de Burgos (1971 - 2000) | Parámetros climáticos promedio de Burgos (1971 - 2000) |
| Mes                                                    | Ene.                                                   | Feb.                                                   | Mar.                                                   | Abr.                                                   | May.                                                   | Jun.                                                   | Jul.                                                   | Ago.                                                   | Sep.                                                   | Oct.                                                   | Nov.                                                   | Dic.                                                   | Anual                                                  |
| ------------------------------------------------------ | ------------------------------------------------------ | ------------------------------------------------------ | ------------------------------------------------------ | ------------------------------------------------------ | ------------------------------------------------------ | ------------------------------------------------------ | ------------------------------------------------------ | ------------------------------------------------------ | ------------------------------------------------------ | ------------------------------------------------------ | ------------------------------------------------------ | ------------------------------------------------------ | ------------------------------------------------------ |
| Temp. máx. media (°C)                                  | 6.7                                                    | 8.9                                                    | 12.0                                                   | 13.3                                                   | 17.2                                                   | 22.0                                                   | 26.4                                                   | 26.7                                                   | 22.9                                                   | 16.5                                                   | 10.7                                                   | 7.6                                                    | 15.9                                                   |
| Temp. mín. media (°C)                                  | -1.2                                                   | -0.6                                                   | 0.6                                                    | 2.2                                                    | 5.6                                                    | 8.4                                                    | 11.0                                                   | 11.1                                                   | 8.5                                                    | 5.3                                                    | 1.6                                                    | 0.3                                                    | 4.4                                                    |
| Precipitación total (mm)                               | 46                                                     | 42                                                     | 31                                                     | 65                                                     | 69                                                     | 46                                                     | 30                                                     | 27                                                     | 36                                                     | 50                                                     | 56                                                     | 57                                                     | 555                                                    |
| Días de lluvias (≥ 1 mm)                               | 8                                                      | 8                                                      | 6                                                      | 9                                                      | 10                                                     | 6                                                      | 4                                                      | 4                                                      | 5                                                      | 8                                                      | 8                                                      | 9                                                      | 85                                                     |
| Días de nevadas (≥ 1 mm)                               | 5                                                      | 4                                                      | 3                                                      | 2                                                      | 0                                                      | 0                                                      | 0                                                      | 0                                                      | 0                                                      | 0                                                      | 2                                                      | 3                                                      | 19                                                     |
| Horas de sol                                           | 90                                                     | 113                                                    | 171                                                    | 173                                                    | 213                                                    | 270                                                    | 312                                                    | 291                                                    | 218                                                    | 150                                                    | 108                                                    | 74                                                     | 2183                                                   |
| [cita requerida]                                       |                                                        |                                                        |                                                        |                                                        |                                                        |                                                        |                                                        |                                                        |                                                        |                                                        |                                                        |                                                        |                                                        |

| Parámetros climáticos promedio de Miranda de Ebro | Parámetros climáticos promedio de Miranda de Ebro | Parámetros climáticos promedio de Miranda de Ebro | Parámetros climáticos promedio de Miranda de Ebro | Parámetros climáticos promedio de Miranda de Ebro | Parámetros climáticos promedio de Miranda de Ebro | Parámetros climáticos promedio de Miranda de Ebro | Parámetros climáticos promedio de Miranda de Ebro | Parámetros climáticos promedio de Miranda de Ebro | Parámetros climáticos promedio de Miranda de Ebro | Parámetros climáticos promedio de Miranda de Ebro | Parámetros climáticos promedio de Miranda de Ebro | Parámetros climáticos promedio de Miranda de Ebro | Parámetros climáticos promedio de Miranda de Ebro |
| Mes                                               | Ene.                                              | Feb.                                              | Mar.                                              | Abr.                                              | May.                                              | Jun.                                              | Jul.                                              | Ago.                                              | Sep.                                              | Oct.                                              | Nov.                                              | Dic.                                              | Anual                                             |
| ------------------------------------------------- | ------------------------------------------------- | ------------------------------------------------- | ------------------------------------------------- | ------------------------------------------------- | ------------------------------------------------- | ------------------------------------------------- | ------------------------------------------------- | ------------------------------------------------- | ------------------------------------------------- | ------------------------------------------------- | ------------------------------------------------- | ------------------------------------------------- | ------------------------------------------------- |
| Temp. máx. media (°C)                             | 8                                                 | 10                                                | 14                                                | 15                                                | 19                                                | 23                                                | 25                                                | 26                                                | 23                                                | 18                                                | 12                                                | 9                                                 | 16.8                                              |
| Temp. mín. media (°C)                             | 2                                                 | 2                                                 | 4                                                 | 5                                                 | 8                                                 | 10                                                | 13                                                | 13                                                | 11                                                | 8                                                 | 5                                                 | 3                                                 | 7                                                 |
| Precipitación total (mm)                          | 51                                                | 41                                                | 37                                                | 58                                                | 45                                                | 31                                                | 30                                                | 25                                                | 31                                                | 52                                                | 66                                                | 54                                                | 521                                               |
| [cita requerida]                                  |                                                   |                                                   |                                                   |                                                   |                                                   |                                                   |                                                   |                                                   |                                                   |                                                   |                                                   |                                                   |                                                   |

### Espacios naturales

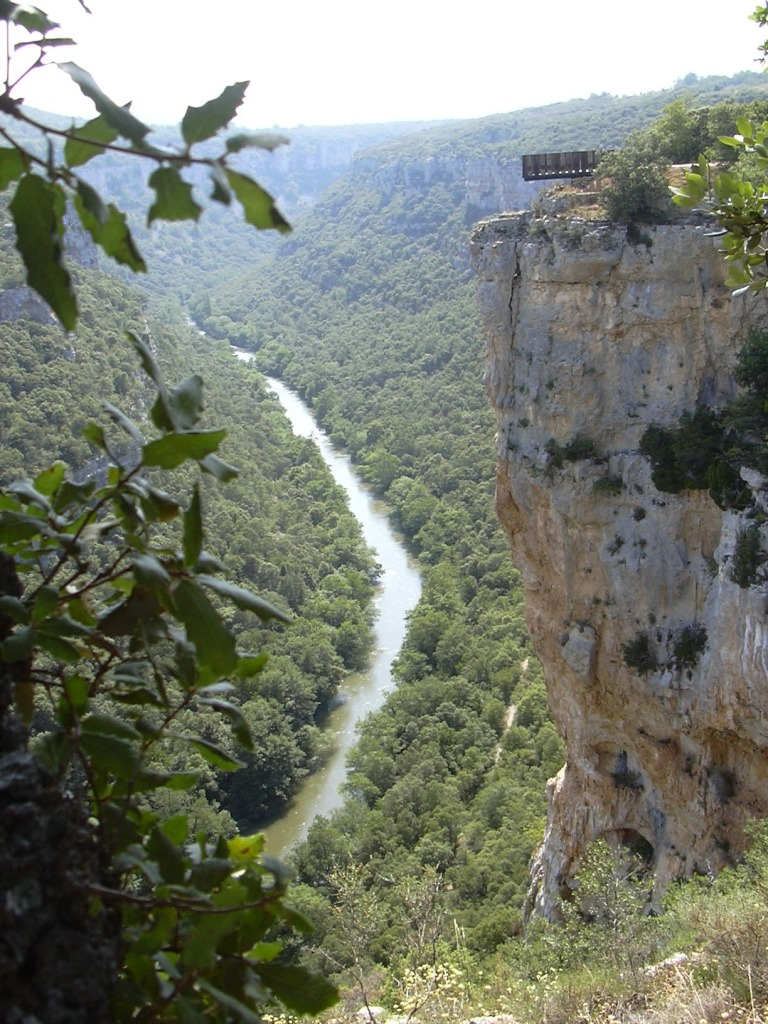
Cañón del Ebro, Pesquera de Ebro

El profesor Moreno Gallo considera ochenta unidades de paisaje, destacando:
- El río Ebro en todo su recorrido, y principalmente los desfiladeros que forma al atravesar sistemas calcáreos: Orbaneja, Pesquera, Tudanca, Hocinos, Horadada y Sobrón. Destaca la peculiaridad del llamado Pozo Azul.
- Los valles de Mena, de Valdivielso, Las Machorras.
- Desfiladeros: Yecla, Río Lobos, Arlanza, Nela.
- La sierra de la Demanda y sus estribaciones.
- Cuencas visuales cerradas: Poza de la Sal, Huidobro, Alba o Caderechas.
- Sistemas montañosos de gran relieve: Monte Santiago, Montes Obarenes, Montes de la Peña, Las Mamblas, Neila-Umbría.
- Campiñas que han mantenido la diversidad de usos del suelo: Demanda baja, Alto Arlanza, Juarros, Lara, etc.
- Montañas de Espinosa: Zona de Especial interés cerca del Castro Valnera y Estación de esquí de Lunada en Espinosa de los Monteros, Ojo Guareña

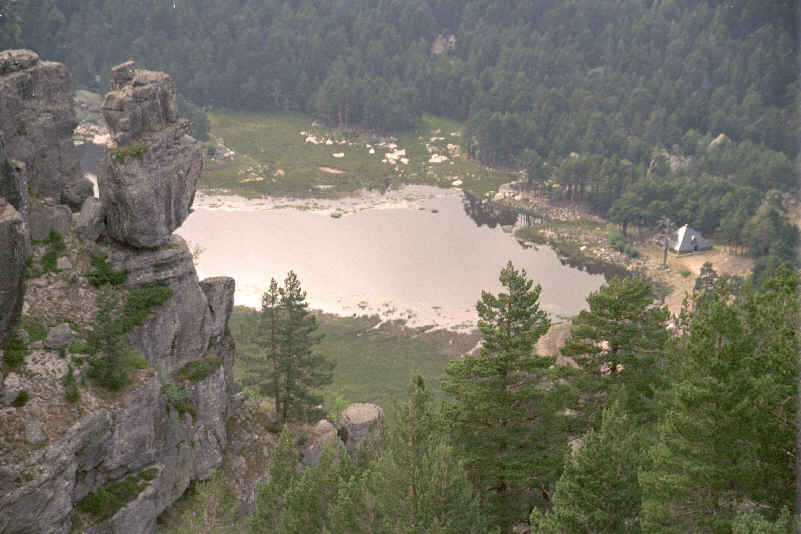
Lagunas de Neila

En función de su grado de protección, considera otras cuatro categorías: protección administrativa suficiente, en peligro por falta de protección, degradadas con recuperación posible y de difícil recuperación por uso prolongado.
El famoso naturalista Félix Rodríguez de la Fuente era natural de Poza de la Sal.

## Historia

### Prehistoria

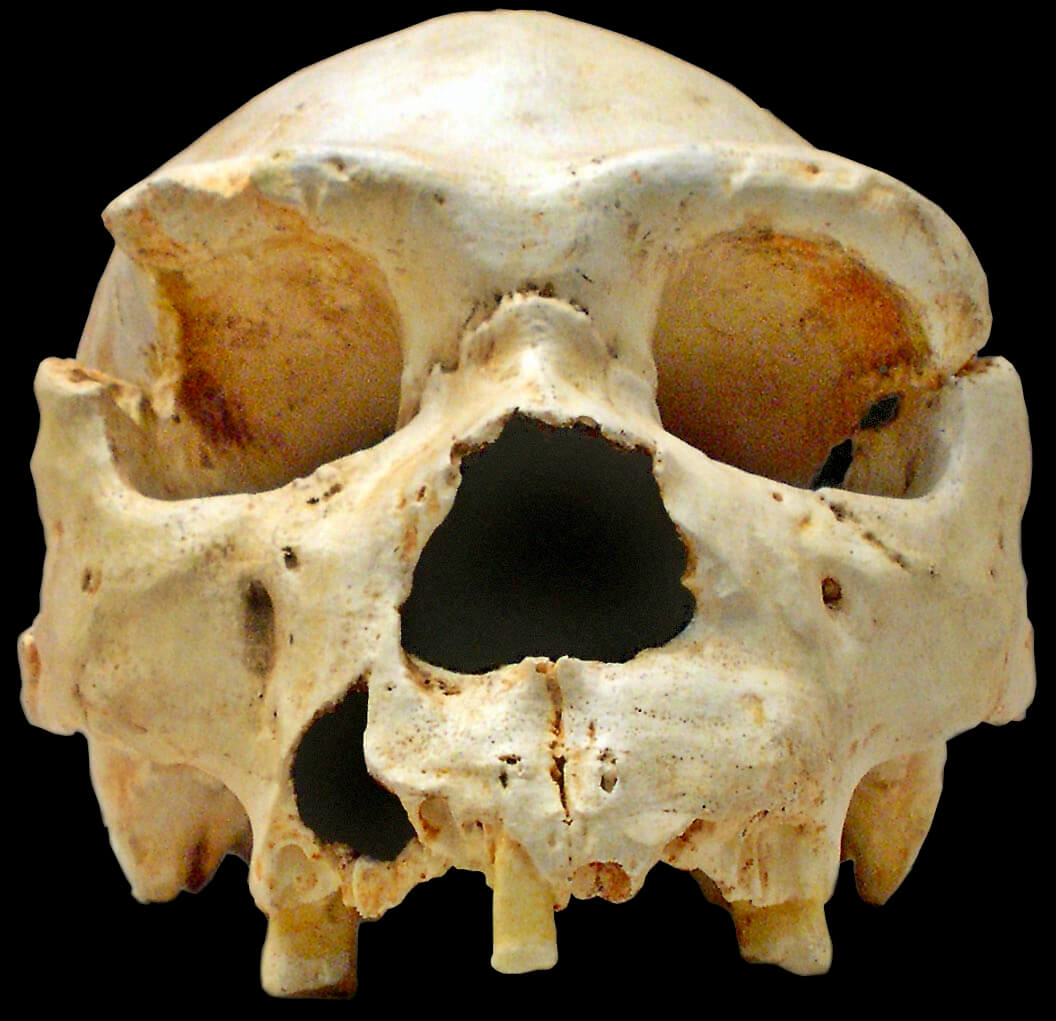
Cráneo número 5 de Homo heidelbergensis, tal como apareció en la campaña de 1992, extraído de la sierra de Atapuerca

En la provincia de Burgos se encuentra el yacimiento prehistórico más importante de España y uno de los más importantes del mundo. Se trata del yacimiento de la sierra de Atapuerca, que se extiende de noroeste a sudeste, entre los sistemas montañosos de la cordillera Cantábrica y el sistema Ibérico. Ha sido declarado Espacio de Interés Natural, Bien de Interés Cultural y Patrimonio de la Humanidad por la UNESCO en el año 2000 como consecuencia de los excepcionales hallazgos arqueológicos y paleontológicos que alberga en sus cuevas y red de galerías. Se han datado restos humanos en los yacimientos de la sierra de Atapuerca con más de 1 000 000 de años de antigüedad. Según las investigaciones arqueopaleontológicas, hasta la fecha hay restos óseos humanos de cuatro especies distintas: Homo antecessor (Pleistoceno Inferior), Homo heidelbergensis (Pleistoceno Medio), Homo neanderthalensis (Pleistoceno Superior) y Homo sapiens (Holoceno), evidencias que se correlacionan con los análisis geoespaciales de distribución de asentamientos prehistóricos al aire libre realizados en la cuenca del río Arlanzón, una de las principales arterias fluviales de la provincia de Burgos.

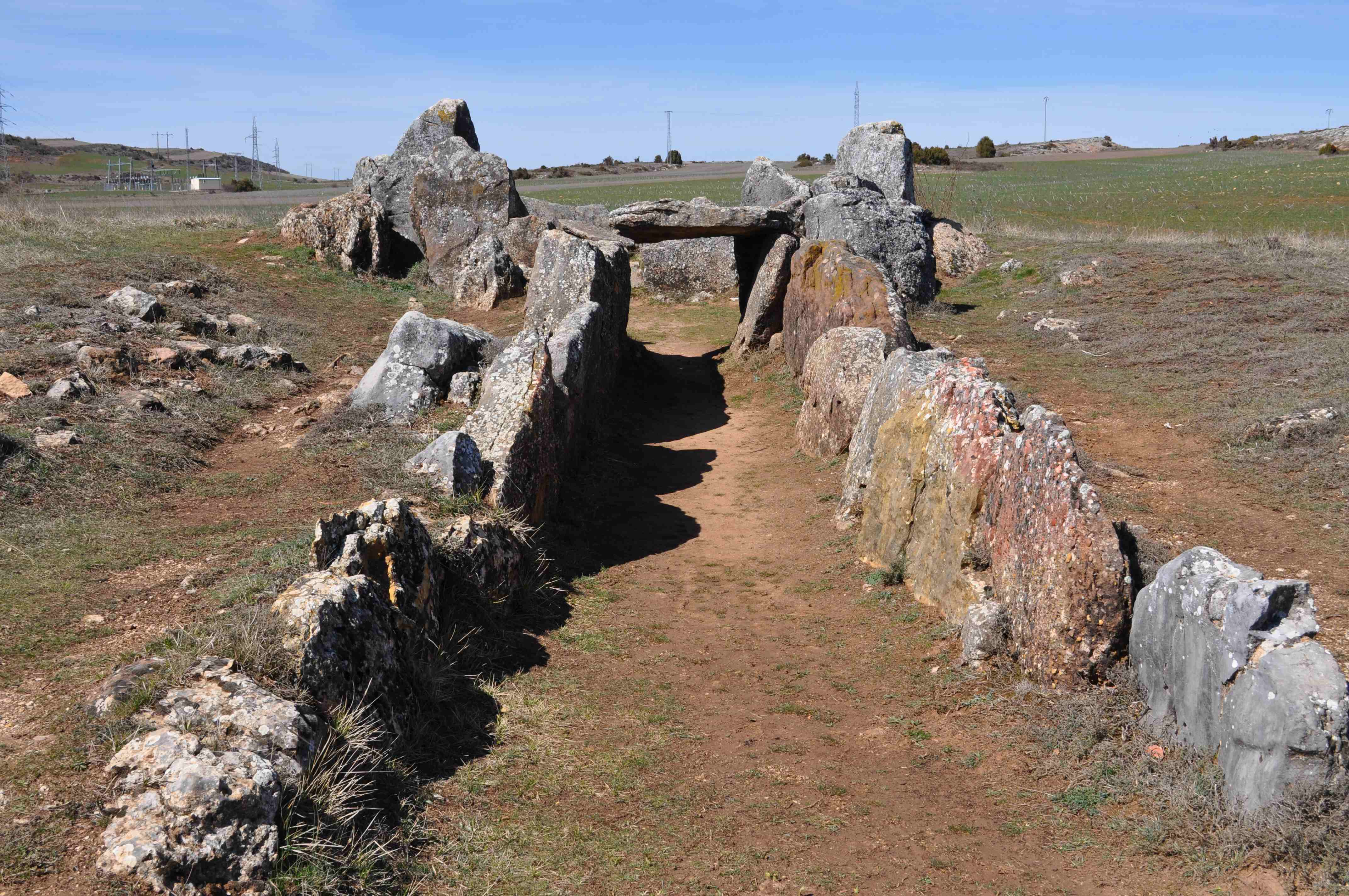
Dolmen de Cubillejo de Lara

El año 1997 es de gran importancia para el yacimiento ya que se define una nueva especie humana, el Homo antecessor. Las investigaciones reciben varios premios de prestigio, entre ellos el Príncipe de Asturias y el de Ciencias Sociales de la Junta de Castilla y León. En el año 1998 hay registro de que los restos óseos humanos hallados en la Sima de los Huesos, con 28 individuos hasta la fecha asignados al Homo heidelbergensis, pertenecen a seres humanos que además de tener capacidades tecnológicas para la realización de herramientas de piedra, y de abstracción y simbología, se plantean los problemas místicos inherentes al ser humano. Esto se sugiere como hipótesis en las publicaciones científicas por el hallazgo singular en la Sima de los Huesos de una herramienta bifaz (Modo 2) sin utilizar y realizada con un material muy apreciado (cuarcita de color rojo), el llamado Excalibur, arrojada posiblemente como homenaje a algún miembro del grupo allí depositado. Los hallazgos del yacimiento son expuestos, desde el año 2010 en el Museo de la Evolución Humana. La provincia de Burgos fue ocupada intensamente en la mayoría de los periodos prehistóricos: Paleolítico Inferior, Paleolítico Medio, Paleolítico Superior, Epipaleolítico, Neolítico, Calcolítico, Edad del Bronce y Edad del Hierro. Asimismo, también son muy numerosos los túmulos megalíticos del Neolítico y Calcolítico. Por ejemplo, la Prehistoria Reciente del Neolítico a la Edad del Bronce está muy bien documentada en El Castillo y en el cerro de San Miguel de Burgos, en las cuevas de la sierra de Atapuerca (p. ej., Cueva Mayor y Cueva del Mirador), y en la mayoría de las cuencas fluviales (Duero, Ebro, Arlanzón y Arlanza), destacando el valle del Arlanzón con numerosos asentamientos del Neolítico (VI al IV milenio a. C.), Calcolítico (III milenio a. C.) y Edad del Bronce (II milenio a. C.).

### Edad Antigua

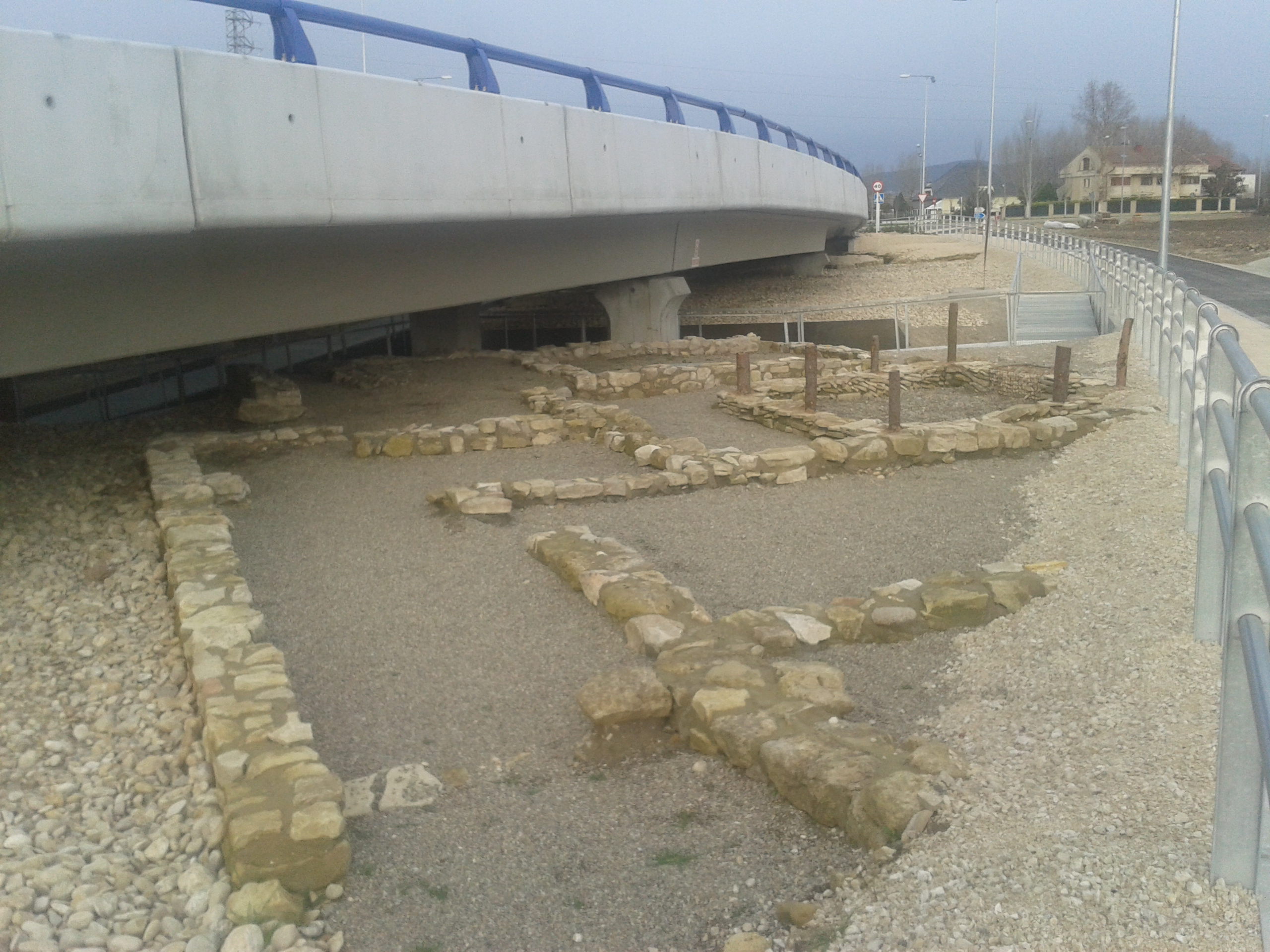
Ruinas autrigonas de Deóbriga

Durante la Edad Antigua, la provincia contó con numerosos asentamientos. Quizá el más importante sea el de la ciudad romana de Clunia, entre las localidades de Coruña del Conde y Peñalba de Castro. Se trató de una de las ciudades romanas más importantes de la mitad norte de Hispania y fue la capital de un convento jurídico en la provincia Hispania Citerior Tarraconensis, el denominado Conventus Cluniensis. La ciudad estaba situada en la vía que iba de Caesaraugusta (Zaragoza) a Asturica Augusta (Astorga). Clunia es un topónimo de origen arévaco.

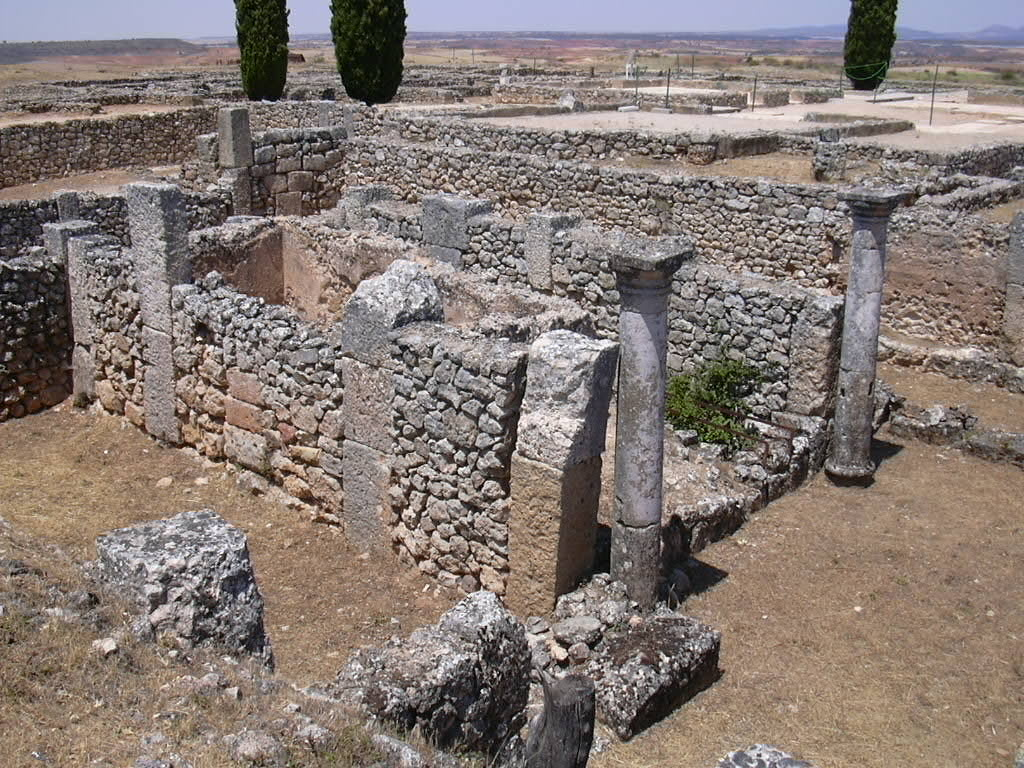
Ruinas romanas de Clunia

Sin embargo, Clunia no es la única ciudad romana. En la enumeración de las civitates hispánicas anteriores a la llegada de los romanos, Plinio el Viejo mencionó Tritium Autrigonum entre las diez que formaban el territorio de los autrigones. También es mencionada dos veces en el Itinerario de Antonino, localizada en una calzada que se dividía en Virovesca (Briviesca). La construcción de esta calzada, se relaciona con las campañas militares de Roma contra los cántabros y astures y con la campaña de Augusto del 26 a. C.
Dentro del citado Itinerario de Antonino, concretamente en la Iter XXXIV, se ubica la ciudad romana de Deóbriga, ciudad que ha sido ubicada en el yacimiento arqueológico de Arce-Mirapérez (término de Miranda de Ebro). Dicho conjunto arqueológico alberga los restos de época autrigona correspondientes a la citada ciudad de Deóbriga así como su posterior transformación en una ciudad romana. Fue, durante los siglos i y ii, una de las principales ciudades de la calzada Ab Asturica Burdigalam. Sobre el yacimiento se localiza actualmente la pequeña aldea de Arce.

### Edad Media

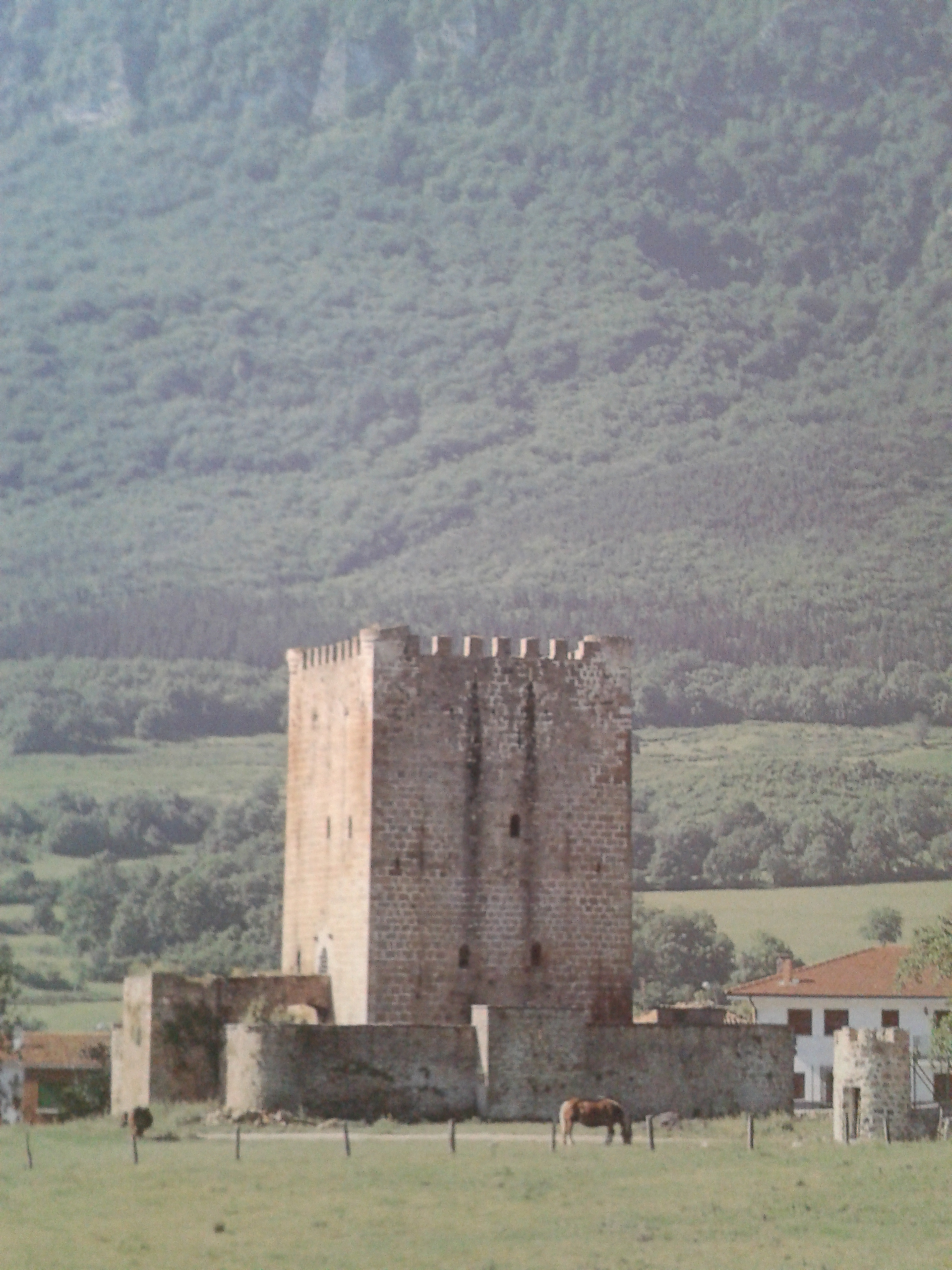
Torre medieval de los Velasco en Lezana de Mena, plena Bardulia

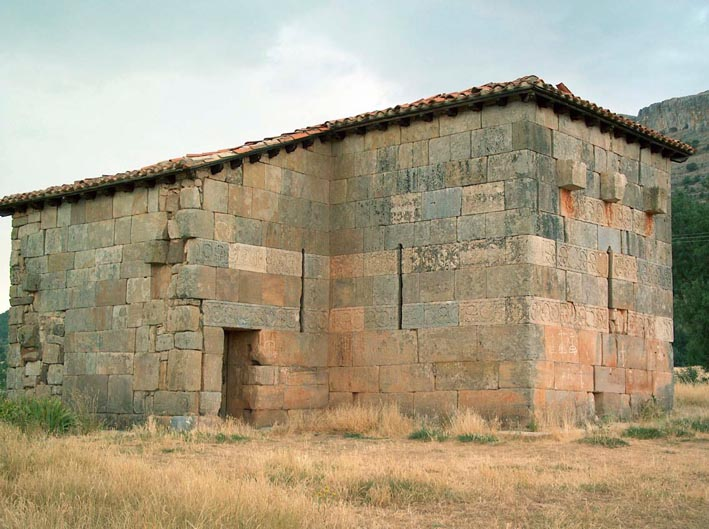
Ermita de Santa María (Quintanilla de las Viñas), de origen visigodo

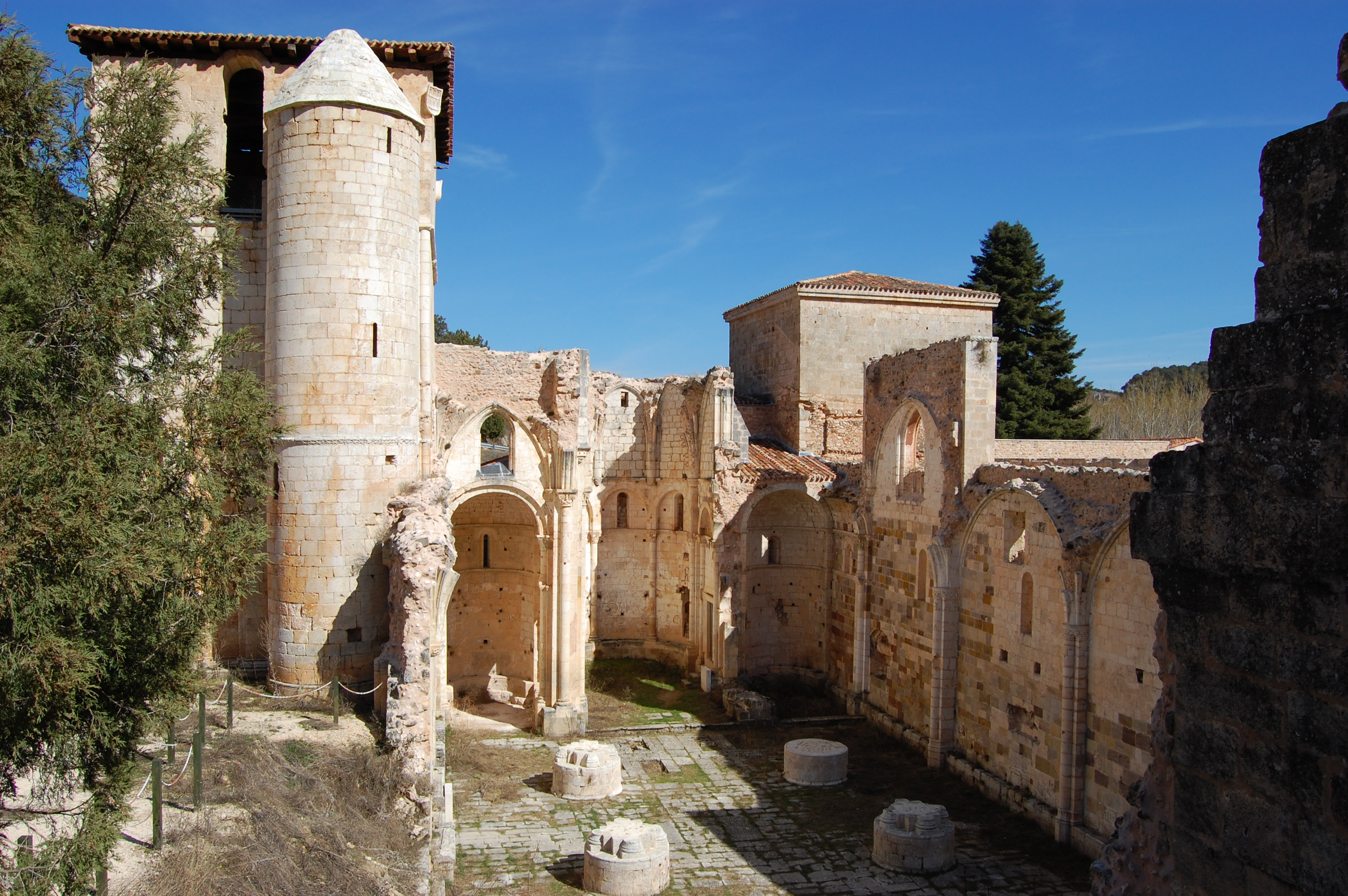
Monasterio de San Pedro de Arlanza.

En el inicio de la Edad Media se pudieron escribir en la provincia de Burgos las que algunos autores ven como las primeras palabras escritas en castellano: los cartularios de Valpuesta son una serie de documentos del siglo xii que, a su vez, son copias de otros documentos, algunos de los cuales se remontan al siglo ix, si bien la autenticidad de algunos de ellos es discutida. Están escritos en un latín muy deficiente que trasluce algunos elementos propios de un dialecto romance hispánico, que ya se corresponde con las características propias del castellano, lengua de la que podrían ser su primera manifestación escrita conservada. El estatuto de autonomía de Castilla y León los menciona en su preámbulo como uno de los primeros testimonios escritos en lengua castellana. Por ello, Valpuesta, al igual que San Millán de la Cogolla, se atribuye el título de «Cuna del Castellano». El profesor Francisco Cantera recoge en sus estudios el sustrato vasco en lenguas romances. La de Valpuesta desciende de la visigoda diócesis de Oca, en territorio de los Autrigones, que más tarde se conoce como Bardulia y que es origen de Castilla. Otros monasterios que han servido como centro cultural de desarrollo político y cultural de Castilla son el monasterio de San Salvador de Oña y el monasterio de San Pedro de Cardeña (Beato de San Pedro de Cardeña).

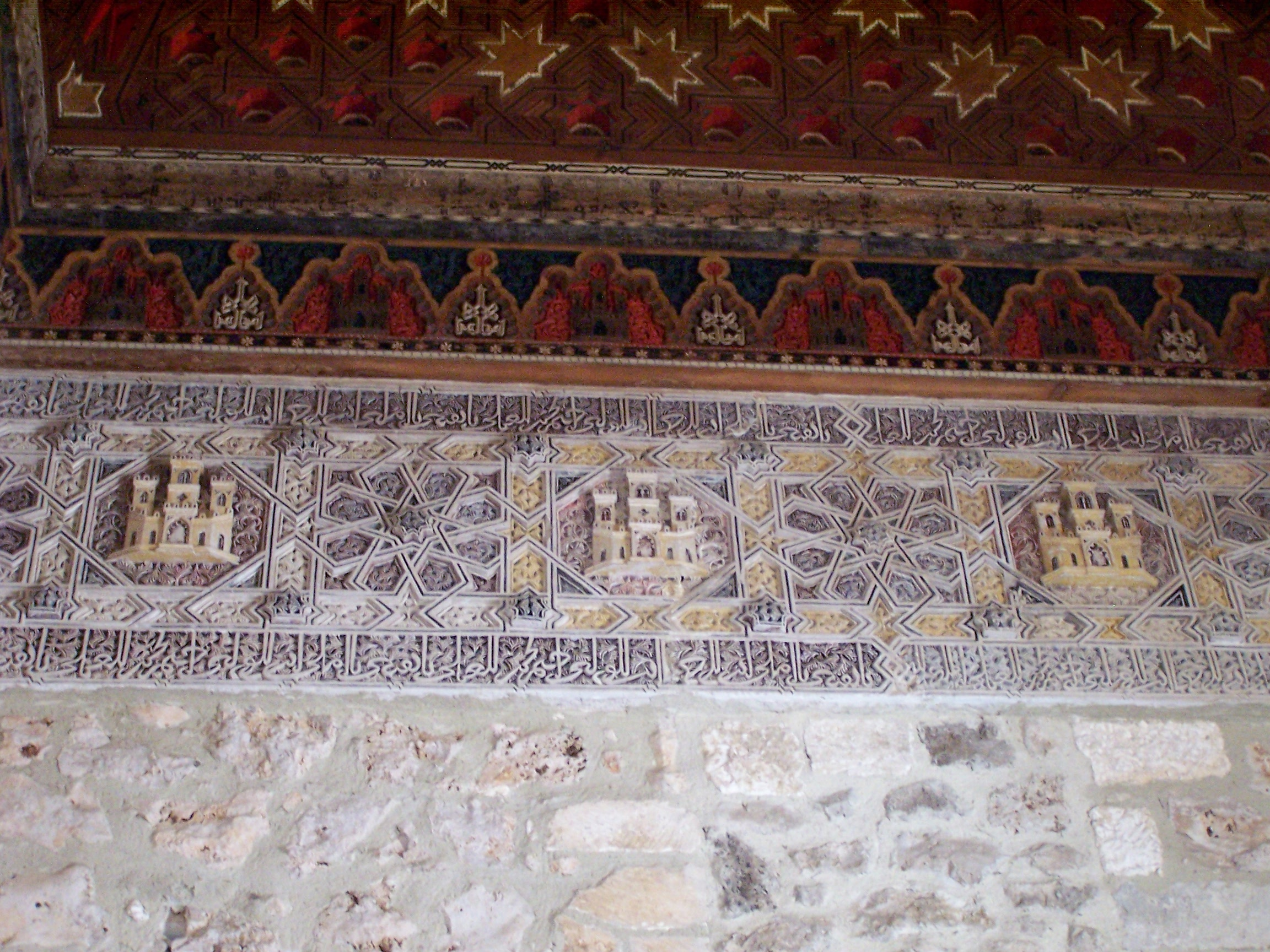
Yesería mudéjar con la heráldica del Reino de Castilla en el Monasterio de Las Huelgas, Burgos

El Reino de Castilla (en latín: Regnum Castellae) fue uno de los reinos medievales de la península ibérica. Castilla surgió como entidad política autónoma en el siglo ix bajo la forma de condado vasallo de León, alcanzando la categoría de «reino» en el siglo xi. Su nombre se debió a la gran cantidad de castillos que se encontraban en la zona.

### Edad Moderna

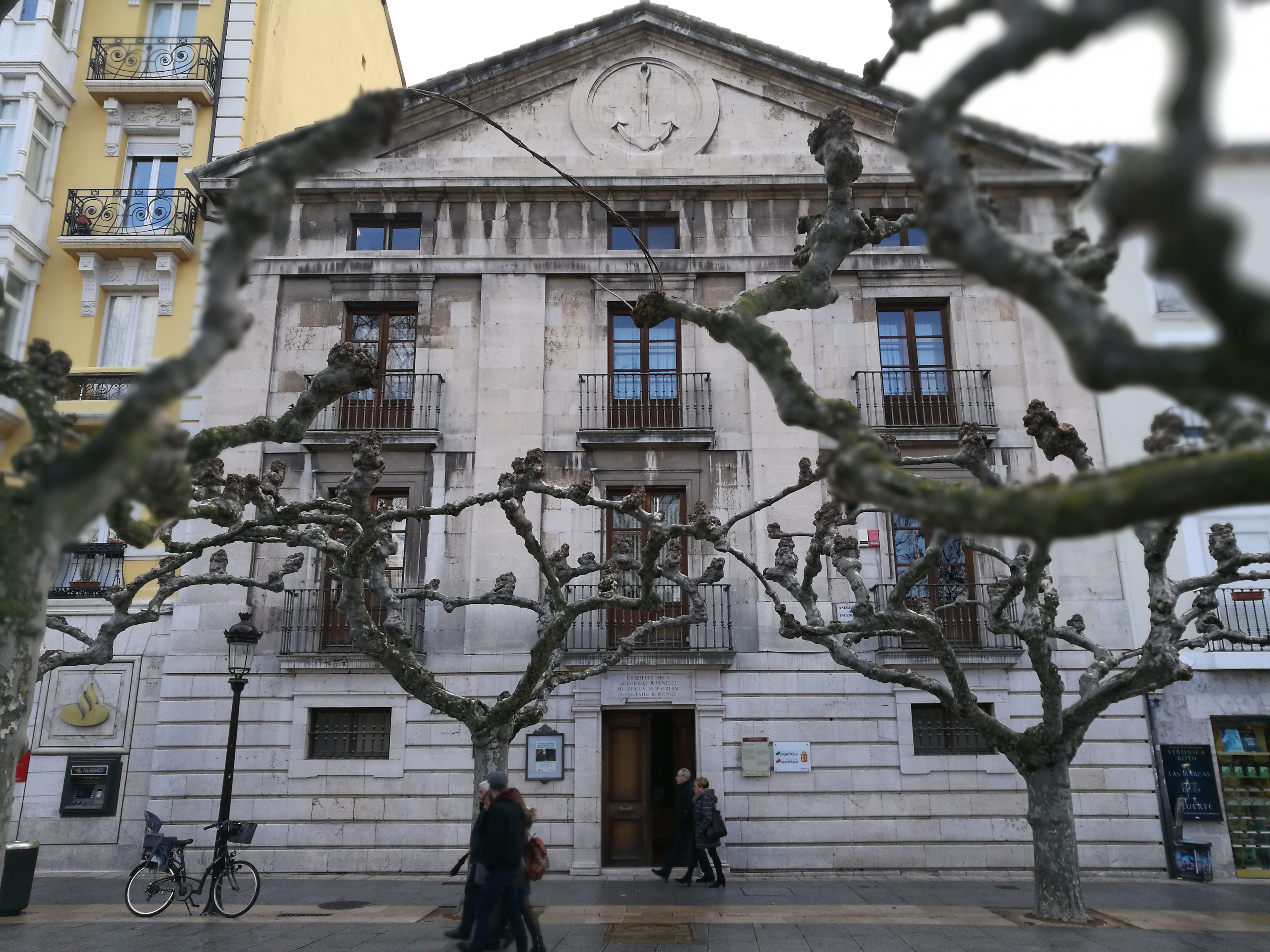
Consulado de Burgos. El comercio de lana con Flandes a través de los puertos cántabros y vascos hizo florecer la ciudad de Burgos en la Edad Moderna

La ciudad de Burgos era un punto estratégico en el comercio de la lana castellana en Flandes, a través de los puertos cántabros. Varias cortes fueron celebradas en la ciudad, cuyos diputados tenían en privilegio de ser los primeros en hablar, tal como figura en uno de los lemas de su escudo. Las Leyes de Burgos sentaron las bases del derecho indiano y más tarde de los derechos humanos. En esa época nació el jurista Francisco de Vitoria.

### Edad Contemporánea
Guerra de la Independencia

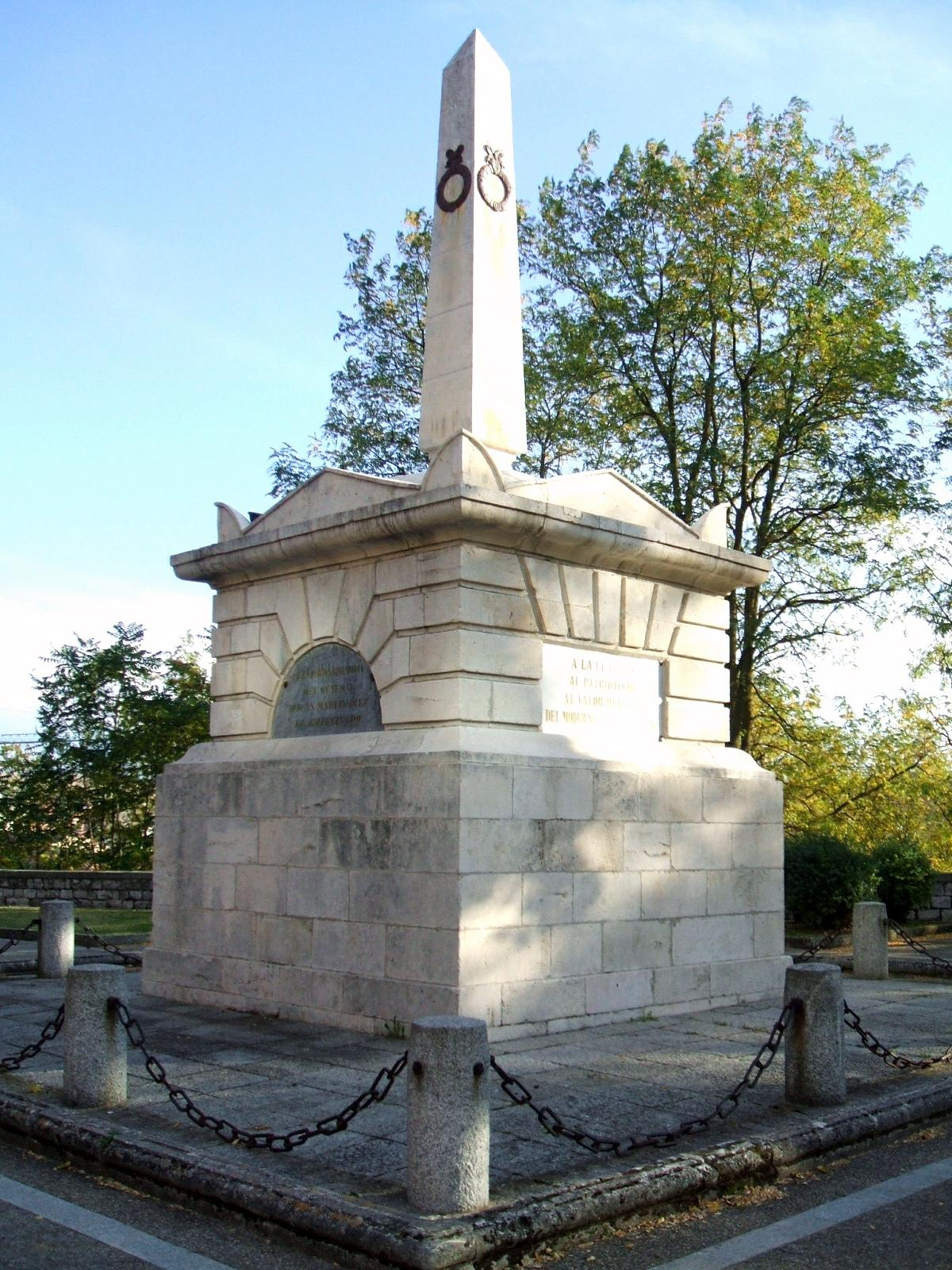
Monumento funerario a «El Empecinado» en Burgos

El hecho de armas más importante que tuvo lugar en la provincia fue la batalla de Espinosa de los Monteros el 10 y 11 de noviembre de 1808, siendo una de las pocas batallas de todas las guerras napoleónicas en Europa que duraría dos días.
Nacimiento de la provincia de Burgos

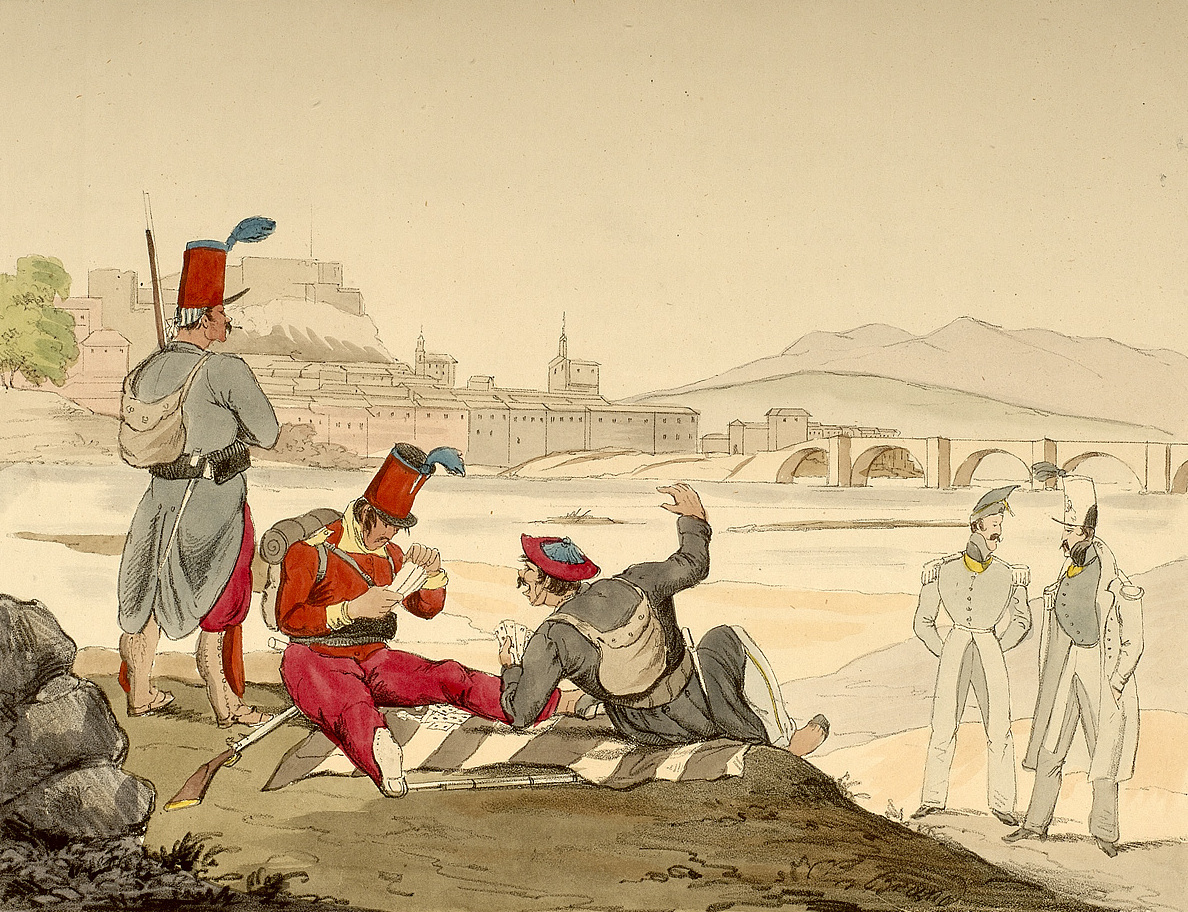
Tropas liberales llamadas «peseteros» o chapelgorris en 1835 en Miranda de Ebro

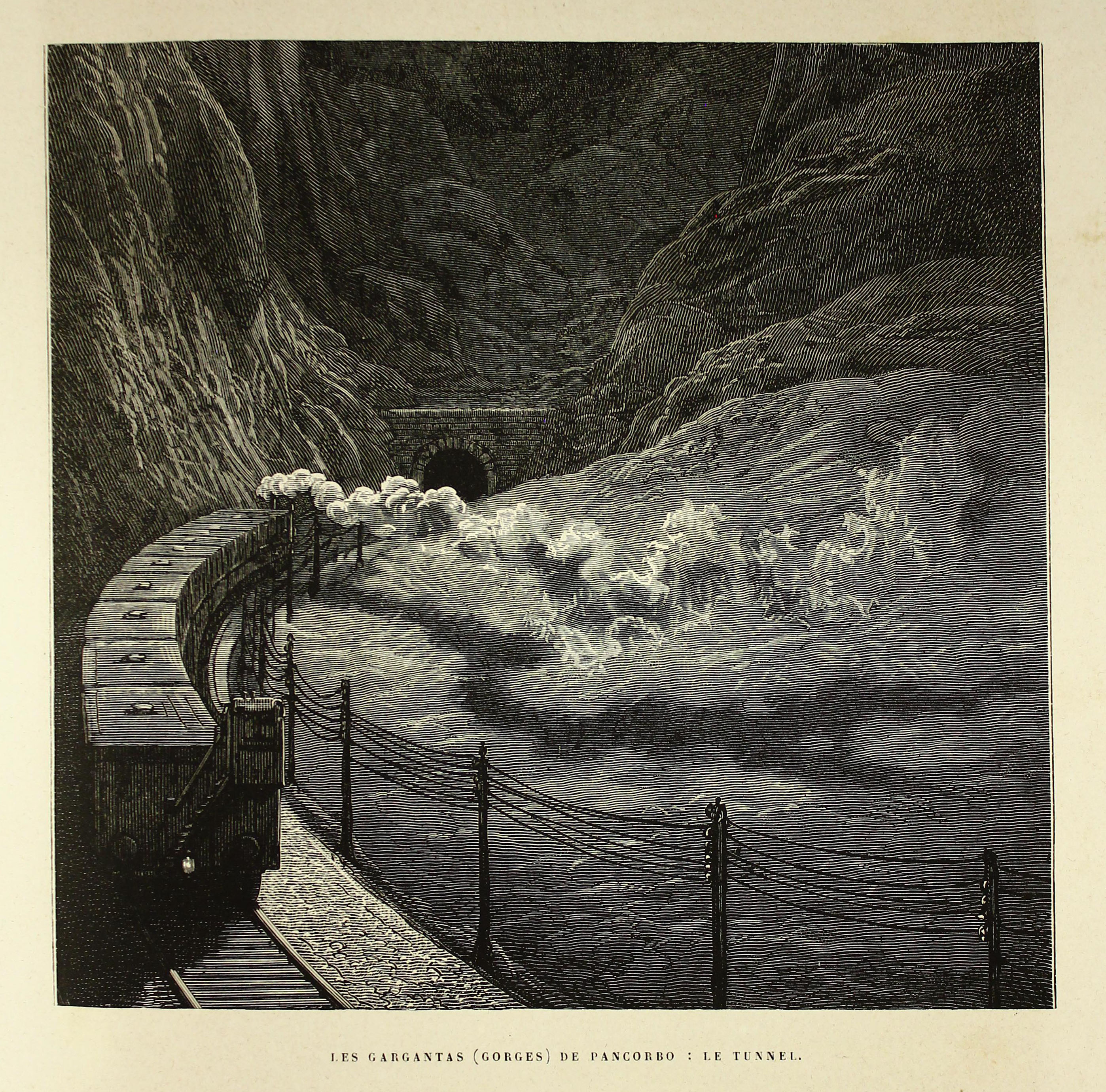
Paso del tren por el desfiladero de Pancorbo en el

Tras el fallecimiento de Fernando VII, la reina regente designa secretario de Fomento a Javier de Burgos encomendándole como tarea la división civil del territorio español. Los límites de la división provincial de 1833 eran:

Por el N. limita esta provincia con la de Santander; por el E. con las de Vizcaya, Álava, Logroño y Soria; por el S. con esta última y la de Segovia, y por el O. con las de Valladolid y Palencia.

Su límite E. empieza de la Peña de Ordunte, y sigue la línea divisoria actual del Valle de Mena y de Tudela, que quedan para esta provincia con al del señorío de Vizcaya y Alava, hasta nuestra señora de Herrera en la margen derecha del Ebro; corre luego por la línea divisoria de la nueva provincia de Logroño, por los montes Obarenes, S. de Pancorbo, O. de Foncea, por entre Altable y San Millán de Yécora, Treviana y Valluércanes; atraviesa el río Tirón en la confluencia con el río Lachigo y continúa por el E. de Espinosa del Monte de Rioja y de Pradilla a buscar el río Tirón, por cuya margen derecha sigue hasta su origen, pasa por el puerto de la Demanda, entre Canales y Huerta de la Sierra y origen del río Neila. Luego va por el pico de Urbión, S. de Regumiel de Canicosa a buscar los cerros que se paran de la provincia de Soria a Aldea de Ontoria, Ontoria del Pinar y Navas del Pinar de Ontoria, que quedan para esta provincia. Psa después por entre La Gallega y Espejón, San Asensio y Huerta del Rey, Alcubilla de Avellaneda, Hinojal del Rey, Alcoba de la Torre y Brazacorta a buscar el monte que da origen al río Pilde, y continúa hasta el puente de Lavid, donde termina.

El límite S. principia en este punto, quedando Lavid para esta provincia, y sigue por el O. de Santa Cruz de la Salceda, de Fuentelcésped, Valdeherreros, Milagros y Pardilla de Moradillo, La Sequera, Valdezate y Nava de Roa donde termina.

El límite O. empieza aquí, y sigue por el O. de San Martín de Rubiales, la antigua divisoria hasta pasado el Peral; atraviesa el río Arlanza al O. de este pueblo, y continúa por el E. de Palencia. Cruza el río Arlanzón y la carretera de Burgos a Valladolid al E. de Villodrigo, y va al encuentro de la margen derecha del Pisuerga, más abajo de la confrontación de Astudillo. Sigue luego por la orilla de dicho río hasta poco más allá de Herrera de Pisuerga, y continúa quedando el Canal de Castilla en la provincia de Palencia, por el E. de Alar del Rey, hasta Báscones de Ebro donde termina.

El límite N. sigue por la actual línea divisoria del partido de Reinosa, que queda para Santander, y la de las Merindades de Castilla, Espinosa de los Monteros y Valle de Mena, que quedan para esta provincia, hasta el monte o peña Orduntedonde termina.

En la segunda mitad del siglo xix en la provincia de Burgos se construyeron once estaciones de telégrafo óptico, de la Línea de Castilla, que unía Madrid con Irún.
Guerra civil

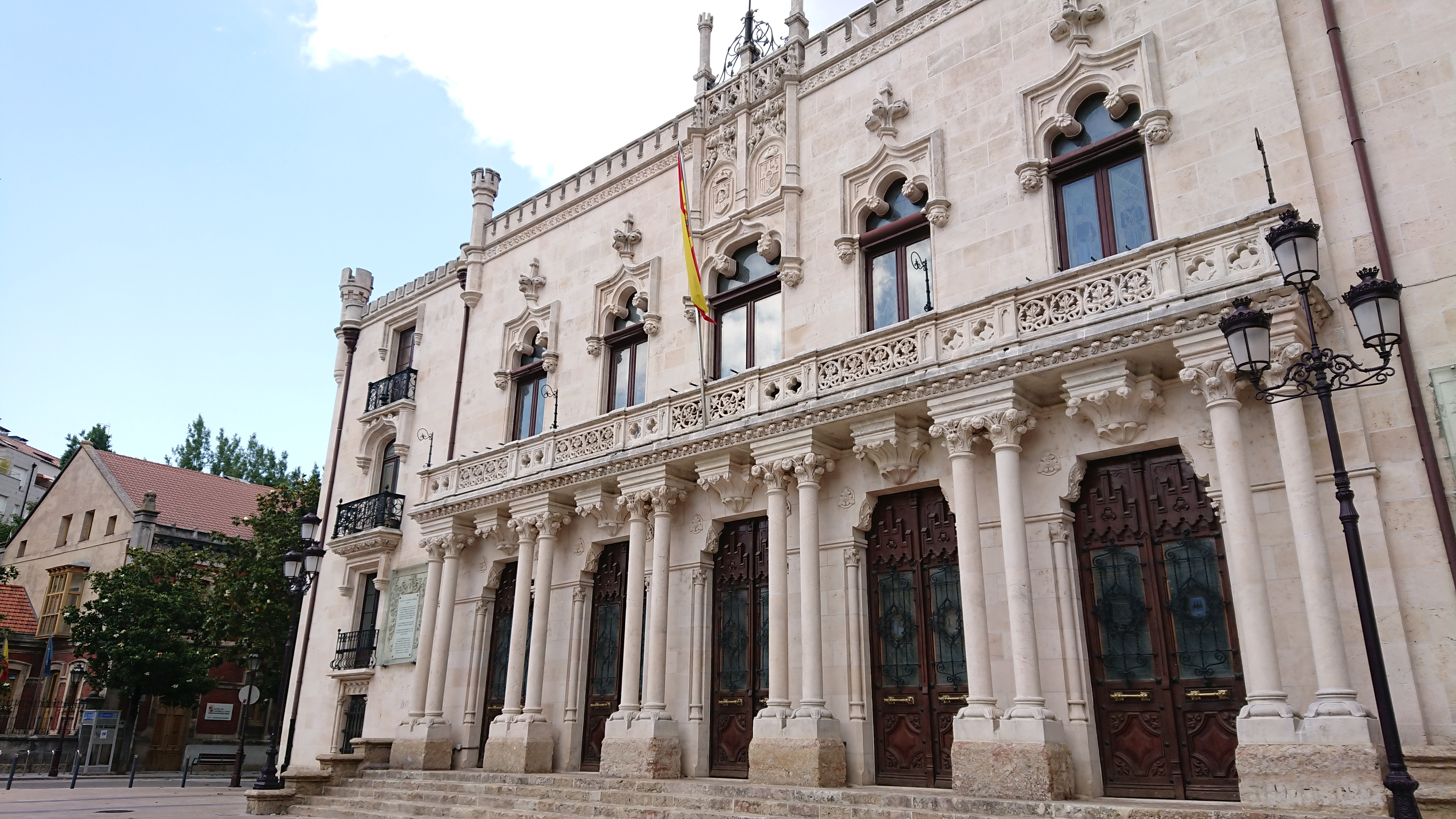
Palacio de Capitanía

La guerra civil española (1936-1939) tuvo un desarrollo desigual en las provincias de la actual comunidad autónoma de Castilla y León. La provincia de Burgos albergaba el cuartel general de la VI División orgánica y una nutrida guarnición. Según los planes del general Mola, la VI División debía formar una fuerte columna, que confluiría con otra enviada desde Zaragoza para caer sobre Madrid a través del puerto de Somosierra por la carretera N-I.
El general Batet y otros mandos fueron arrestados por los golpistas cuando el 19 de julio sacaron las tropas a la calle.

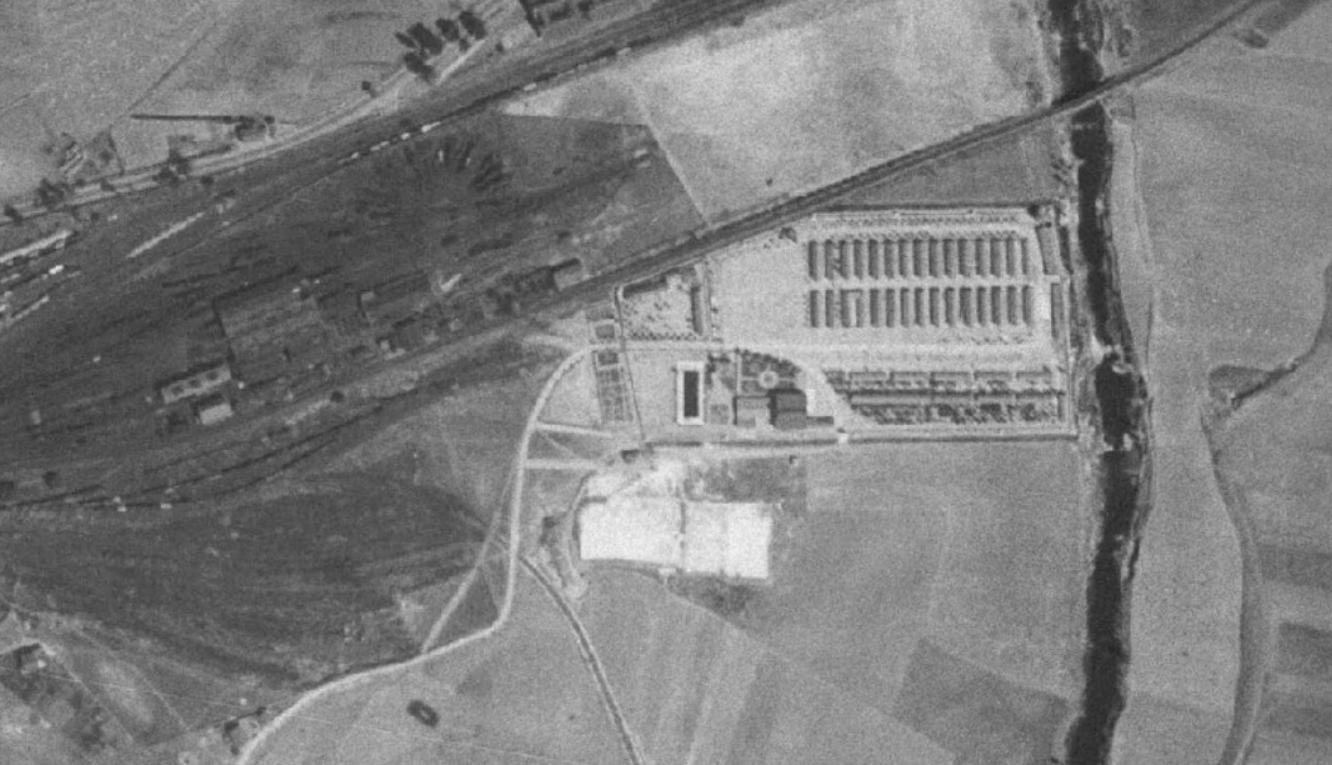
Vista aérea del campo de concentración de Miranda de Ebro en el año 1945.

Se produjo una fuerte resistencia al golpe en las localidades con mayor concentración de obreros, como Miranda de Ebro, pero los sublevados se hicieron con el control de casi toda la provincia en unos días (excepto algunos valles del norte de las Merindades-Espinosa de los Monteros, Valle de Mena, Valle de Losa, Alfoz de Santa Gadea, Alfoz de Bricia...) y el extremo norte de La Lora, desde los que hubo varios contraataques republicanos no muy exitosos; hasta el verano de 1937, en el que estas zonas son conquistadas durante la caída del frente del Norte, dando comienzo a una violenta represión.

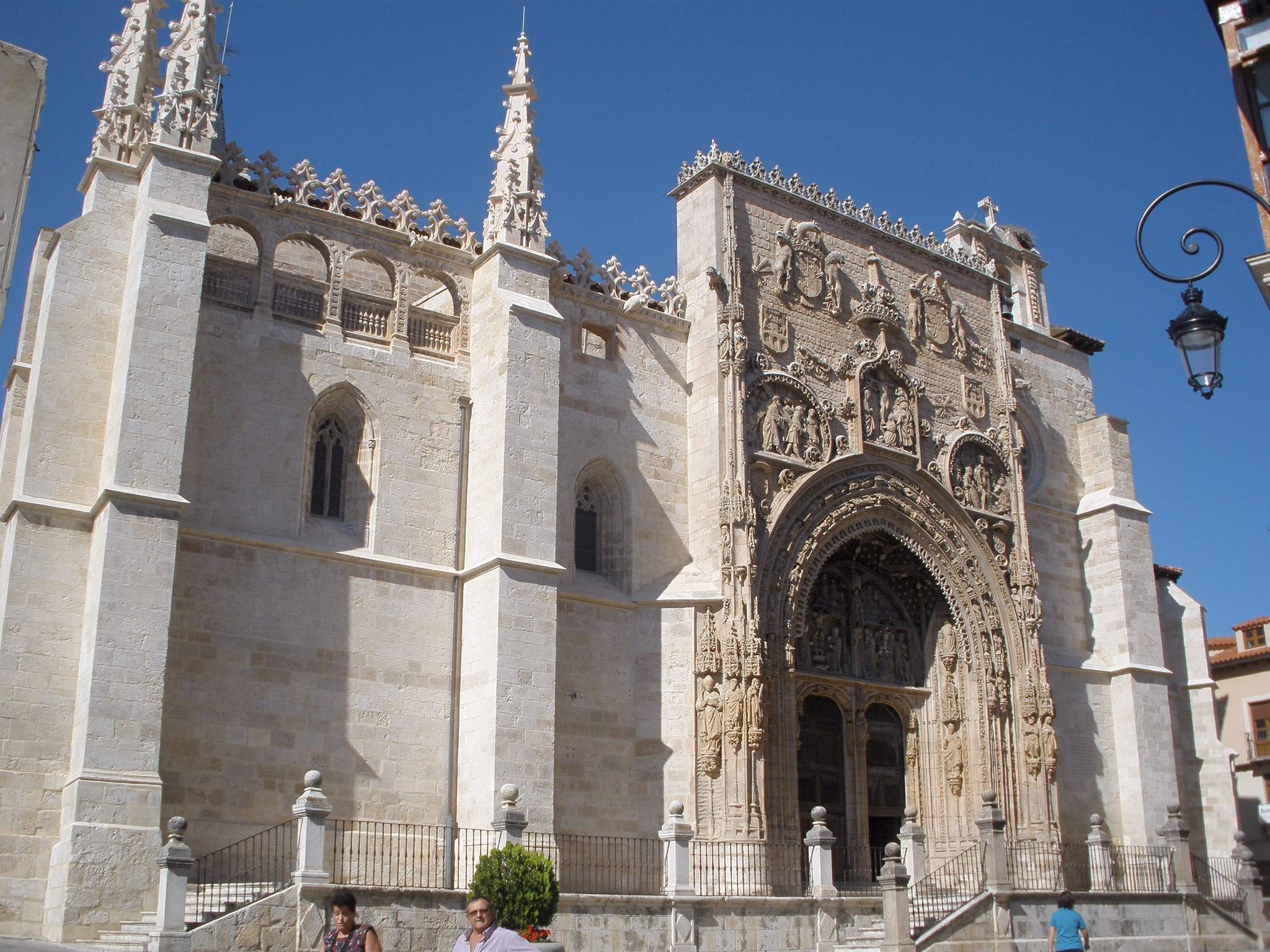
Aranda de Duero.

Pero la provincia de Burgos, y sobre todo su capital, destacan por su importancia en la formación y organización de la zona sublevada. Durante la guerra civil española, la ciudad de Burgos fue sede de la Junta de Defensa Nacional. En la ciudad tuvo también lugar la formación del Primer Gobierno nacional de España (1938-1939), durante el cual Francisco Franco asume oficialmente los cargos de jefe de Estado y de Gobierno. Incluso el gobierno franquista permaneció en Burgos hasta el 18 de octubre de 1939, cuando se trasladó a Madrid (la guerra civil había acabado el 1 de abril, es decir que por ejemplo cuando se inicia la Segunda Guerra Mundial Burgos es la capital de España). El 9 de agosto se forma en esta ciudad el segundo gobierno franquista.
En la provincia existió, durante y tras la contienda, el campo de concentración de Miranda de Ebro.
Franquismo

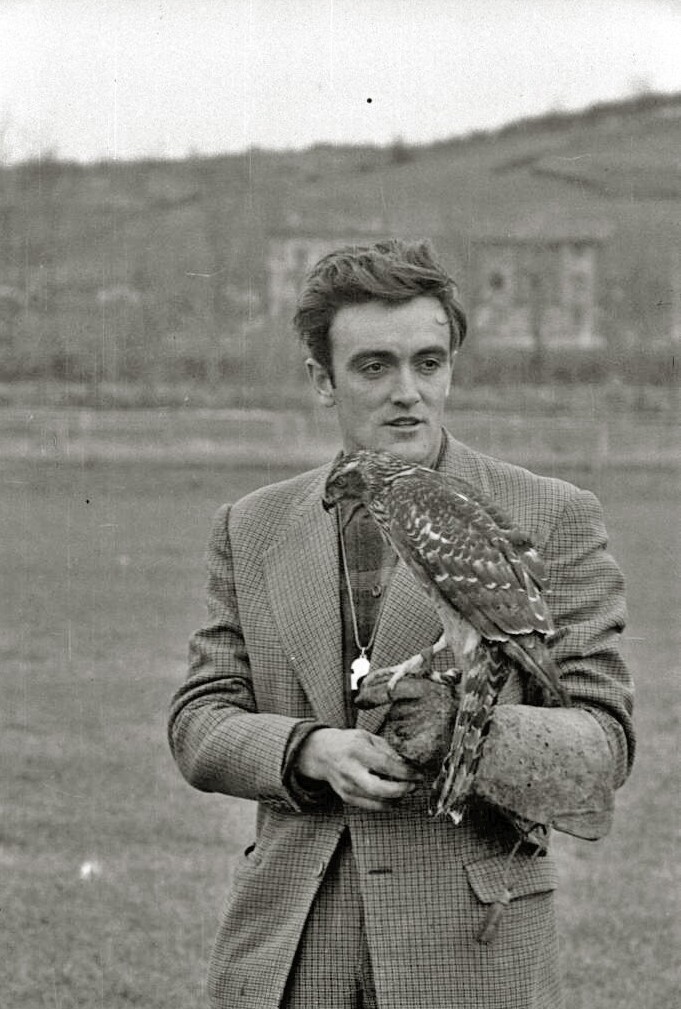
El pozano Félix Rodríguez de la Fuente, divulgador y naturalista.

Destaca el desarrollismo y la emigración del campo a la ciudad a partir de los años 50, haciendo que las tres ciudades principales creciesen física y demográficamente. El 3 de diciembre de 1970, tuvo lugar el llamado Proceso de Burgos, un juicio contra dieciséis miembros de la organización terrorista ETA acusados del asesinato de tres personas. Las condenas a muerte de seis de los encausados no se ejecutaron, conmutándose por penas de reclusión.
Etapa democrática

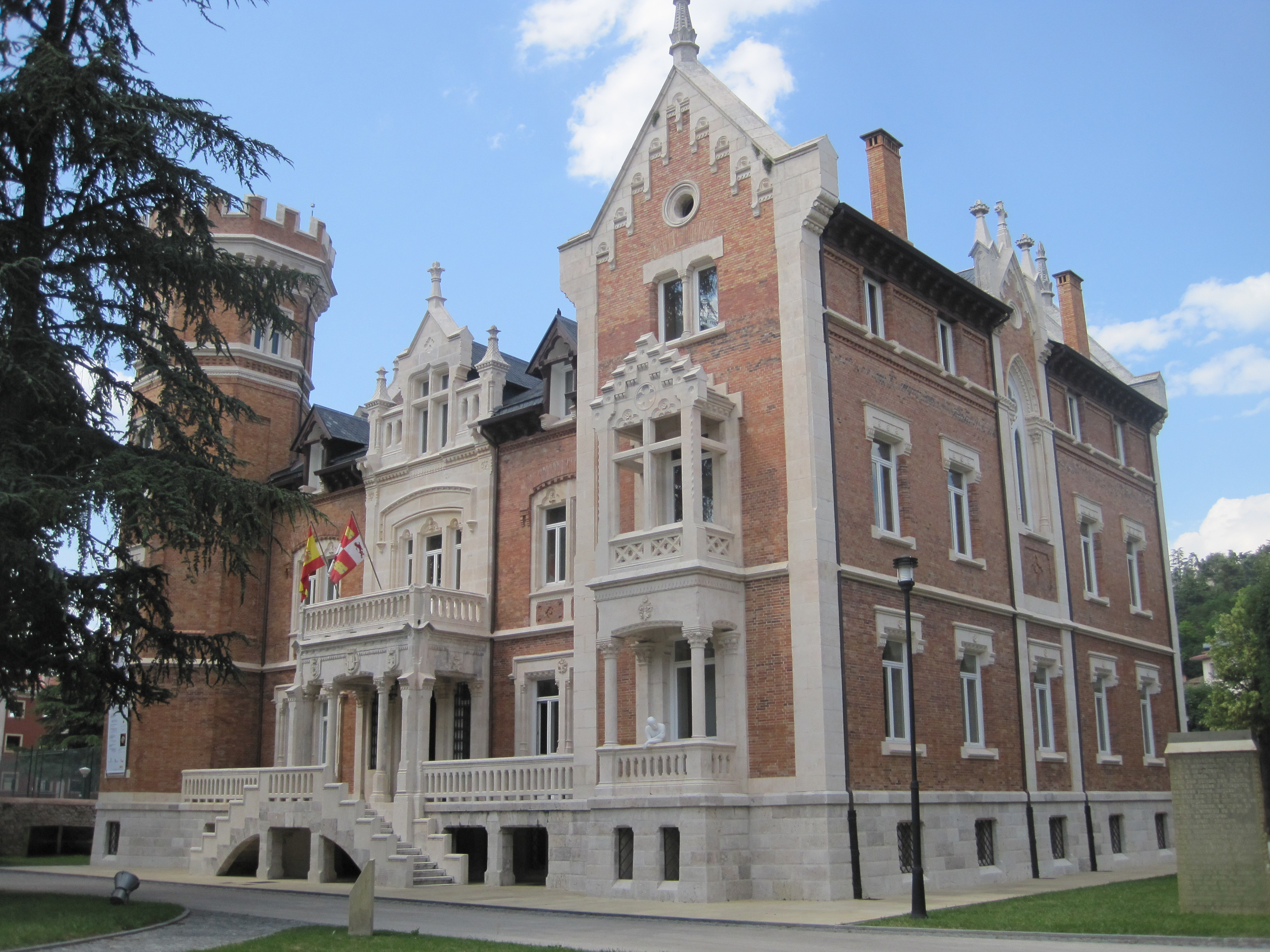
Instituto Castellano y Leonés de la Lengua, en la ciudad de Burgos

Con la aprobación de la Constitución española de 1978 y el desarrollo de las comunidades autónomas, la provincia de Burgos estaría presente en la pretendida región de Castilla y León, formada por las once provincias de los antiguos territorios de Castilla la Vieja y León, algo que se ya se intentó gestar durante la II República. Pero dos provincias con fuertes lazos y limítrofes con Burgos se desligaron pronto de este proyecto autonómico, creando sus propias comunidades uniprovinciales: Santander se constituyó en la comunidad autónoma de Cantabria y lo propio hizo Logroño, al crear la comunidad autónoma de La Rioja, ambas en 1982.
Entre los planteamientos para crear una autonomía para Castilla y León, se manejaba la idea de que las provincias anteriores finalmente formasen parte de esta región, que sin ellas se planteaba en nueve provincias y con la duda de si León participaba del proyecto. Los parlamentarios de Castilla y León se constituyeron en Asamblea en 1977 y el 13 de junio de 1978 un Real Decreto aprueba la preautonomía para Castilla y León, abierta a las once provincias, pero Logroño y Santander lo rechazan y León se incorporará en 1980.

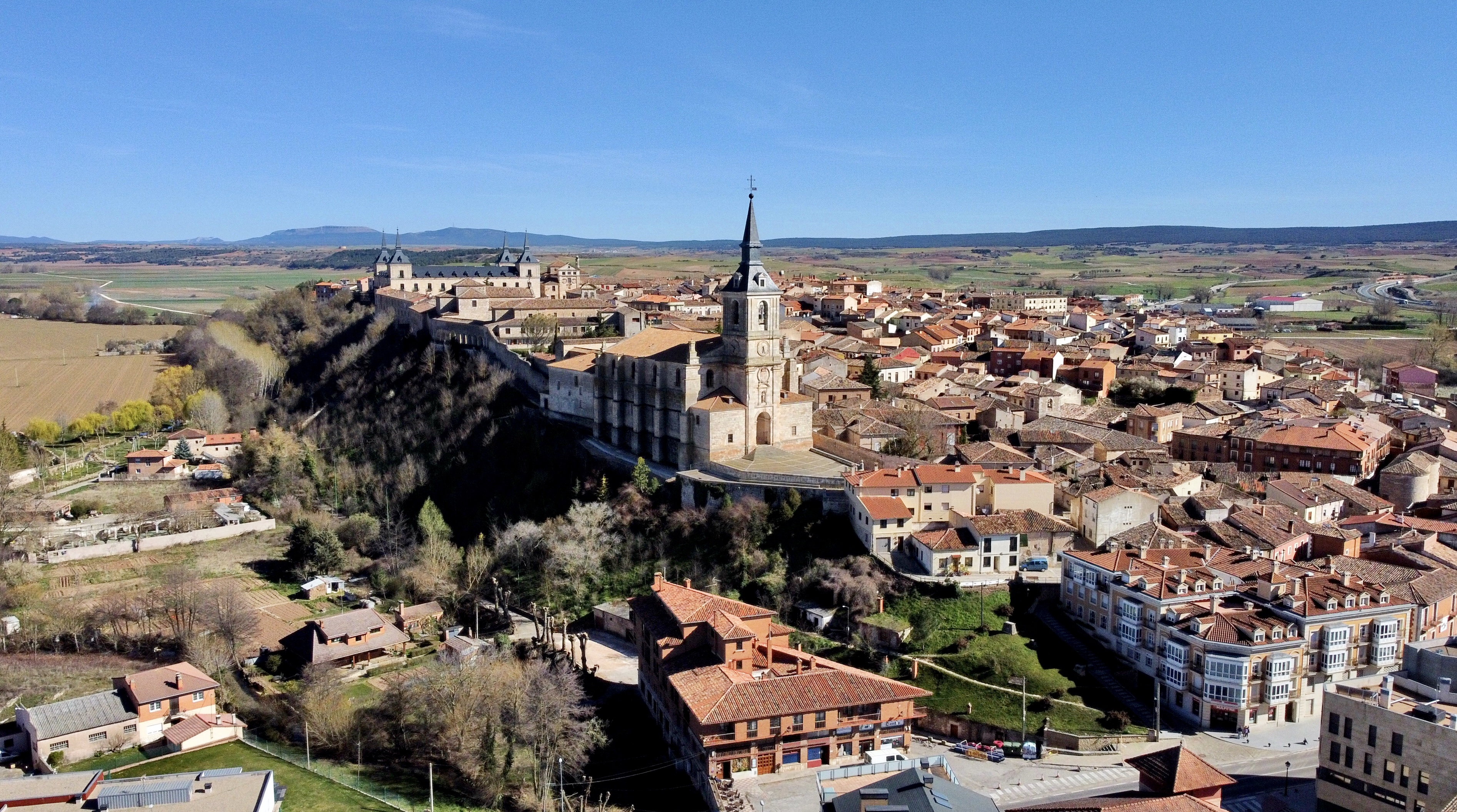
Lerma

El ente preautonómico contaba con el Consejo General como órgano ejecutivo, que se estableció en la ciudad de Burgos, concretamente en el palacio de la Diputación Provincial y en el Palacio de la Isla, y que presidió en un primer momento el burgalés Juan Manuel Reol Tejada, de la UCD. Aunque en 1978 unos 4000 burgaleses se manifestaron en favor de la autonomía para Castilla y León, las tensiones hacían peligrar el proceso. Por una parte, en León había intentos de crear una región propia y también en Segovia se dieron pasos para una autonomía de la provincia. En Palencia, en octubre de 1979, se inició formalmente el proceso autonómico castellanoleonés. En el caso de la provincia de Burgos, los 2/3 de los municipios aprobaron la iniciativa autonómica sin problemas, no así en León y Segovia.
Pero la provincia de Burgos vivió momentos convulsos en el proceso a raíz de la pérdida de la capitalidad de la futura autonomía. En mayo de 1981 la UCD decidió incluir en el proyecto de Estatuto de Autonomía el traslado de la capital a Tordesillas, que suponía además el protagonismo de la cercana ciudad de Valladolid. Esto provocó la reacción de dos miembros burgaleses de la UCD como fueron José María Codón y el alcalde de la capital, José María Peña San Martín, que formaron la Junta pro Burgos Cabeza de Castilla. El enconado enfrentamiento de dos ciudades pujantes como Burgos y Valladolid, sumado a problemas heredados como la entonces no conseguida escisión del campus universitario de Burgos de la Universidad de Valladolid, provocó el rechazo de la Cabeza de Castilla a que la capital fuese a tierras vallisoletanas, algo que perdura en el ideario burgalés y que provoca rivalidades. Además, el movimiento burgalesista se unió al leonés, ya que ambos temían el centralismo regional en Valladolid.
Entre otros actos reivindicativos, se celebraron plenos extraordinarios y manifestaciones de adhesión a la capitalidad de Castilla y León para Burgos. Ante la negativa a revertir la situación, se llegó a proponer la creación de una autonomía para Castilla la Vieja (incluyendo Cantabria y La Rioja, pero sin contar con Valladolid o Palencia) e, incluso, la posibilidad de una comunidad autónoma uniprovincial para Burgos.

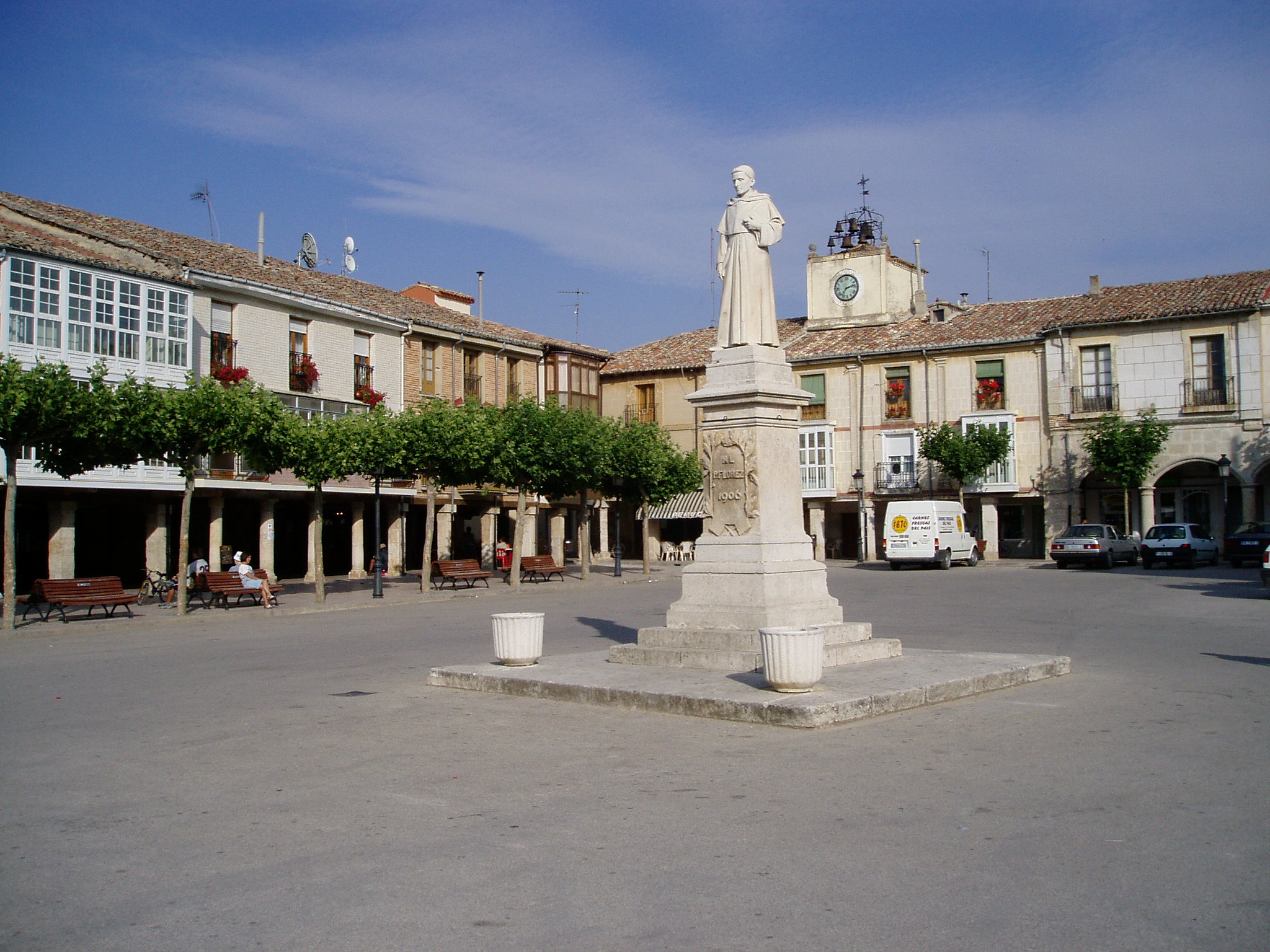
Villadiego

El momento más crítico tuvo lugar el 6 de mayo de 1982 en Villadiego, cuando su alcalde y diputado provincial de la UCD, Agustín de la Sierra Herrera, consiguió la aprobación de una moción municipal que declaraba nula su adhesión al proyecto autonómico de Castilla y León. La acción fue secundada por el ayuntamiento de Humada y posteriormente por otros 19 consistorios. Fue entonces cuando el entonces presidente del Consejo General de Castilla y León, José Manuel García-Verdugo Candón, instó de manera contundente a rechazar tales actos y volver al proceso autonómico para Castilla y León. El mismo día del escrito, el 14 de mayo, la Diputación Provincial burgalesa hizo patente su intención de continuar en el proyecto castellano y leonés, dejando abierta la puerta de la capitalidad y de la incorporación de cántabros y riojanos.

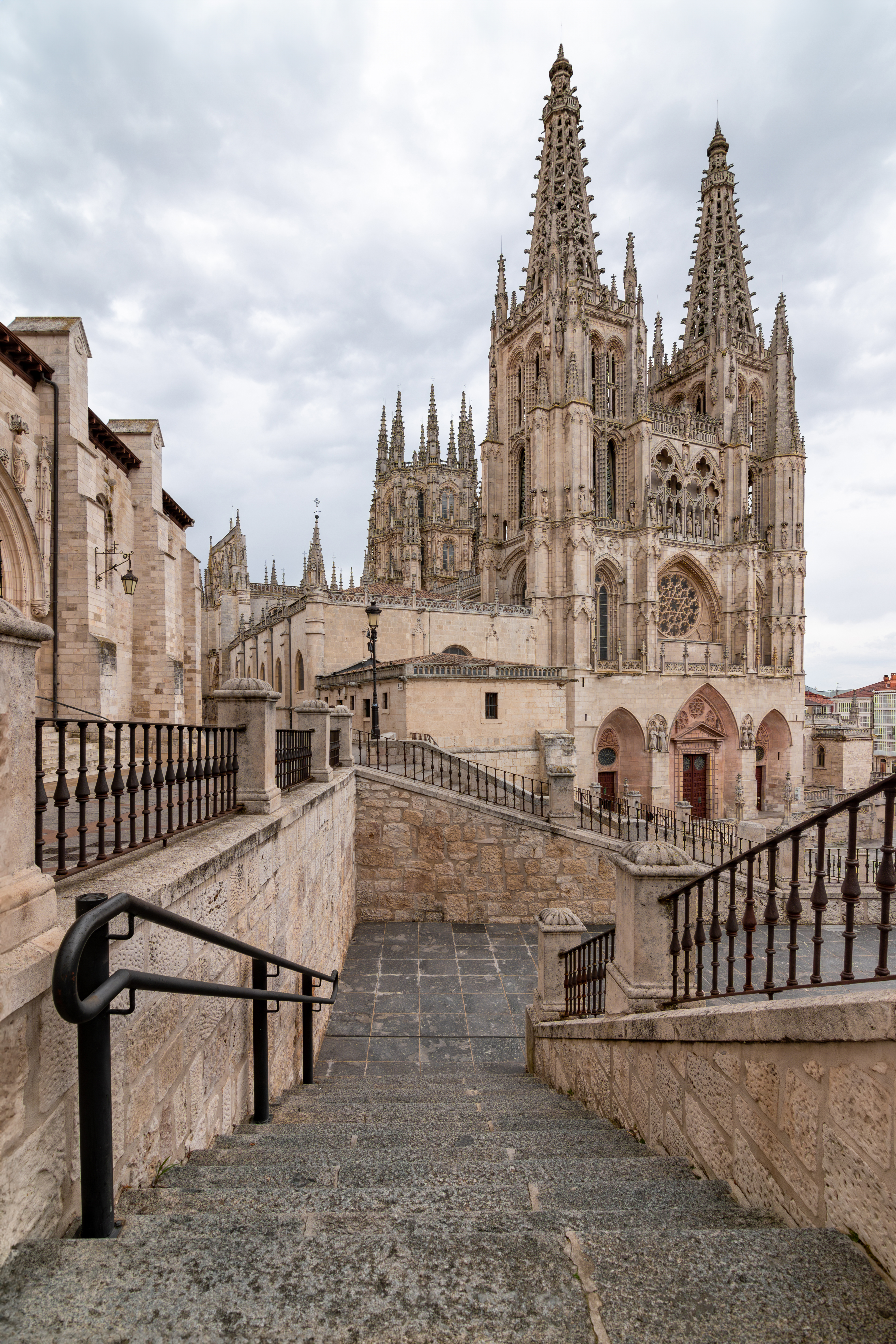
En 2021 la catedral de Burgos cumple el aniversario de su 800 años

Finalmente, tras las diversas dificultades, se creó la comunidad autónoma de Castilla y León, formada por nueve provincias, entre las que se incluye la de Burgos. El Estatuto de Autonomía de Castilla y León fue aprobado por el 25 de febrero de 1983. Aunque la sede del gobierno y el parlamento regionales, quedó en Valladolid, en Burgos se establecieron órganos autonómicos como el Tribunal Superior de Justicia de Castilla y León.
Siglo XXI
En el siglo XXI se construyó una nueva estación de ferrocarril en Burgos se encuentra a las afueras de la ciudad, la antigua estación es actualmente el centro de ocio infantil y juvenil La Estación.
También se construyó un nuevo hospital en Burgos el HUBU para sustituir al antiguo General Yagüe que fue derruido en 2017.
También el 29 de julio del 2009 en Burgos hubo un atentado en la casa cuartel de la guardia civil reivindicado por ETA, afortunadamente no hubo víctimas mortales pero hubo 65 heridos y el edificio quedó seriamente dañado y tuvo que ser rehabilitado.

## Organización territorial

### Municipios
Existen 371 municipios en la provincia.
La provincia de Burgos es la 6.ª de España en que existe un mayor porcentaje de habitantes concentrados en su capital (47,64 %, frente al 31,96 % del conjunto de España).

### Comarcas

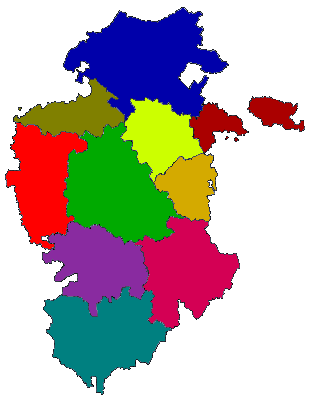
Mapa de las comarcas de Burgos:
Merindades
La Bureba
Ebro
Sedano y Las Loras
Odra-Pisuerga
Alfoz de Burgos
Montes de Oca
Arlanza
Sierra de la Demanda
Ribera del Duero

La provincia de Burgos está dividida en diez comarcas:
- Comarca de Las Merindades: es una comarca que ocupa el tercio norte de la provincia de Burgos. Está limitada al oeste y noroeste por la comunidad autónoma de Cantabria, al noreste la provincia de Vizcaya, al este la provincia de Álava y al sur por las comarcas burgalesas de Ebro, La Bureba y Páramos. La cabeza de la Comarca es Villarcayo aunque el municipio más poblado es Medina de Pomar seguidos de Villarcayo, Espinosa de los Monteros, Trespaderne, Frías... Cuenta con 360 entidades locales menores. Tiene una población de 21.951 habitantes a 1 de enero de 2024 según los datos del INE.
- Comarca de Páramos: al noroeste de la provincia, también conocida como «Sedano y Las Loras», cuenta con 55 entidades locales menores. La capital de esta comarca es Sedano. Tiene una población de 1.746 habitantes a 1 de enero de 2024, según los datos del INE.
- Comarca de La Bureba: al nordeste de la provincia y está regada por multitud de arroyos que van a desembocar a través de los ríos Homino, Oca y Tirón al Ebro. Considerada como la verdadera esencia de Castilla a la que Azorín definió como el corazón de la tierra de Burgos fue asentamiento de los antiguos Autrigones, que tenían su capital en la actual Briviesca, cuenta con 46 entidades locales menores. Tiene una población de 10.117 habitantes a 1 de enero de 2024, según los datos del INE.
- Comarca del Ebro: situada al noreste de la provincia y está recorrida de noroeste a sureste por el río Ebro; los Montes Obarenes separan la comarca de la meseta por el oeste y su capital es Miranda de Ebro. También se incluye dentro de esta comarca el enclave de Treviño. Cuenta con 48 entidades locales menores. Tiene una población de 39.212 habitantes a 1 de enero de 2024, según los datos del INE.
- Comarca de Odra-Pisuerga: situada entre el río Pisuerga y su afluente, el Odra, en la zona centro y oeste de la provincia de Burgos, cuenta con 52 entidades locales menores. Tiene una población de 8.941 a 1 de enero de 2024 según los datos del INE.
- Comarca del Alfoz de Burgos: cuenta con 82 entidades locales menores. Tiene una población de 203.243 habitantes a 1 de enero de 2024 según los datos del INE.
- Comarca de Montes de Oca: cuenta con 31 entidades locales menores. Tiene una población de 4.932 habitantes según los datos del INE a 1 de enero de 2024
- Comarca de Arlanza: está recorrida por el río Arlanza y su capital es Lerma, cuenta con 109 entidades locales menores. Tiene una población de 9.167 habitantes a 1 de enero de 2024 según los datos del INE.
- Comarca de la Sierra de la Demanda: situada al sureste de la provincia de Burgos. Recorrida por el río Arlanza, está ubicada dentro del Sistema Ibérico, al sur de las estribaciones de la sierra de la Demanda, cuenta con 12 entidades locales menores, entre ellas Neila, una de las más preciosas rutas turísticas de España. Tiene una población de 10.082 habitantes a 1 de enero de 2024, según los datos del INE.
- Comarca de la Ribera del Duero: situada en la cuenca del río Duero, al sur de la provincia de Burgos. Su capital es Aranda de Duero. Una subcomarca de la Ribera del Duero es el Valle del Esgueva. Cuenta con 8 entidades locales menores. Tiene una población de 50.324 a 1 de enero de 2024 según los datos del INE.

## Gobierno y administración provincial

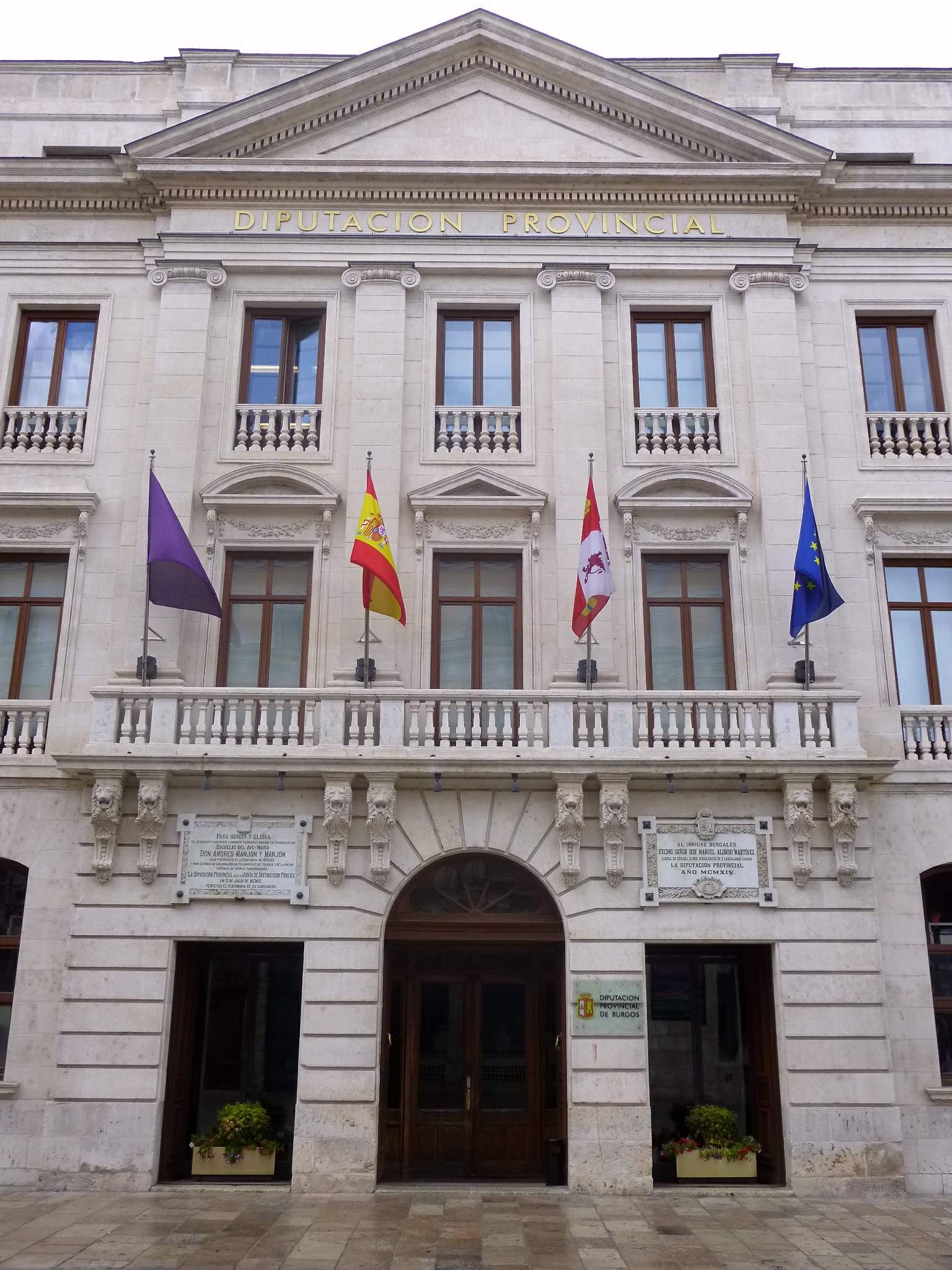
Diputación Provincial de Burgos

Actualmente la Diputación Provincial está gobernada por el Partido Popular. La composición del Pleno tras las elecciones municipales de 2019 fue la siguiente: El PSOE 11 representantes, el PP 10 diputados, Ciudadanos obtuvo 3 representantes y Vox consiguió 1 representante El presidente actual de la Diputación Provincial de Burgos es César Rico Ruiz.
La circunscripción electoral de Burgos elige cuatro diputados al Congreso. Tras las elecciones generales de noviembre de 2019 la provincia obtuvo dos diputados del PSOE y dos del PP. Por su parte, en los mismos comicios se eligieron los cuatro representantes en el Senado, siendo en este caso dos senadores socialistas y dos populares.
En las Cortes de Castilla y León, la provincia de Burgos tiene derecho a once procuradores. Después de las elecciones autonómicas de 2019 los representantes burgaleses fueron cinco del PSOE, tres del PP, dos de Ciudadanos y uno de Podemos. Por dicha circunscripción salió elegido el candidato ganador de las elecciones, Luis Tudanca (PSOE).
Otro ente político relevante en la provincia es la Subdelegación del Gobierno en Burgos, cargo ocupado en 2019 por Pedro de la Fuente Fernández, militante socialista.
Por otro lado, las alcaldías de los cinco mayores municipios están regentadas de la siguiente manera:
- En Burgos es alcalde Daniel de la Rosa Villahoz (PSOE).
- En Miranda de Ebro es alcaldesa Aitana Hernando Ruíz (PSOE).
- En Aranda de Duero es alcaldesa Raquel González Benito (PP).
- En Briviesca es alcalde Álvaro Morales Álvarez (PSOE).
- En Medina de Pomar es alcalde Isaac Angulo Gutiérrez (PSOE).

En el enclave burgalés de Treviño, rodeado por Álava, el municipio de Condado de Treviño está gobernado por el PNV y el de La Puebla de Arganzón por EH Bildu, únicos ayuntamientos con partidos radicados en el País Vasco al frente de las respectivas alcaldías.

## Demografía

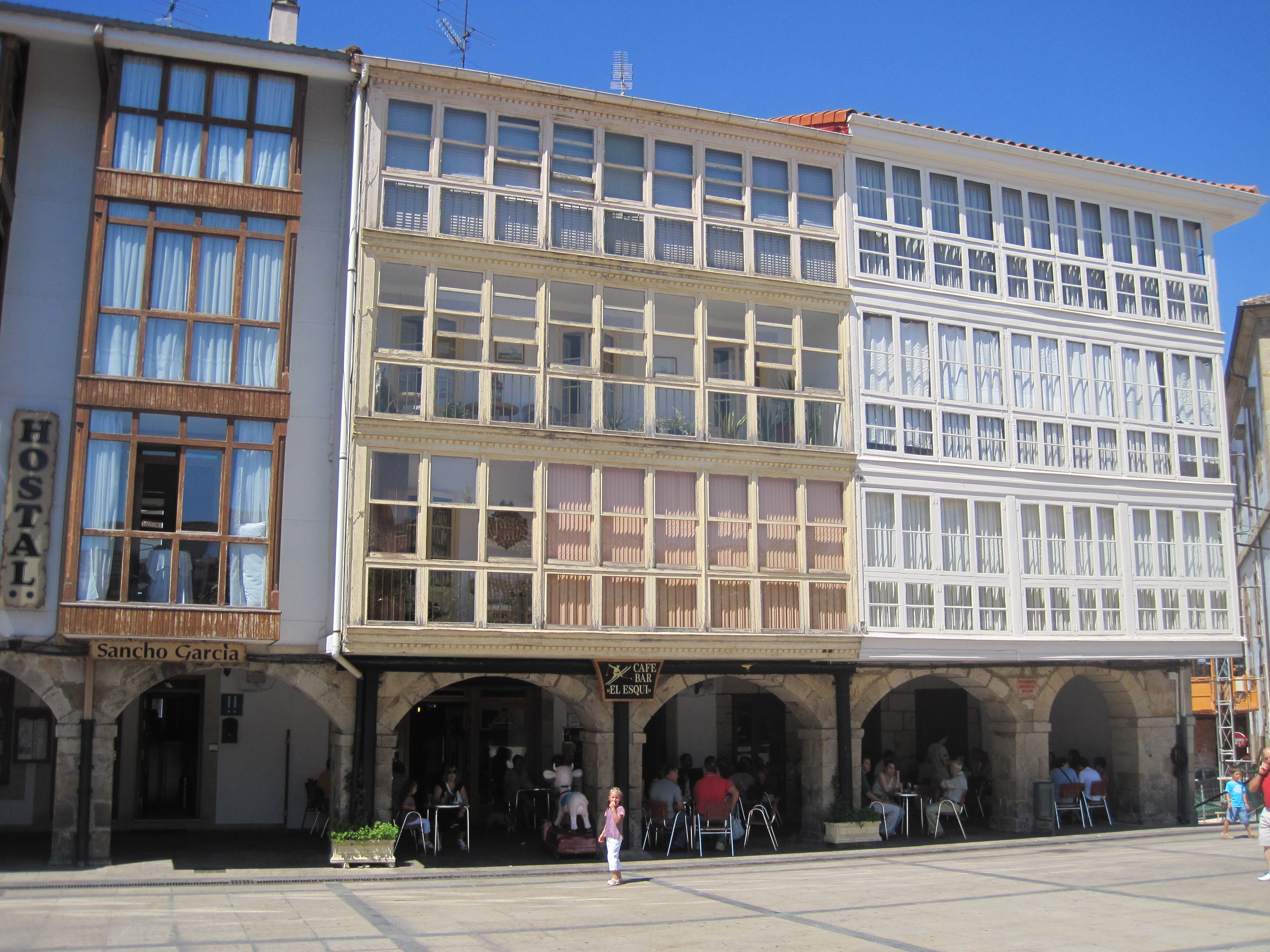
Espinosa de los Monteros

Según los últimos datos recogidos en el INE (2024), la provincia de Burgos tiene una superficie de 14 292 km² y una población de 359 740 personas, resultando una densidad de 25 hab/km², similar a la densidad de la comunidad autónoma de 25,42 hab/km² y muy inferior a los 95,04 hab/km² de España. La provincia se sitúa como la tercera más poblada de Castilla y León. Presenta un escaso dinamismo demográfico. En el conjunto nacional, la provincia se encuentra en el puesto 36.
La población está repartida en 371 municipios (INE 2024). La distribución de la población burgalesa no es uniforme, distinguiéndose tres áreas especialmente pobladas que son a su vez las más dinámicas demográficamente: las áreas de Aranda de Duero, de Burgos y de Miranda de Ebro, que aglutinan conjuntamente más del 65 % de la población provincial, un porcentaje que tiende a aumentarse por el mayor dinamismo de estas áreas frente al resto de la provincia.
El principal problema demográfico de la provincia es el medio rural, ya que mientras que los grandes núcleos de población se mantienen estables o mantienen un crecimiento paulatino, el campo y las zonas rurales están en plena despoblación. Burgos es la provincia española con mayor número de municipios, sin embargo, la mayoría de ellos no alcanzan los 1000 habitantes.
Reseña histórica

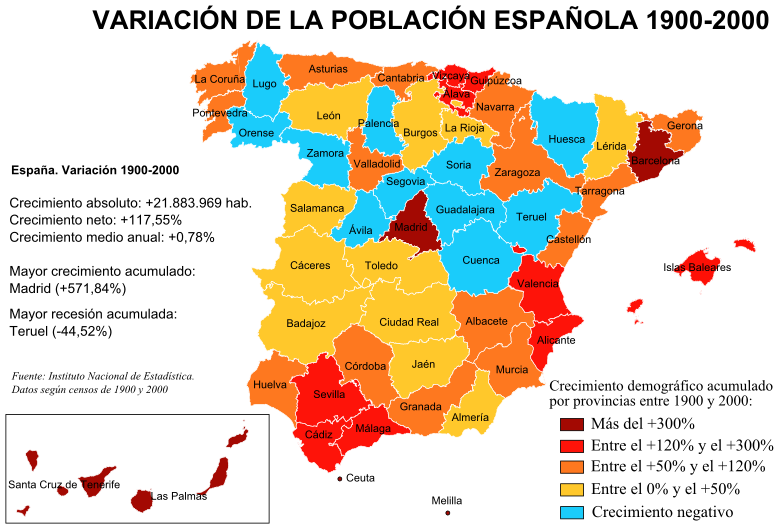
Variación de la población española entre 1900 y 2000

En el censo de 1900, la población de hecho en la provincia era de 338 828 habitantes. En 1950, la provincia de Burgos alcanzó los 397 048 habitantes, la máxima población nunca registrada. A partir de esta fecha, la población disminuyó notablemente hasta que en la década de 1990 se bajó de los 350 000 habitantes, cifra que no se recuperaría hasta 2002. En el año 2009 se rebasaron los 375 000 habitantes, algo que no ocurría desde la década de 1960.
| Gráfica de evolución demográfica de la provincia de Burgos entre 1900 y 2018                                                                              |
| |
| Población de derecho (1900-1991) o población residente (2001) según los censos de población del INE. Población según el padrón municipal de 2011 del INE. |

| 2000    | 2001    | 2002    | 2003    | 2004    | 2005    | 2006    | 2007    | 2008    | 2009    | 2010    | 2011    | 2013    | 2019    |
| ------- | ------- | ------- | ------- | ------- | ------- | ------- | ------- | ------- | ------- | ------- | ------- | ------- | ------- |
| 347 240 | 349 810 | 352 723 | 355 205 | 356 437 | 361 021 | 363 874 | 365 972 | 373 672 | 375 563 | 374 826 | 375 657 | 371 248 | 356 958 |

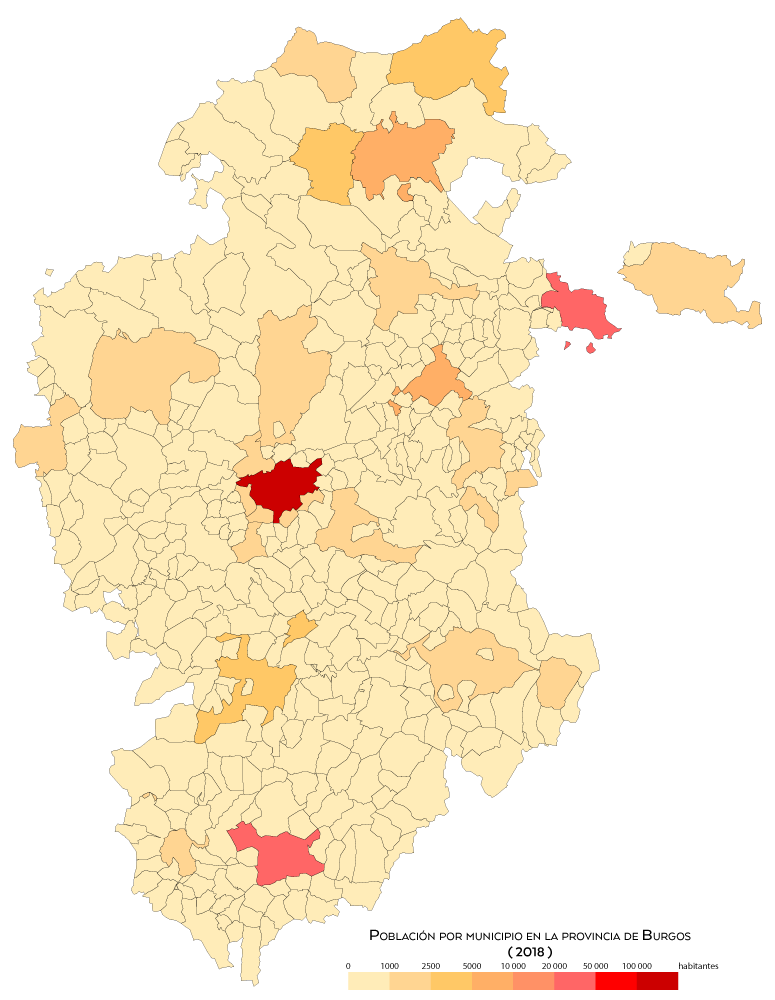
Población por municipio en 2018
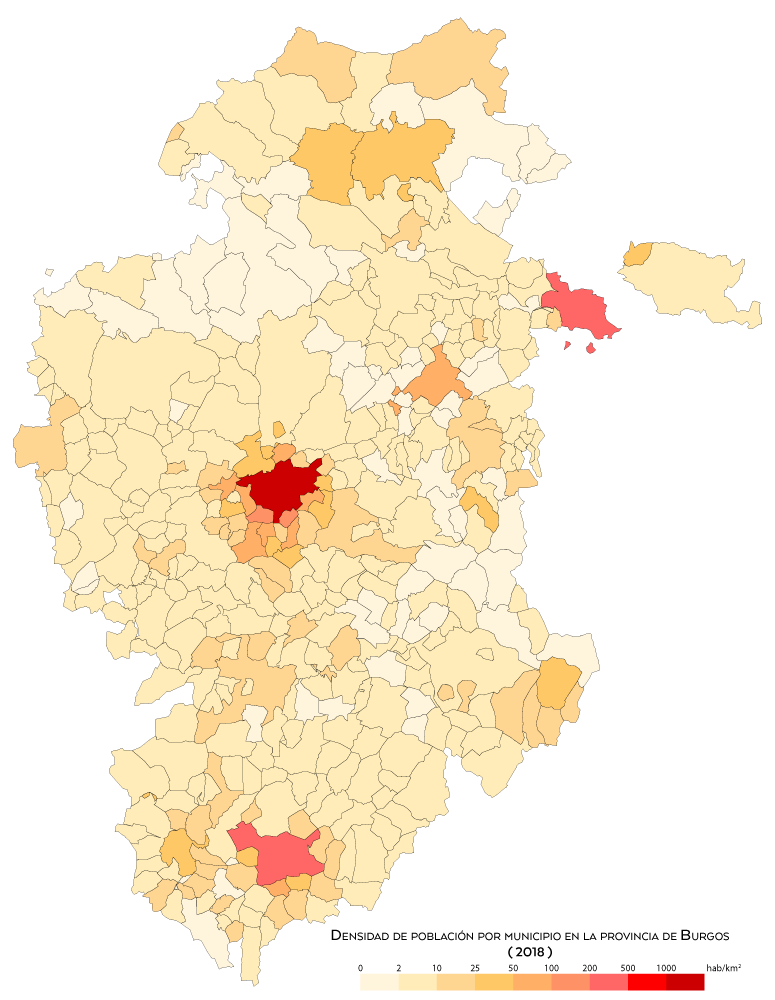
Densidad de población por municipio en 2018
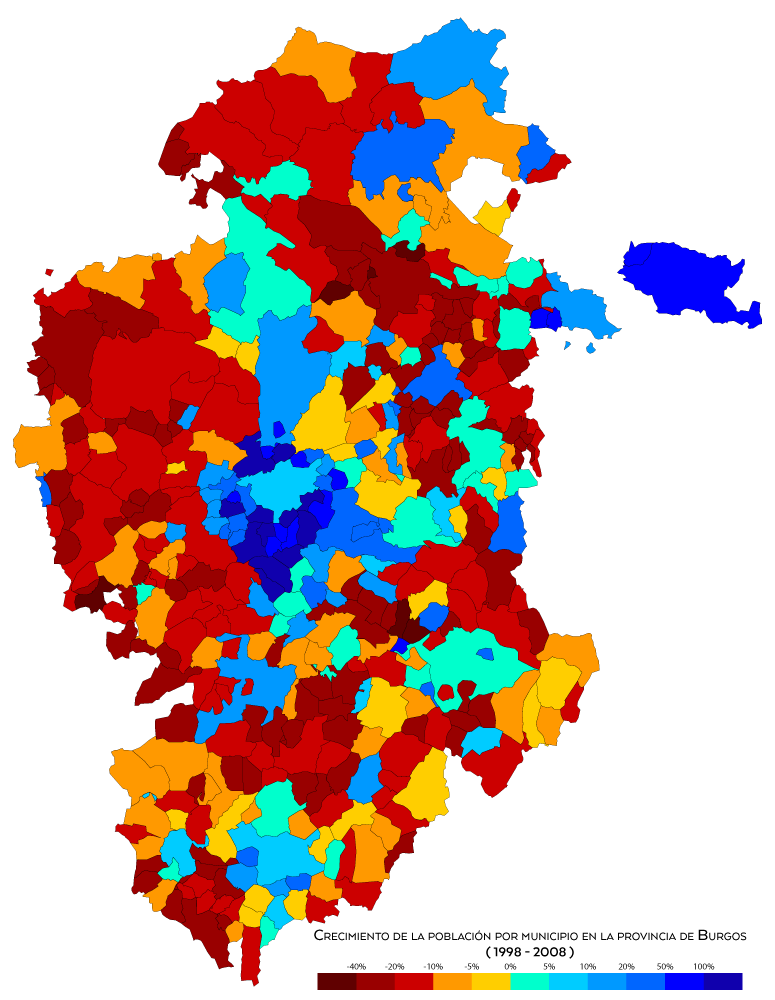
Crecimiento de la población entre 1998 y 2008
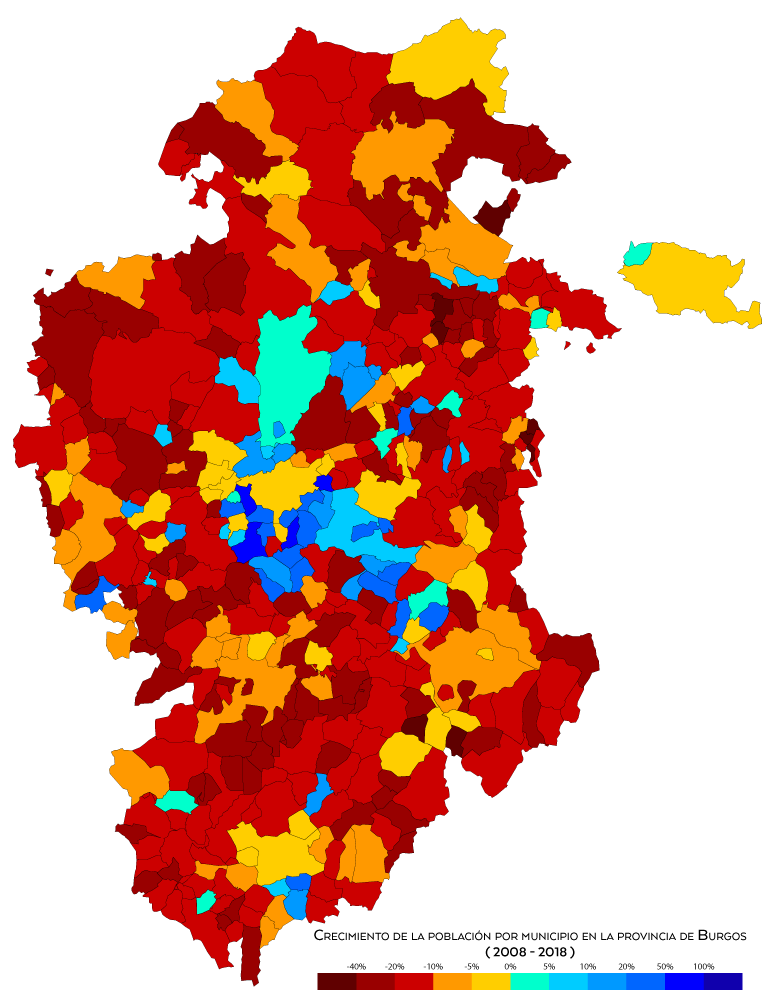
Crecimiento de la población entre 2008 y 2018

### Movimientos migratorios
En 2015, la población de la provincia de Burgos se situaba en 364 002 habitantes de los cuales 32 007 son extranjeros, o lo que es lo mismo, el 8,57 % de la población. Esta cifra asciende en ciudades como Miranda de Ebro, donde la población extranjera conforma el 10,8 %, o Briviesca, donde se alcanza el 23 %. La provincia se encuentra en retroceso poblacional.

## Economía
El PIB total de la provincia de Burgos se cifra, a datos provisionales del 2007, en 9616 millones de euros, con especial incidencia del sector servicios sobre el total.
| Sector económico               | Miles de euros |
| ------------------------------ | -------------- |
| Agricultura, ganadería y pesca | 534 280        |
| Energía                        | 222 905        |
| Industria                      | 2 286 773      |
| Construcción                   | 824 040        |
| Servicios                      | 4 753 807      |
| Impuestos                      | 994 751        |
| Total                          | 9 616 556      |

### Sector primario

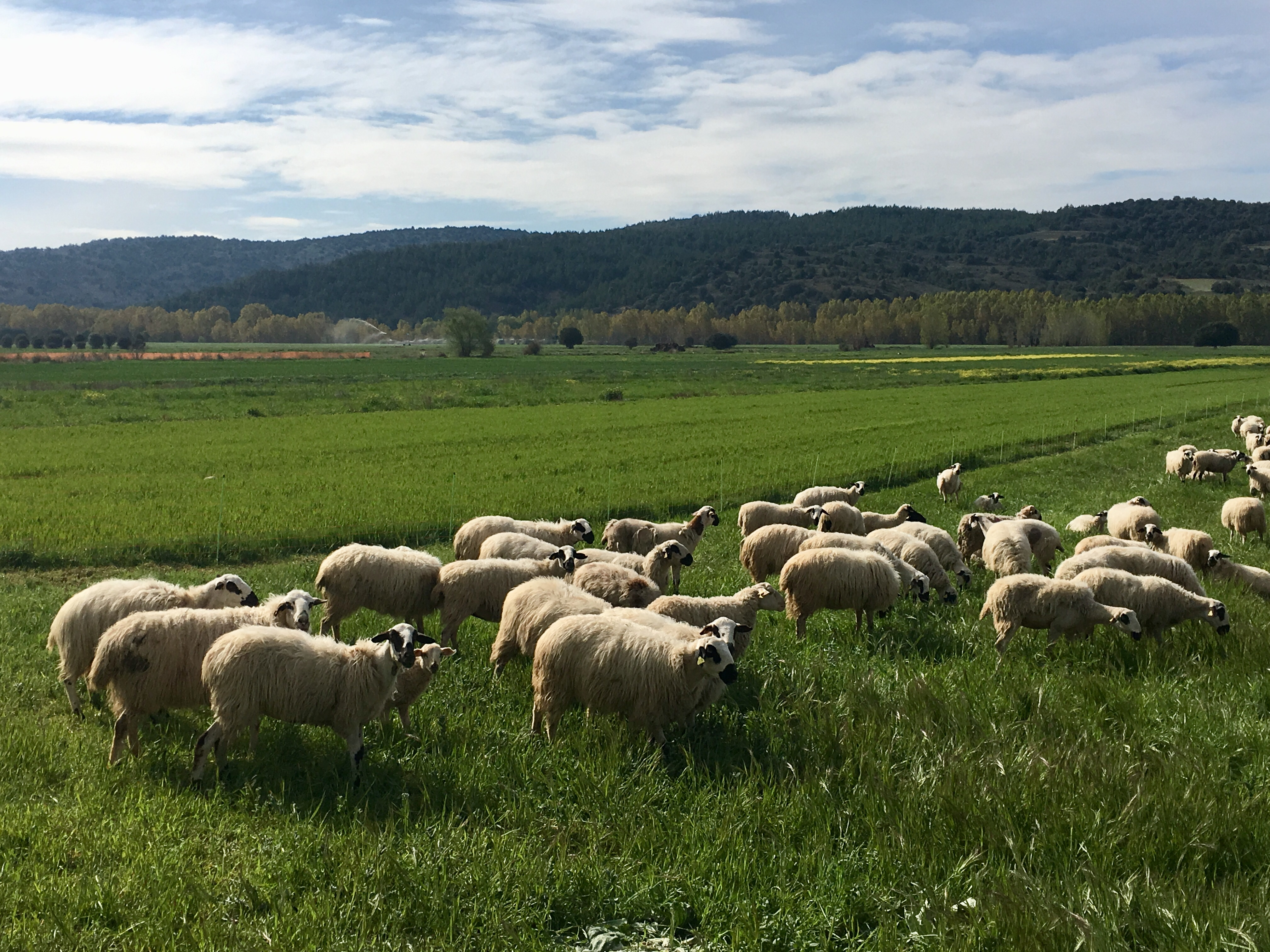
Ovejas y pastos en la provincia

La provincia de Burgos cuenta con 1 101 579 ha dedicadas a algún tipo de labor relacionada con el sector primario. De ellas, la mayoría se destinan a pastos, con 701 860 ha, De ellas, la mayoría se destinan a cultivos herbáceos, con 488 261 ha, aunque también son importantes las superficies destinadas a pastos, con 382 569 ha y a la plantación de especies forestales, con 155 201. Completan el campo burgalés, entre otros, los espacios no agrícolas, con 62 085 ha. Esto la convierte en la provincia más cerealística de España.

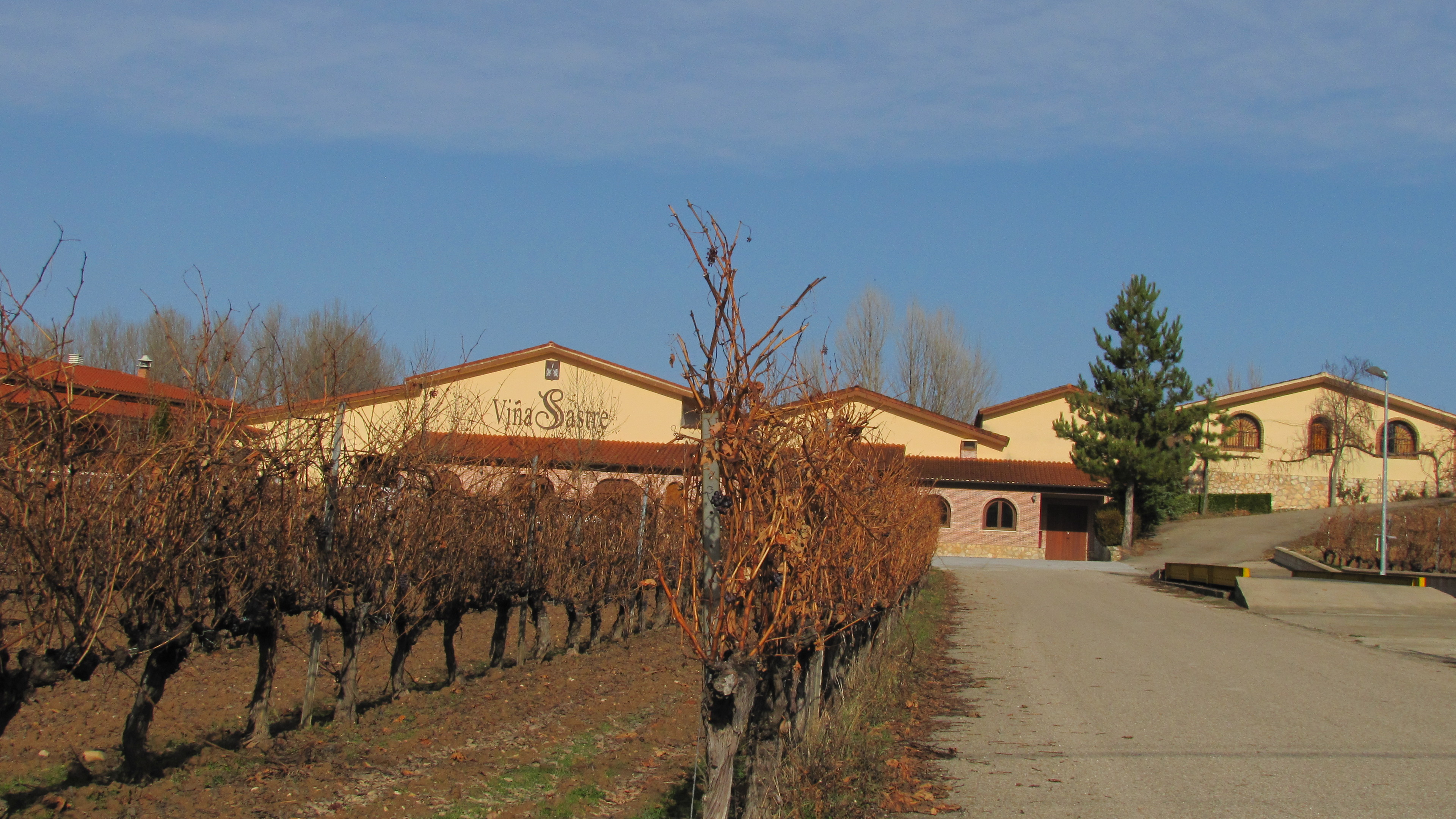
Cepas de una bodega con D.O. Ribera del Duero

En cuanto al impacto económico que el sector primario tiene sobre la economía burgalesa, este cuenta con 149 empresas que emplean a 779 personas. Es decir, el sector primario representa el 1,26 % de las empresas burgalesas.
La ganadería también representa una parte importante del sector primario provincial. En la localidad de Valmala se encuentra la única granja de bueyes wagyu de España.
Productos protegidos
Finalmente, parte de la actividad del sector primario burgalés se encuentra bajo algún tipo de protección, ya sea denominación de origen, indicación geográfica o marca de garantía. Las denominaciones de origen presentes en la provincia de Burgos son Carne de Ávila, Carne de las Merindades, Lechazo de Castilla y León, Cereza de las Caderechas, Vino de calidad del Arlanza, Vino de la Ribera del Duero y Vino de Rioja.

### Sector secundario
La provincia posee una industria diversificada, concentrada en su mayor parte en exportaciones a Europa. En ella, destacan los sectores farmacéutico, automoción y agroalimentación.

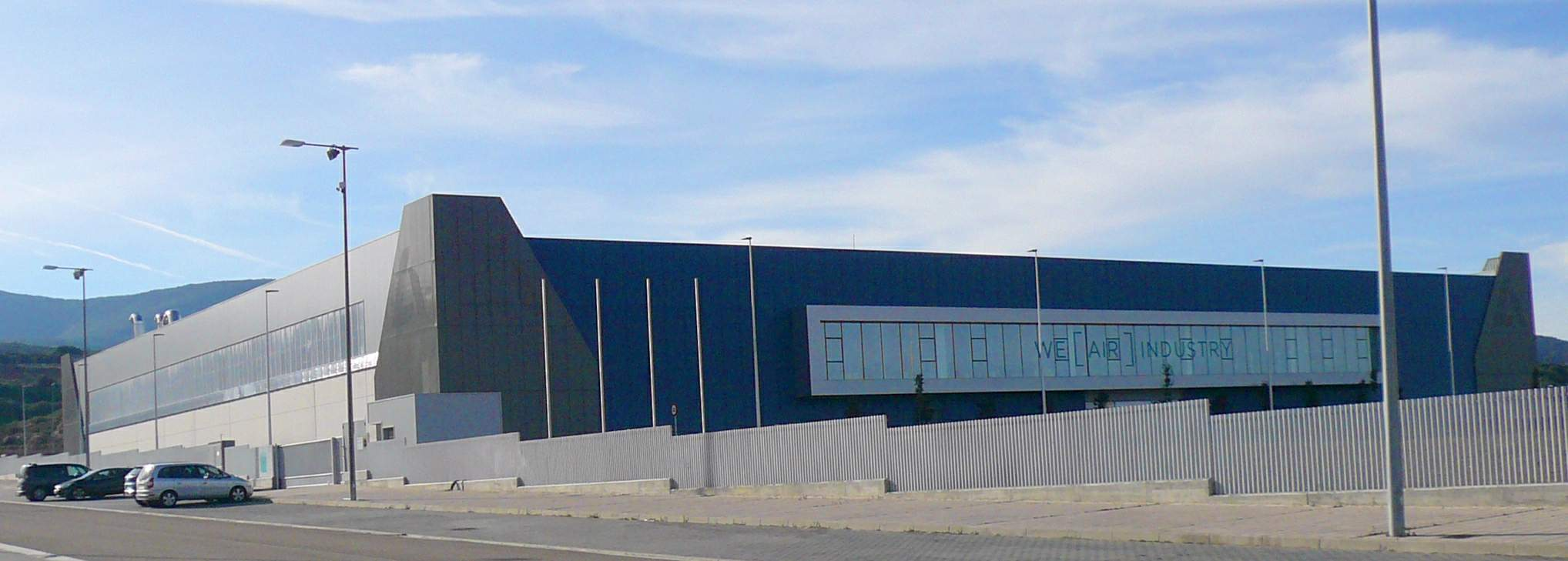
Industria aeronáutica Aciturri Aeroengines Ircio en Miranda de Ebro

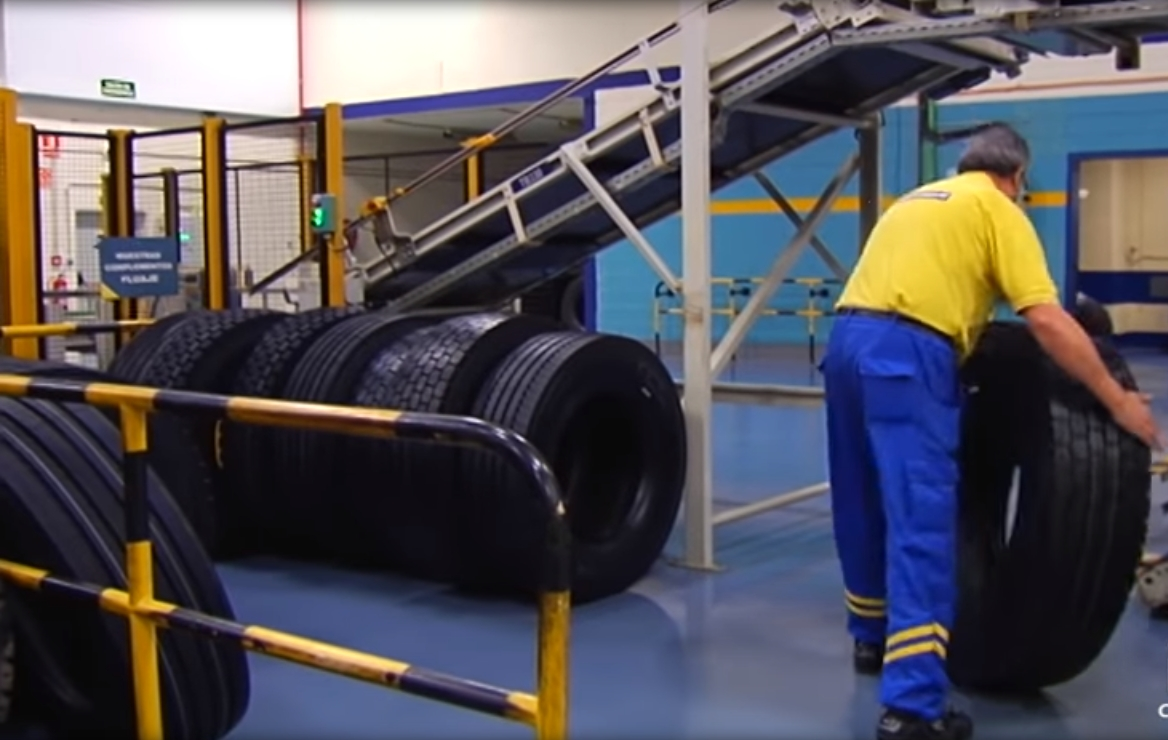
Fábrica de Michelín en Aranda

En 1884 se instaló en la provincia la primera fábrica resinera de España, en la localidad de Hontoria del Pinar.
Cuenta con un total de 25 millones de metros cuadrados de suelo industrial. En la localidad de Cerezo de Río Tirón, se encuentra la fábrica de sulfato con mayor producción del mundo.

### Sector terciario

#### Construcción
A pesar de ser una provincia donde predominan el sector agroalimentario e industrial, también existen algunas grandes empresas dentro del sector de la construcción, entre las que destacan el Grupo Pantersa y dentro del sector auxiliar de la construcción: Artepref del Grupo Gerardo de la Calle.

#### Sector energético
| Fuente energética       | 2002      | %     | 2003      | %     | Variación % |
| ----------------------- | --------- | ----- | --------- | ----- | ----------- |
| Tratamiento de residuos | 0         | 0     | 41 382    | 0,79  | ---         |
| Fotovoltaica            | 5,63      | 0,001 | 10 105    | 0,2   | ---         |
| Hidroeléctrica          | 108 343   | 2,12  | 153 018   | 2,92  | 41,23       |
| Eólica                  | 305 600   | 5,98  | 411 499   | 7,87  | 34,65       |
| Gas                     | 702 177   | 13,74 | 881 847   | 16,86 | 25,59       |
| Nuclear                 | 3 995 000 | 78,16 | 3 742 000 | 71,54 | -6,33       |
| Total                   | 5 111 126 | 100   | 5 229 846 | 100   | 2,32        |

La potencia de generación eléctrica total instalada en la provincia de Burgos a 31 de diciembre de 2003, incluyendo autoproductores, era de 964 MW, aproximadamente un 8,5 % superior a la del año 2002. Destaca la entrada en servicio en el año de parques eólicos así como la entrada en funcionamiento de dos plantas de tratamiento de residuos, en este caso de purines, para la producción de energía. Cabe comentar el incremento en un 22 % con respecto al año 2002 de la potencia instalada en cogeneración. Este incremento es, en parte debido, a la transposición en España de Directivas Europeas para el al fomento de las energías renovables y la cogeneración.

#### Banca

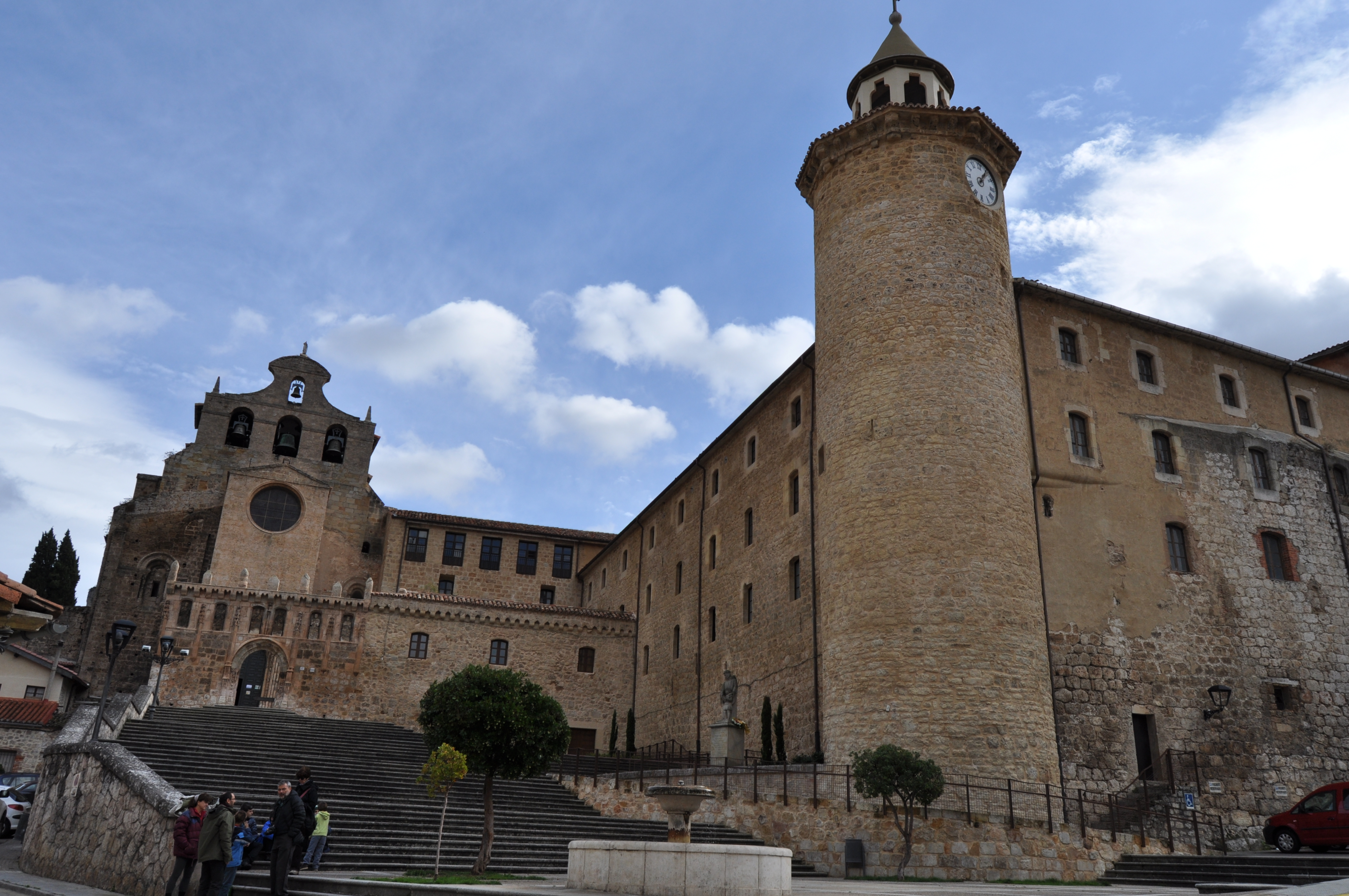
Monasterio de San Salvador de Oña, donde se desarrollaron Las Edades del Hombre 2012

La provincia de Burgos, y en concreto la capital, tradicionalmente acogía las sedes de dos cajas de ahorros: Caja de Burgos, integrada en el grupo Banca Cívica y absorbida por CaixaBank, y Caja Círculo, perteneciente a Caja3 adquirida por Ibercaja Banco. En la actualidad solo cuenta con una cooperativa de ahorro y crédito (Caja Rural de Burgos).
La primera sucursal del Banco de Santander abierta fuera de Cantabria se situó en Espinosa de los Monteros a principios del siglo XX.

#### Turismo
Gracias a su privilegiada localización y a sus recursos patrimoniales y paisajísticos, la provincia se sitúa a la cabeza en recepción de turistas de la comunidad, especialmente durante los meses de verano. En agosto de 2013 fue la provincia más visitada de Castilla y León, recibiendo un 50 % más de viajeros que otras provincias como Salamanca.
En 2009, la provincia recibió un total de 698 499 visitantes, registrándose 1 114 584 pernoctaciones, con una estancia media de 1,6 días.
Durante los últimos años, se ha producido un aumento de la oferta hostelera, que ofrecían en 2011 un total de 9339 plazas hoteleras.

## Servicios

### Transporte
Gracias a su ubicación geográfica, la provincia de Burgos es un nodo fundamental para el tráfico procedente o con destino del interior de la península ibérica y Francia. De este modo, en la provincia concurren los ejes de la A-1 y la A-231, principales viales de acceso a Madrid/Francia y León respectivamente, situándose el cruce de estas dos vías en Burgos, en el centro de la provincia. Desde el cierre al tráfico comercial del ferrocarril Madrid-Burgos, la provincia no posee red ferroviaria propia, sino que queda configurada como un ramal de paso que comunica Bilbao con Madrid a través de Valladolid. En lo referente al transporte aéreo, la provincia cuenta con un aeropuerto en la capital que mantiene vuelos nacionales.

#### Red de carreteras
Por la provincia discurren numerosas carreteras nacionales, autovías y autopistas que unen el territorio con otros de la región y del país. La red de carreteras de la provincia se encuentra gestionada por el Estado, la Junta y la Diputación.
| Identificador | Desde - Hasta        | Pasa                                              |
| ------------- | -------------------- | ------------------------------------------------- |
| E-05          | Greenock - Algeciras | A-1 Aranda de Duero, Burgos, AP-1 Miranda de Ebro |
| E-80          | Lisboa - Gürbulak    | A-62 Burgos, AP-1 Miranda de Ebro                 |

|  | Nombre                           | Desde - Hasta                    | Ciudades burgalesas a su paso    |
|  | -------------------------------- | -------------------------------- | -------------------------------- |
|  | A-1 Autovía del Norte            | Madrid - Irún                    | Aranda de Duero, Lerma, Burgos   |
|  | AP-1 Autopista del Norte         | Burgos - Armiñón                 | Briviesca, Miranda de Ebro       |
|  | A-12 Autovía del Camino          | Pamplona - Burgos                |                                  |
|  | A-62 Autovía de Castilla         | Burgos - Portugal                |                                  |
|  | AP-68 Autopista Vasco-Aragonesa  | Bilbao - Zaragoza                | Miranda de Ebro                  |
|  | A-231 Autovía Camino de Santiago | Burgos - León                    | Melgar de Fernamental            |
|  | BU-11 Ronda I                    | Acceso Sur a la ciudad de Burgos | Acceso Sur a la ciudad de Burgos |
|  | BU-30 Ronda II                   | Circunvalación de Burgos         | Circunvalación de Burgos         |

| Nombre | Desde - Hasta              | Localidades burgalesas más pobladas a su paso              |
| ------ | -------------------------- | ---------------------------------------------------------- |
| N-I    | Madrid - Irún              | Aranda de Duero, Lerma, Burgos, Briviesca, Miranda de Ebro |
| N-120  | Logroño - Vigo             | Belorado, Burgos                                           |
| N-232  | Vinaroz - N-623 Santander  | Pancorbo, Cornudilla, Oña, Quintana de Valdivielso         |
| N-234  | Sagunto - Burgos           | Salas de los Infantes                                      |
| N-623  | Burgos - Santander         | Quintanilla Sobresierra, Cilleruelo de Bezana              |
| N-627  | Burgos - Aguilar de Campoo | Quintana del Pino, Fuencaliente de Lucio                   |
| N-629  | Oña - Laredo               | Medina de Pomar, Villasante                                |

#### Ferrocarril

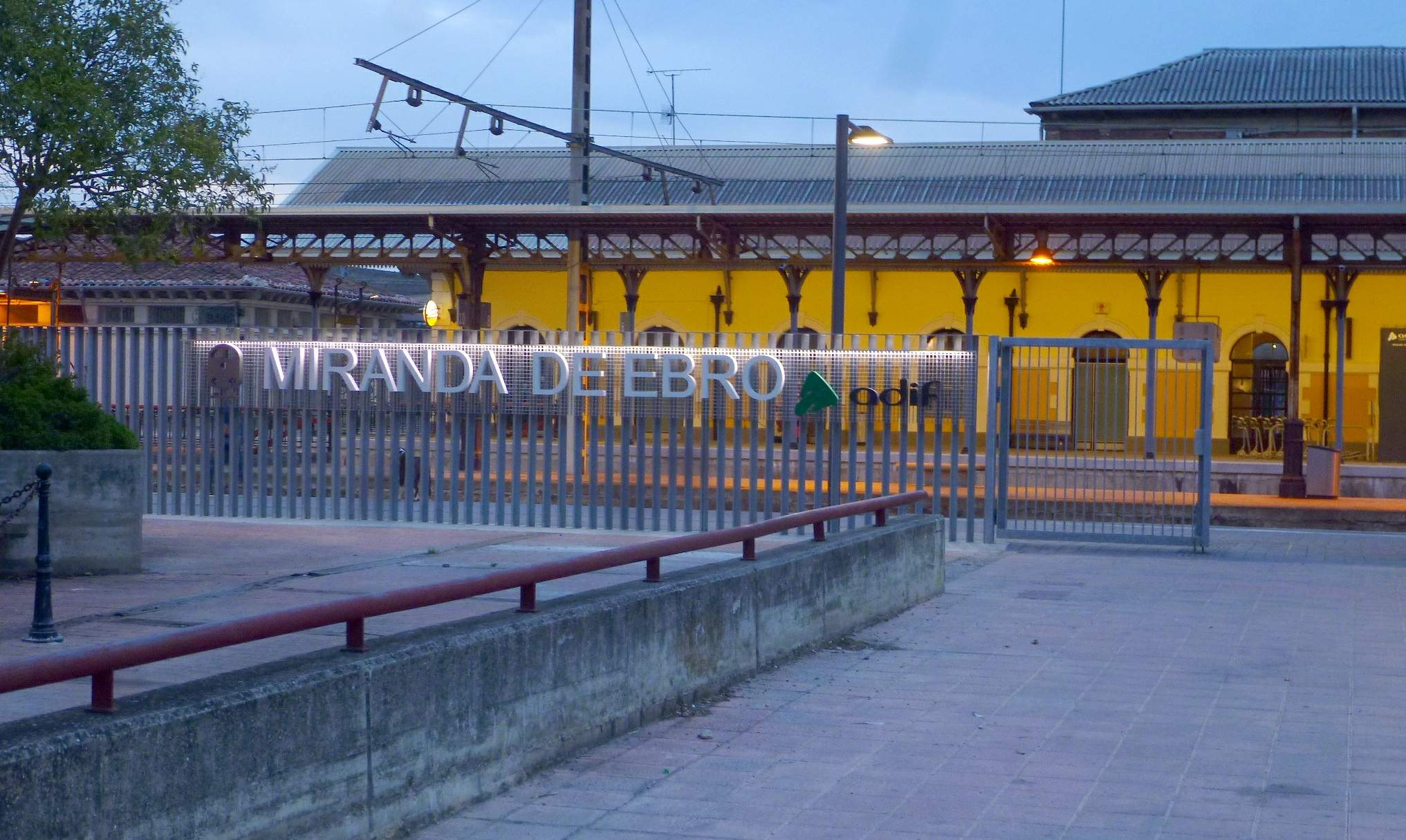
Estación de Miranda de Ebro

La provincia cuenta con cuatro estaciones de ferrocarril importantes: la estación de Burgos, la estación de Miranda de Ebro, la de Briviesca y la de Aranda de Duero (fuera de servicio hasta nuevo aviso). La primera de ellas se ubica en la línea Madrid-Irún, que conecta con Madrid a través de Valladolid y la línea del ferrocarril directo Madrid-Burgos por Aranda. En la segunda estación se une la ya mencionada línea Madrid-Irún con la de Castejón-Bilbao.
La estación de Aranda de Duero, tiempo atrás importante núcleo ferroviario de vertebración norte-sur de la provincia, ha visto mermada su actividad en los últimos años, debido al hundimiento de un túnel en Somosierra que impide la circulación desde o hacia Madrid y que la empresa pública Adif ha decidido de momento no arreglar ni restablecer el tráfico, hasta nueva decisión.[cita requerida] Esta situación ha dado lugar a manifestaciones y críticas escritas por parte de ciudadanos, empresas, ayuntamientos y plataformas de defensa del ferrocarril, tanto de las zonas afectadas como del puerto de Bilbao.[cita requerida] Ahora esta línea se dedica casi exclusivamente a uso industrial para algunas empresas de la zona en el trayecto a Burgos.
Existe otra línea ferroviaria que une Bilbao con León atravesando el norte de la provincia (Valle de Mena, Merindad de Montija, Espinosa de los Monteros, Merindad de Sotoscueva, Merindad de Valdeporres, Valle de Valdebezana y Arija). Su primer tramo, Espinosa de los Monteros-Valmaseda, se inauguró en 1892.

#### Avión

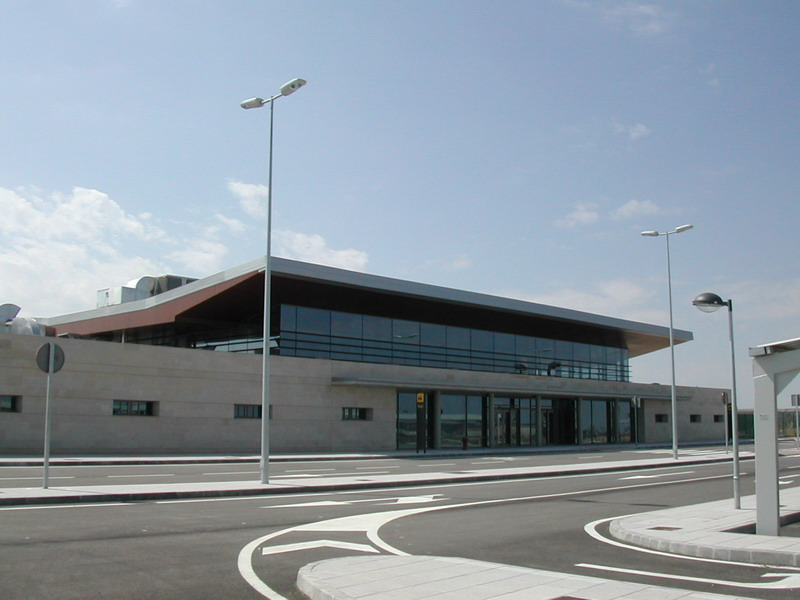
Aeropuerto de Burgos-Villafría

La provincia cuenta con un aeropuerto. El aeropuerto de Burgos, que entró en servicio en 1999, está situado en el término municipal de Villafría de Burgos, a cuatro kilómetros de la capital provincial, aprovechando las instalaciones de la base militar de Villafría. Tras varias ampliaciones, el aeropuerto cuenta con una pista de 2100 metros de longitud y en 2008 se amplió su capacidad operativa mediante la construcción de una nueva área terminal y dotándolo de mayor superficie actual de la plataforma. Se incorporó a la red de aeropuertos de AENA en octubre de 2000.
En la actualidad mantiene dos vuelos a la semana a Barcelona.

### Educación

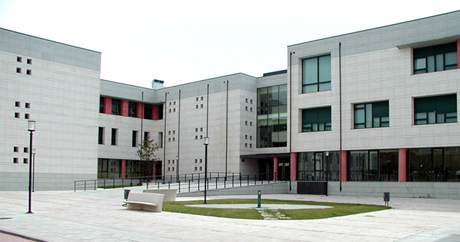
Facultad de Empresariales de la Universidad de Burgos

En la capital provincial tienen su sede la Universidad de Burgos, la Universidad Isabel I, la Facultad de Teología del Norte de España y la UNED. Está última también posee sedes en Aranda de Duero y en Miranda de Ebro.
La Universidad de Burgos es una universidad pública que tiene como distrito la provincia de Burgos. Tiene su sede en el Hospital del Rey, situado junto al Camino de Santiago a su paso por Burgos, y fue fundado por Alfonso VIII en 1195. Fue creada en 1994 como escisión de la Universidad de Valladolid, a partir del campus que esta tenía en la capital. Es la más joven de las cuatro universidades públicas de la dependiente de la Junta de Castilla y León, la más pequeña en número de alumnos.
La Universidad Isabel I, es la primera universidad de carácter privado que ofrece educación en línea de Castilla y León.
Además existen una veintena de institutos de enseñanza secundaria (IES) y centros específicos de formación profesional (CEFP) repartidos por la provincia.

### Sanidad

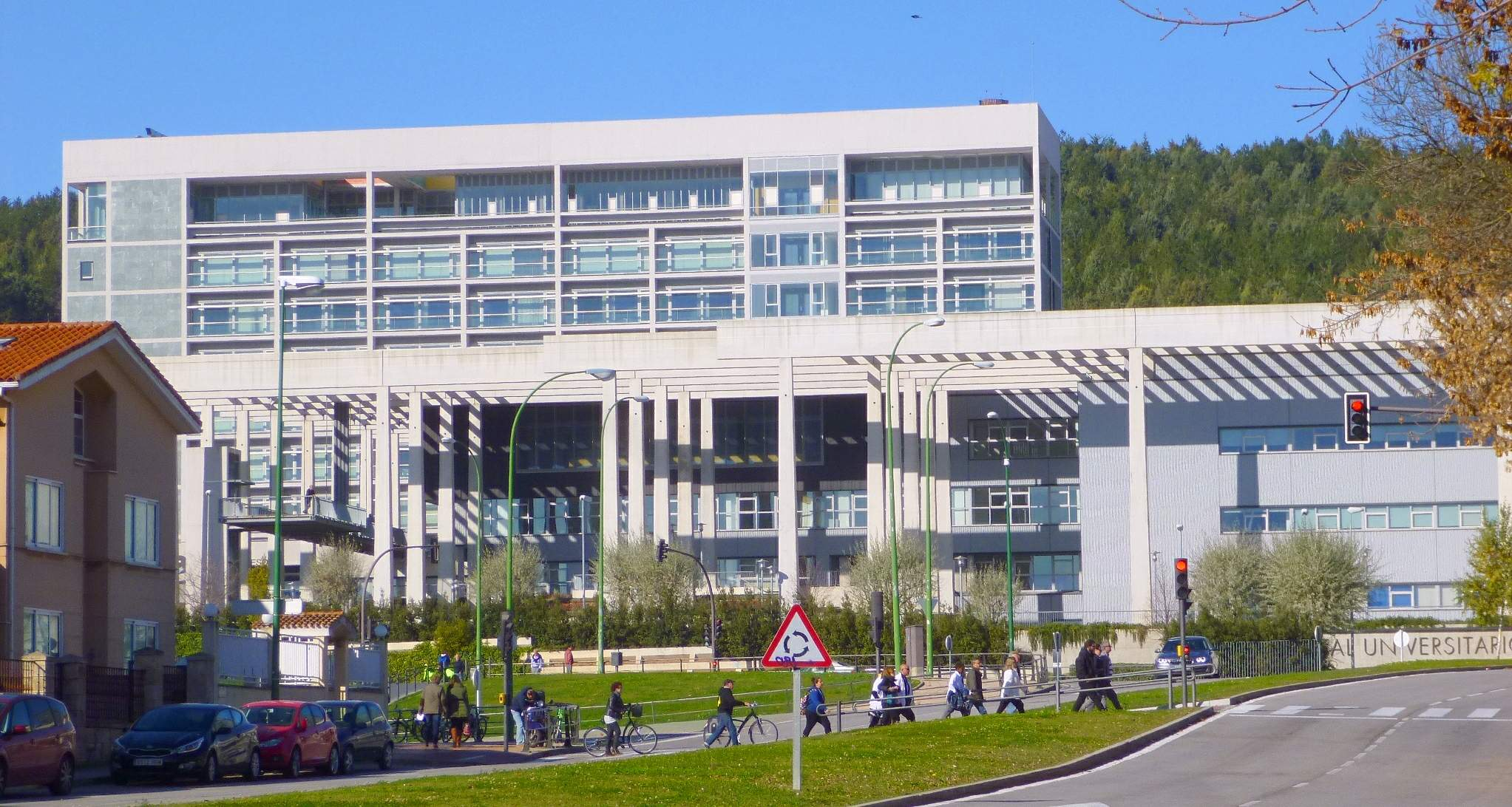
Hospital Universitario de Burgos

El sistema sanitario en la provincia incluye siete hospitales (con una capacidad de 1499 plazas), 37 centros de salud y 647 consultorios locales. A nivel público, de cuya gestión se encarga el Sacyl, la provincia se divide en 37 zonas básicas de salud. Entre los principales centros hospitalarios de titularidad pública de la provincia de Burgos, destaca el Hospital Universitario de Burgos, HUBU, en la capital, que ha sustituido a tres hospitales, entre ellos el antiguo hospital provincial Divino Valles. En las dos mayores ciudades de la provincia tras la capital existen estos hospitales: el Hospital Santiago Apóstol de Miranda de Ebro; y el Hospital Santos Reyes de Aranda de Duero.
A nivel privado, la provincia dispone de otros centros hospitalarios: en Aranda de Duero está el Hospital Residencia Asistida de la Luz, con 46 camas; y en Burgos capital están el Hospital San Juan de Dios, con 155 camas, y el Hospital Recoletas, con 113 camas. Además, hay tres centros móviles de asistencia sanitaria, 20 centros polivalentes, 113 consultas médicas y 192 farmacias. Por último, Cruz Roja Española dispone de una red de 12 asambleas locales por toda la provincia a través de las cuales lleva a cabo sus distintos programas sociales.

## Cultura

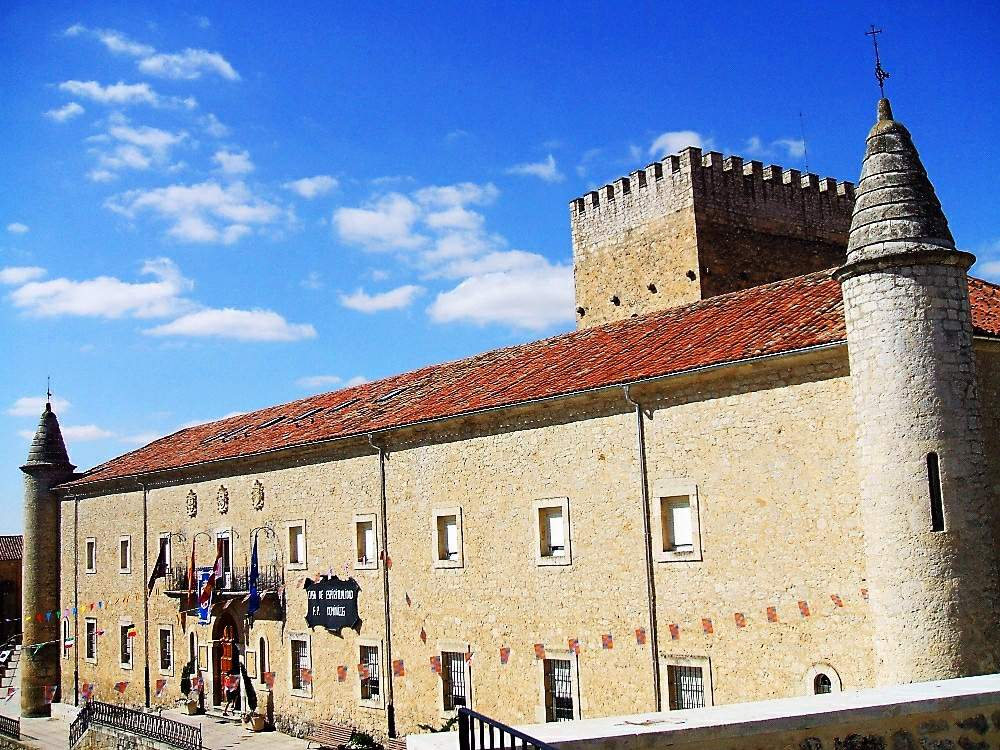
Monasterio de Santo Domingo de Caleruega, en la Ribera del Duero

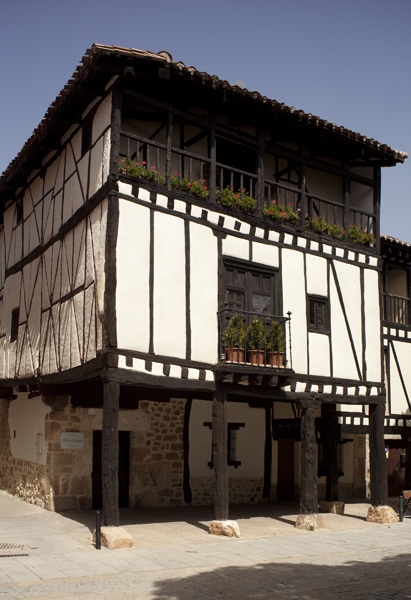
Covarrubias

### Patrimonio artístico
La provincia cuenta con tres bienes Patrimonio de la Humanidad, situándose en la cabeza de la lista en España, solo igualada por las provincias de Madrid y Barcelona.
Patrimonio de la humanidad
- Catedral de Burgos
- Camino de Santiago
- Sierra de Atapuerca

Histórico/arqueológicos
- Ciudad romana de Clunia
- Románico del Esgueva
- Salinas romanas de Poza de la Sal

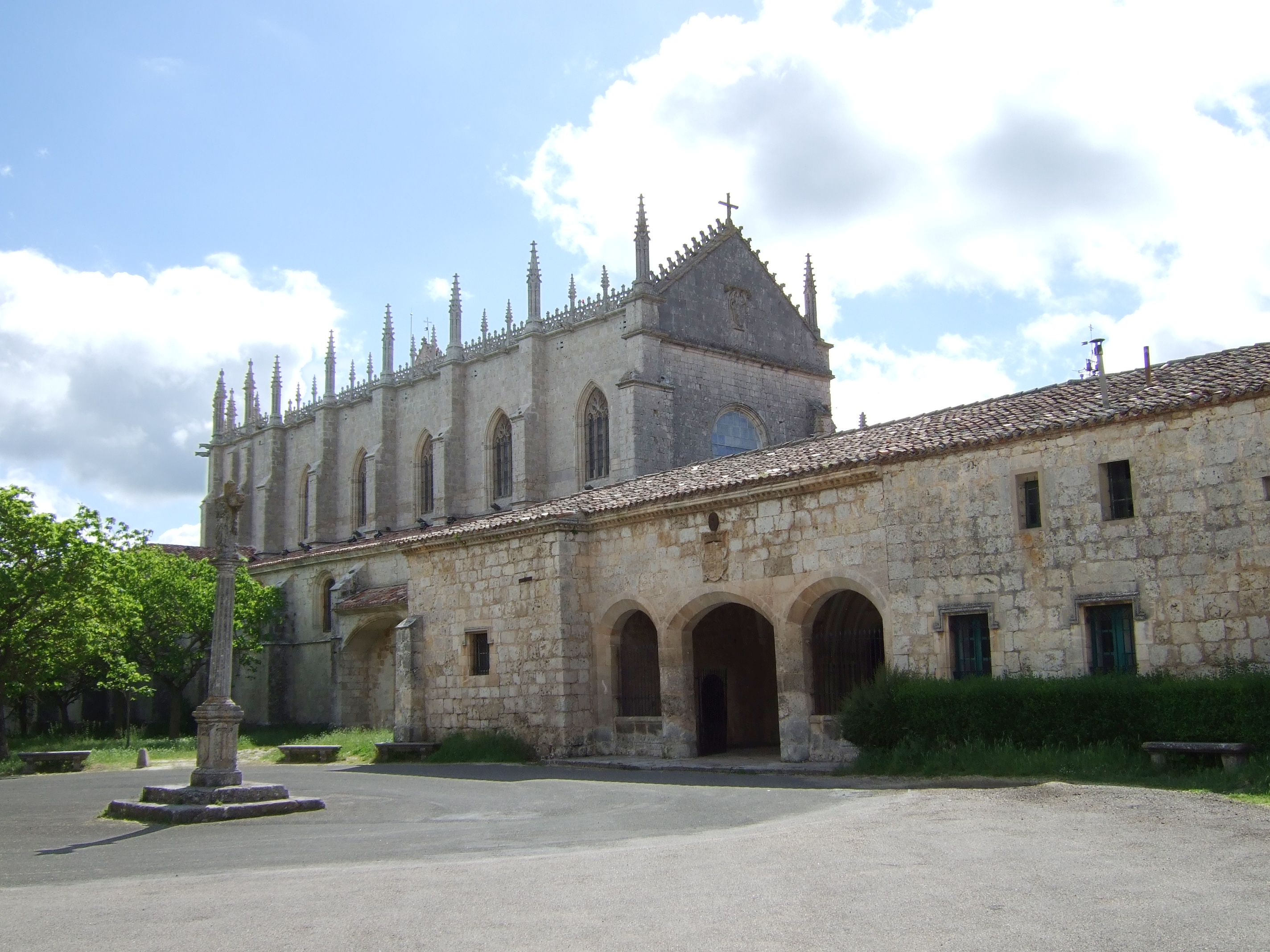
Cartuja de Miraflores

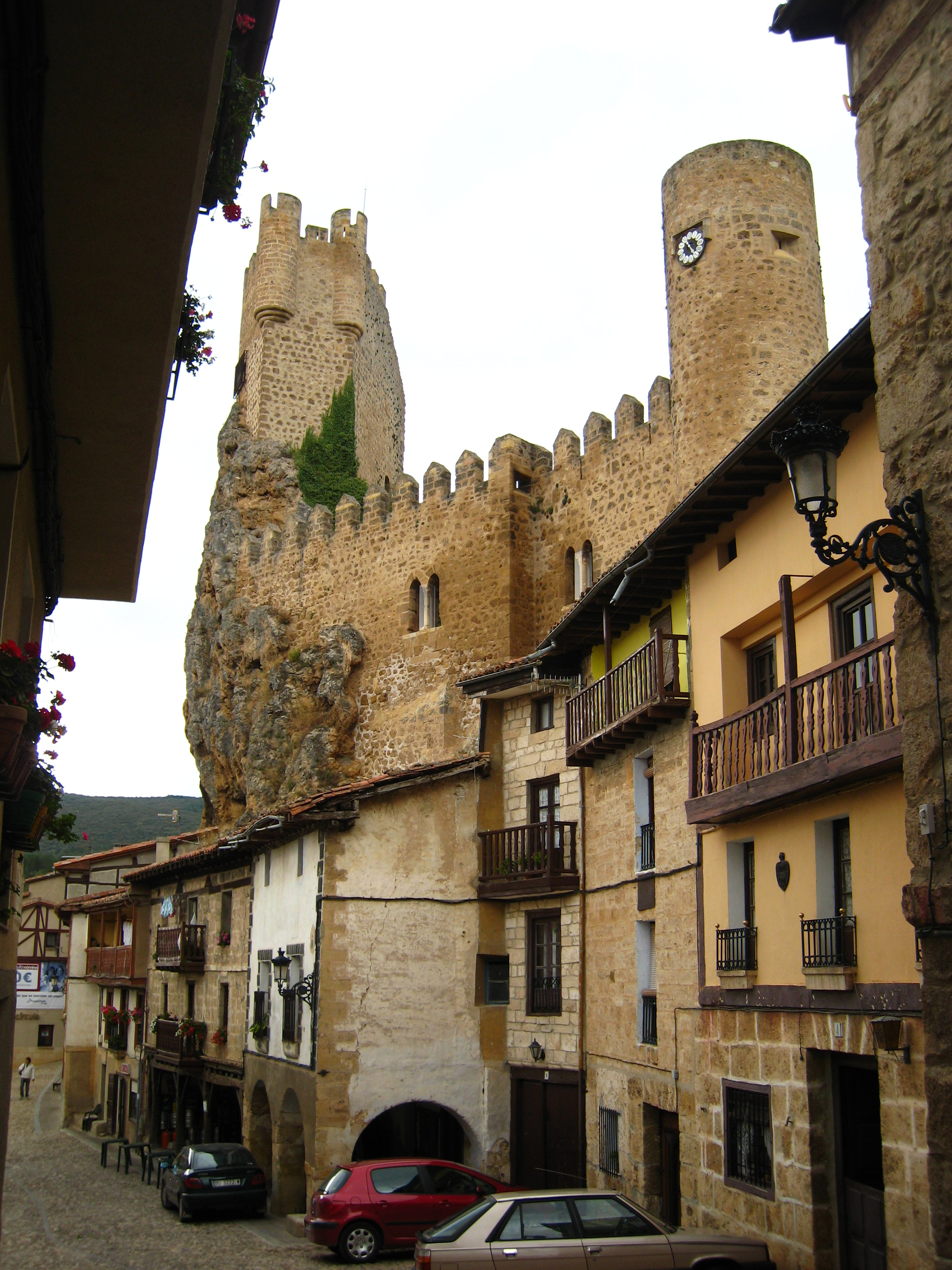
Conjunto artístico de Frías

- Yacimiento arqueológico de la Ulaña
- Huellas de dinosaurio de Salas de los Infantes

Arquitectura religiosa

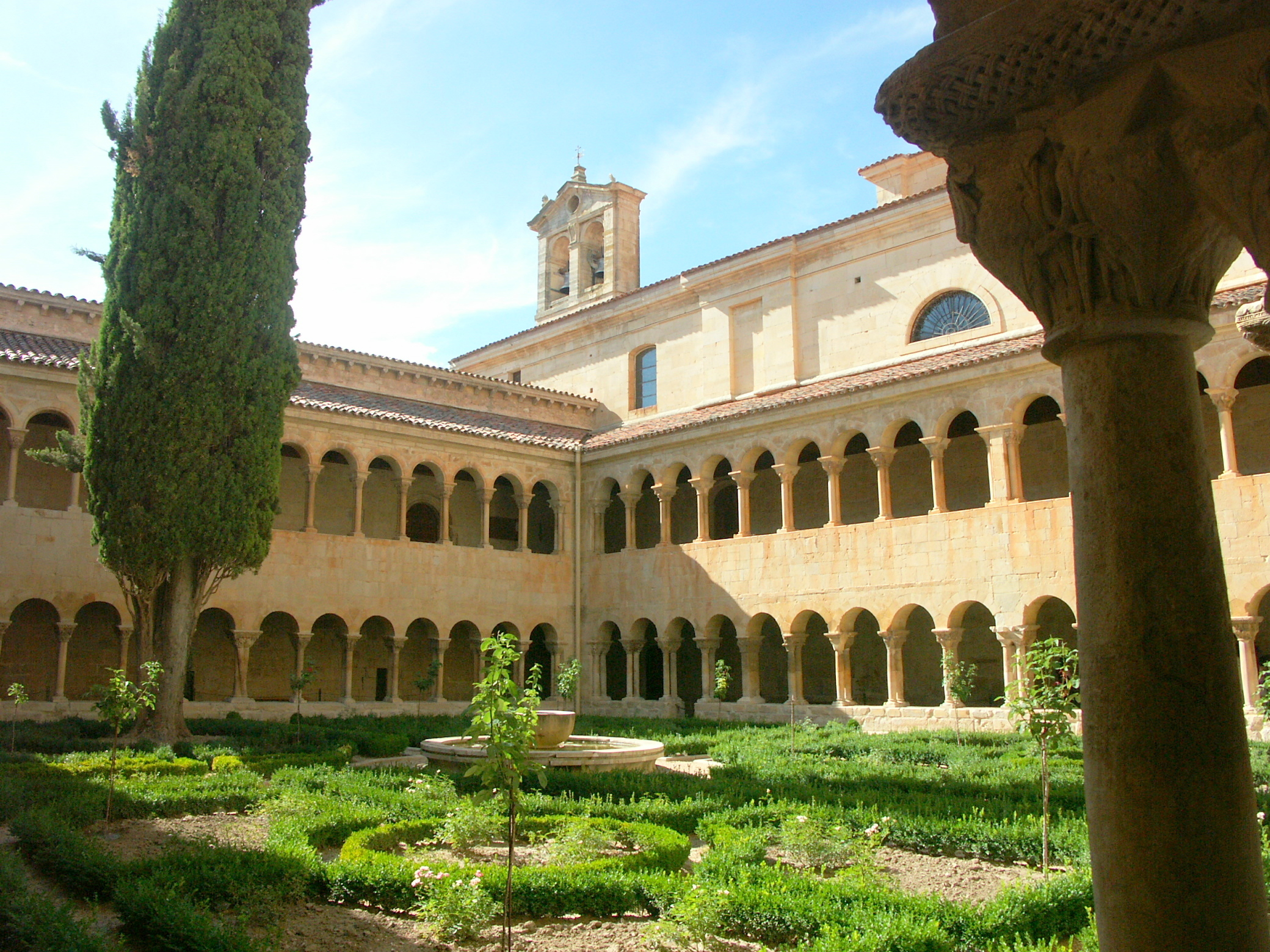
Monasterio de Santo Domingo de Silos, en el municipio homónimo

- Monasterio de Santo Domingo de Silos
- Cartuja de Miraflores, en Burgos
- Monasterio de Santa María la Real de Las Huelgas, en Burgos
- Iglesia de San Gil, en Burgos
- Iglesia del Espíritu Santo, en Miranda de Ebro
- Iglesia de los Sagrados Corazones, en Miranda de Ebro
- Iglesia de Santa María la Real, en Aranda de Duero
- Monasterio de Santa María de La Vid, en la Ribera del Duero
- Iglesia del Santa Cecilia, en Espinosa de los Monteros
- Iglesia de San Nicolás, en Espinosa de los Monteros
- Iglesia de Santa María de Berrueza, en Espinosa de los Monteros
- Ermita de Nuestra Señora de la Oliva en la provincia de Los Altos
- Iglesia de la Asunción, en San Vicente del Valle
- Iglesia de La Asunción de Nuestra Señora en Melgar de Fernamental.[64]
- Iglesia de San Cosme y San Damián (Medinilla de la Dehesa)

Arquitectura civil
- Arco de Santa María, en Burgos
- Puente de Barbadillo del Mercado
- Puente de Carlos III, en Miranda de Ebro
- Palacio de los Marqueses de Chiloeches, en Espinosa de los Monteros
- Palacio de los Marqueses de las Cuevas, en Espinosa de los Monteros
- Palacio de los Marqueses de Legarda, en Espinosa de los Monteros
- Palacio de los Fernández-Villa, en Espinosa de los Monteros
- Torre de Cantimplor, en Espinosa de los Monteros
- Torre Ilustre, en Espinosa de los Monteros
- Torre de los Vivanco, en Espinosa de los Monteros
- Torre de los Azulejos, en Espinosa de los Monteros
- Palacio de los Condes de Miranda, en Peñaranda de Duero.

Documentación histórica
En la localidad de Santo Domingo de Silos se encuentra el papel más antiguo en un códice que hay en Europa.
Otros
- Cascos históricos y arquitectura popular de las ciudades de Burgos, Espinosa de los Monteros, Santo Domingo de Silos, Covarrubias, Lerma, Peñaranda de Duero,, Orbaneja del Castillo, Frías, Oña o Villarcayo, entre otras.

- Bodegas subterráneas de Aranda de Duero
- Monumento natural de Monte Santiago
- Monumento natural Ojo Guareña
- Montes de Espinosa
- Yacimiento petrolífero de Sargentes de la Lora, declarado bien de interés cultural con categoría de conjunto etnológico.
- Arquitectura popular de los Valles Pasiegos Espinosa de los Monteros
- Colegio público Padre Manjón

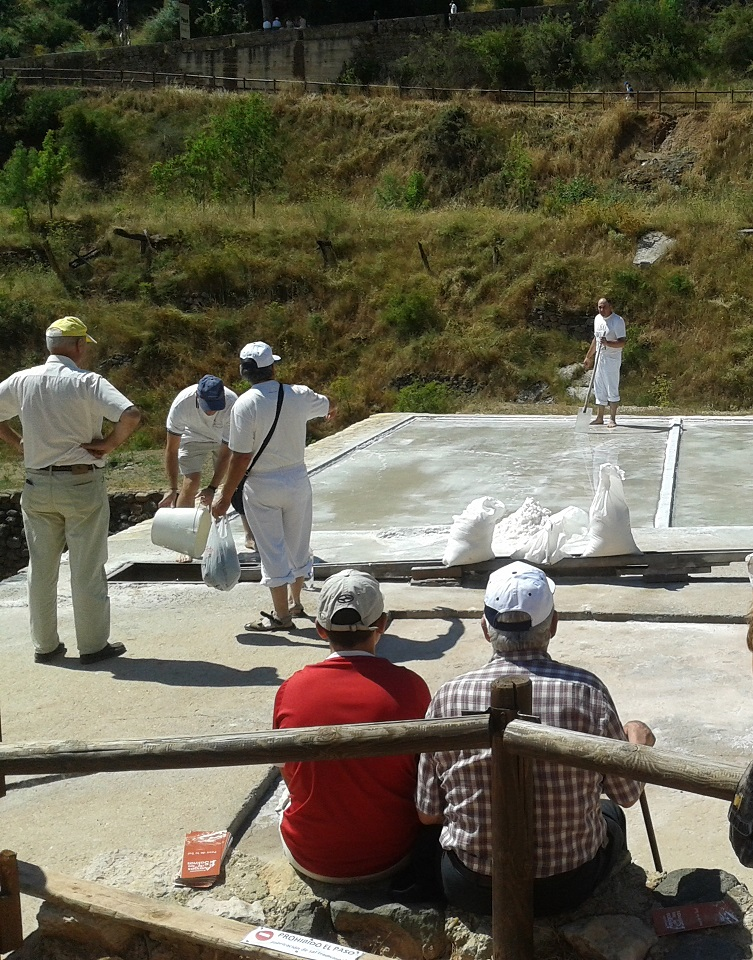
Salinas de Poza de la Sal
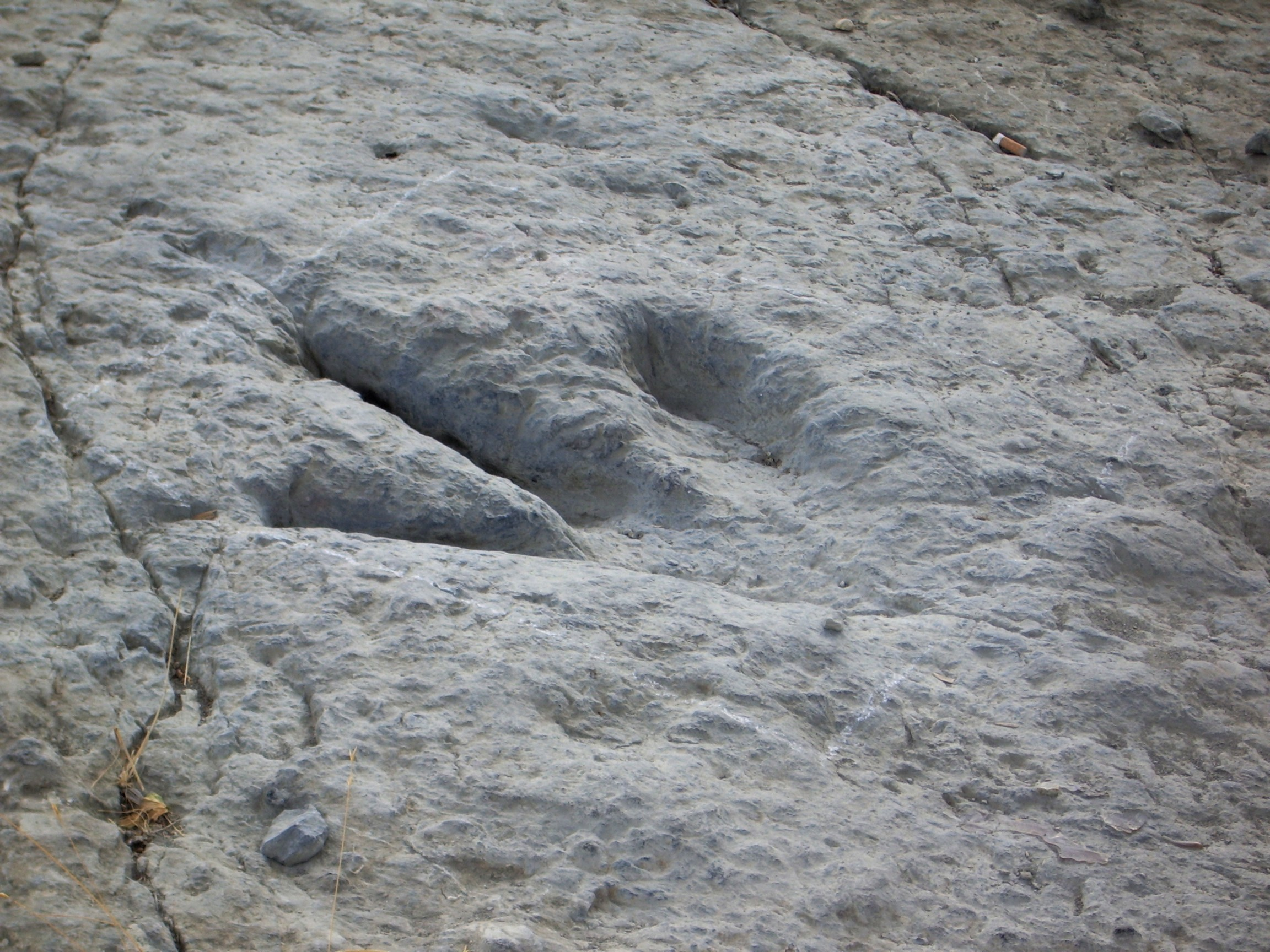
Icnita en Salas de los Infantes
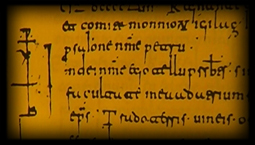
Cartularios de Valpuesta
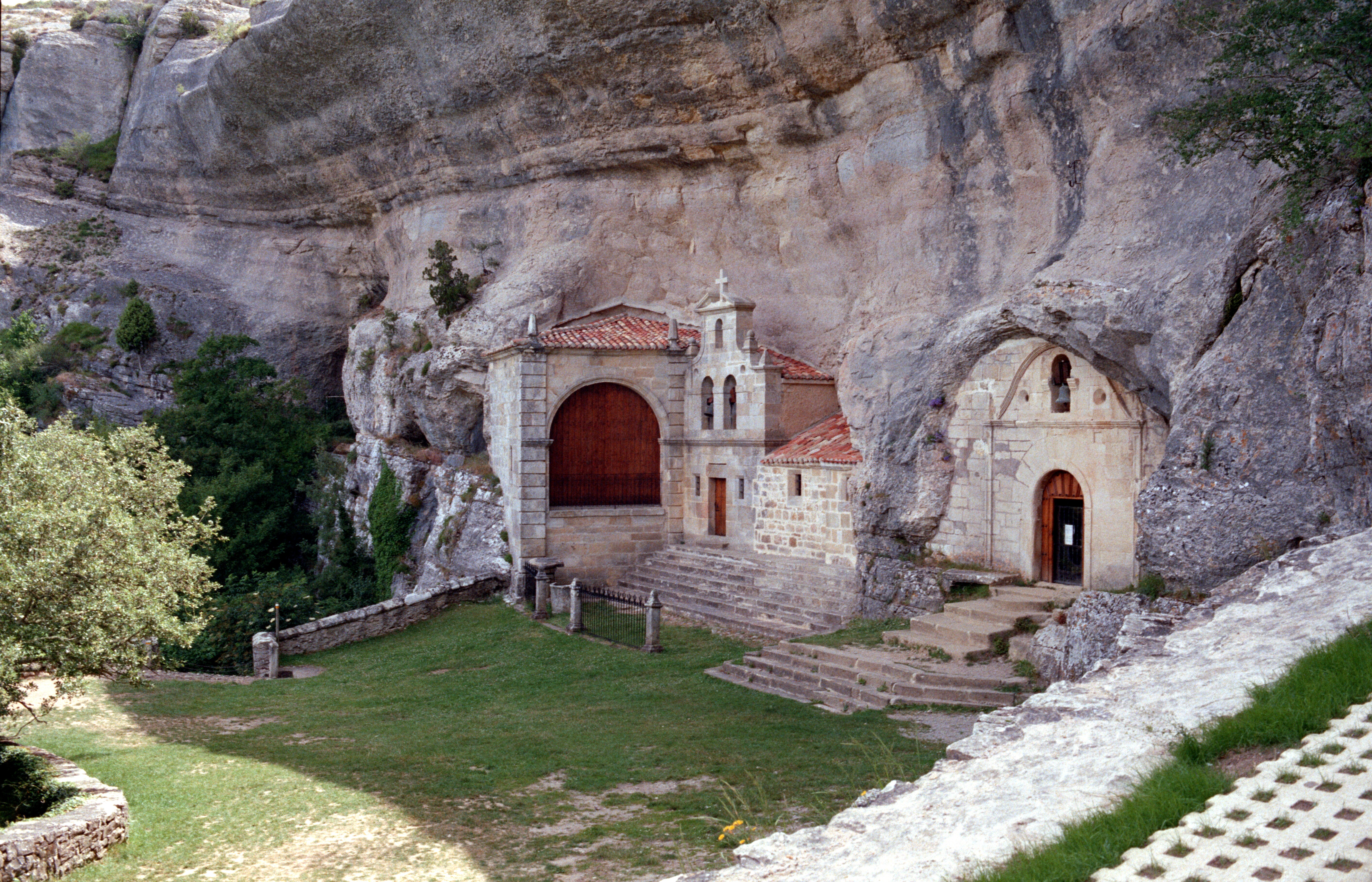
Ojo Guareña

### Camino de Santiago

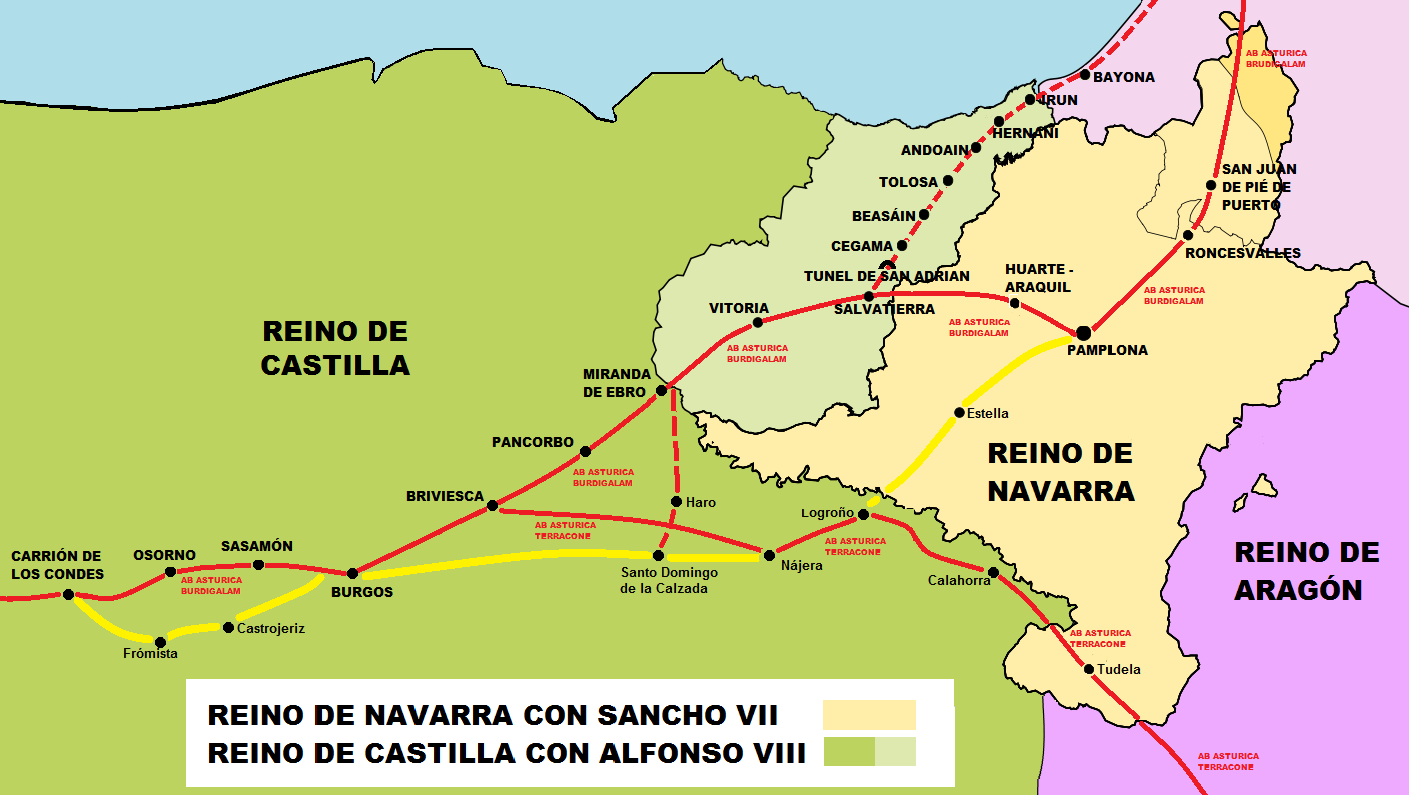
Reinos de Navarra y Castilla, 1200. Caminos a Santiago-calzadas romanas

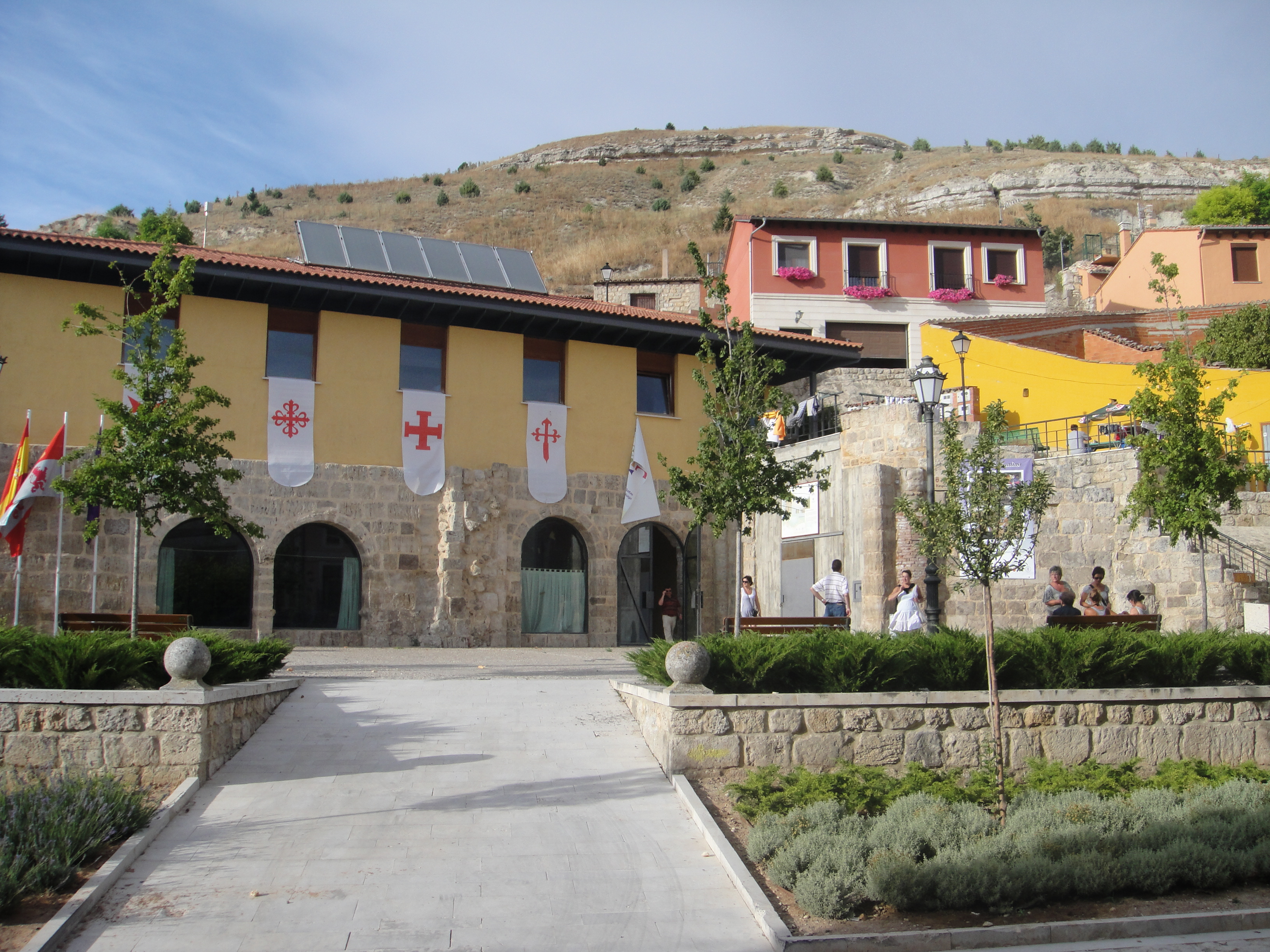
Albergue de peregrinos en Castrojeriz, comarca de Odra-Pisuerga

Por la provincia de Burgos transcurren dos rutas muy importantes del Camino de Santiago. La más conocida y populosa, que es la del Camino de Santiago Francés, llega a la ciudad de Burgos desde La Rioja, tras recorrer algunos municipios de la provincia como Redecilla del Camino, Belorado, Villafranca Montes de Oca, San Juan de Ortega o Atapuerca. A su vez entra en La Rioja desde Navarra, transcurriendo por villas de peso en el camino como Puente la Reina. Desde Burgos toma dirección a Santiago de Compostela por Castrojeriz.
La otra ruta, conocida como Ruta de Bayona o Ruta Jacobea Vasca, viene desde Francia a través de la localidad guipuzcoana de Irún, atraviesa la provincia de Guipúzcoa a través del Túnel de San Adrián y enlaza con la calzada romana XXXIV Ab Asturica Burdigalam que viene desde Pamplona pasando por Huarte-Araquil, a la altura de San Millán / Salvatierra, conocida en la Edad Media como Vía Aquitania, por el flujo de peregrinos que llegaban desde esa región, origen del Camino Francés y pasando por Vitoria llega a la ciudad de Miranda de Ebro. Más tarde recorre el desfiladero de Pancorbo, transcurre por La Bureba, incluyendo Briviesca donde desemboca en Burgos, siguiendo su camino por la ya mencionada ruta del Camino francés hasta Tardajos y seguir bien por la popular ruta calixtina por Castrojeriz o por la Vía Aquitania hasta Carrión de los Condes.
El «Camino Antiguo», primigenio Camino de Santiago, atravesaba el norte de la provincia utilizando la principal vía de comunicación romana que unía Castro Urdiales con Reinosa, cruzando el Valle de Mena, Merindad de Montija, Espinosa de los Monteros, Merindad de Sotoscueva, Merindad de Valdeporres y el Valle de Valdebezana

### Museos
Museo de Burgos
El Museo de Burgos, antiguamente conocido como Museo Arqueológico Provincial, tiene sus dependencias en dos palacios contiguos del siglo XVI, la Casa de Miranda y la Casa de Íñigo Angulo, formando una manzana entre las calles Calera y Miranda. Las colecciones del Museo tienen una procedencia exclusivamente burgalesa, por origen o destino, y muestran la evolución histórica y cultural de la provincia.
Museo de la Evolución Humana

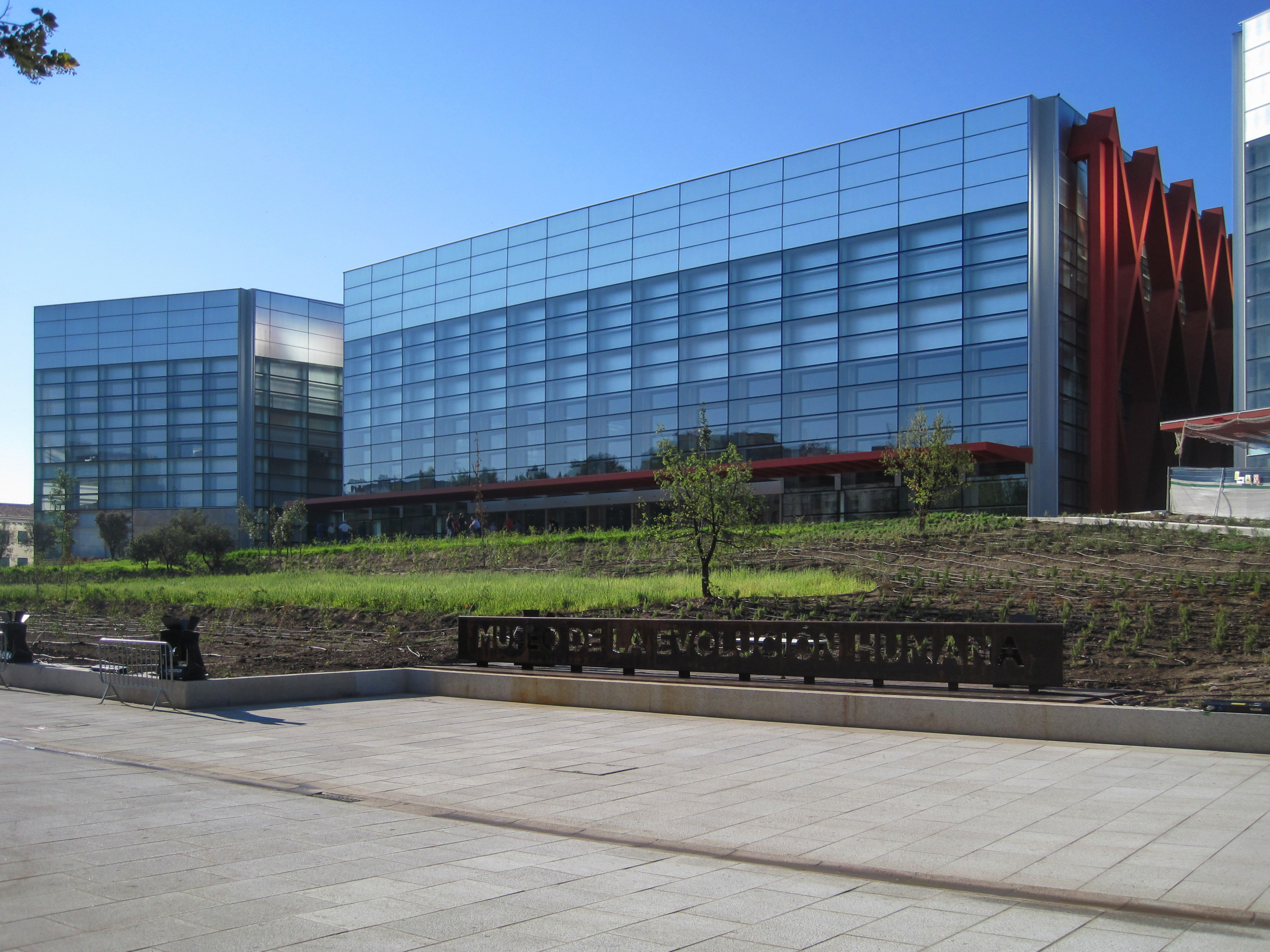
Vista frontal del MEH

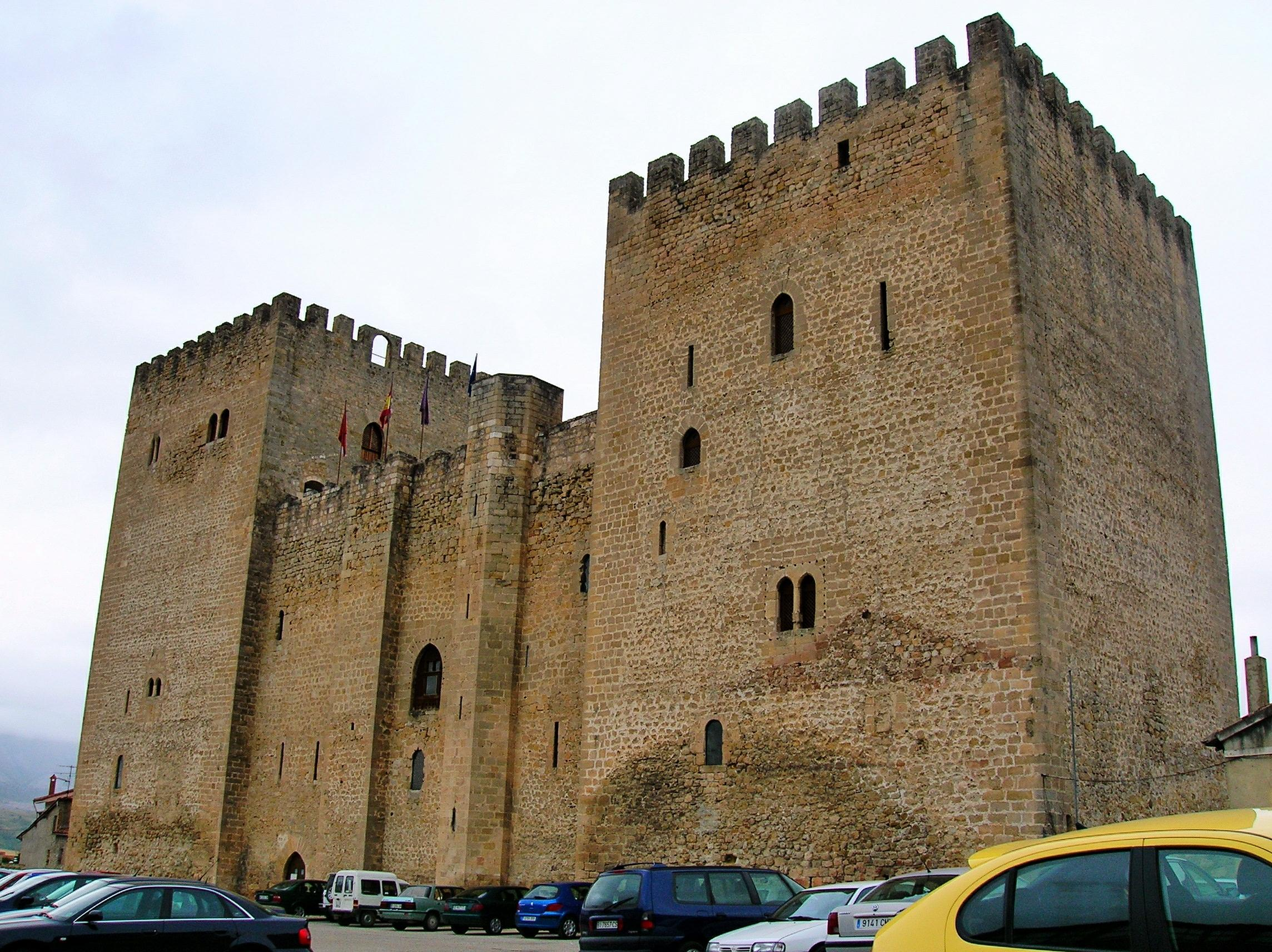
Castillo de los Velasco, sede del Museo Histórico de las Merindades

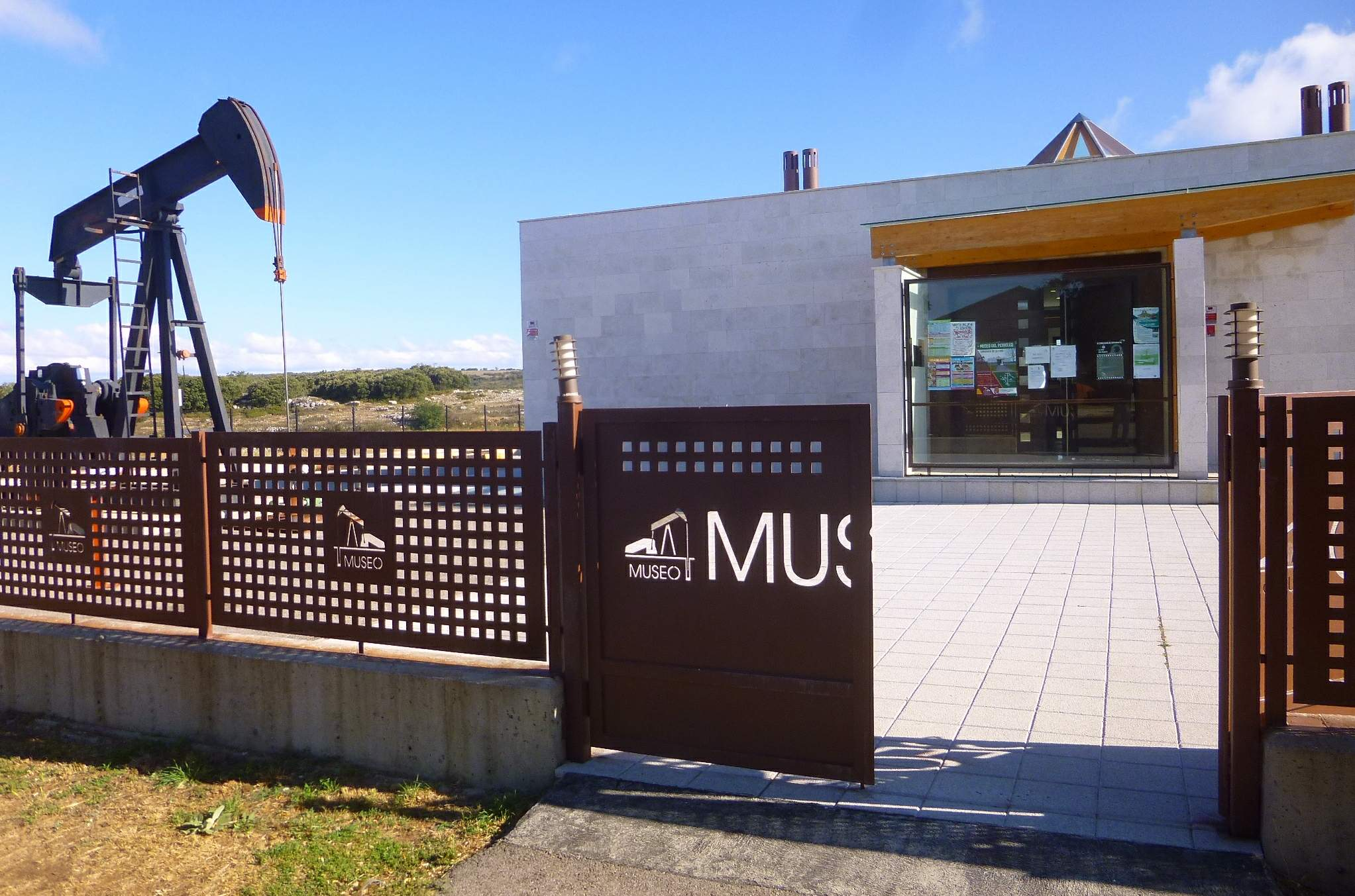
Museo del Petróleo, en la localidad de Sargentes de la Lora

El Museo de la Evolución Humana está llamado a ser el museo más importante sobre la evolución humana en el mundo. En él se exponen los hallazgos del yacimiento de la sierra de Atapuerca.
Fue inaugurado el día 13 de julio de 2010 por la reina Sofía. El entorno incluye el CENIEH, Centro Nacional de Investigación sobre la Evolución Humana, ya en funcionamiento, además del futuro Auditorio y Palacio de Congresos de Burgos que será inaugurado el primer trimestre de 2011.
Museo del Petróleo
Se encuentra situado en la localidad de Sargentes de la Lora. Fue inaugurado en el año 2015, poco después de cumplirse cincuenta años del descubrimiento de la existencia de petróleo en la comarca de La Lora. En la actualidad, sigue extrayéndose petróleo a un ritmo de unos 130 barriles diarios. Además del museo, pueden visitarse varios pozos con sus respectivos caballos de extracción.
Museo de Telas Medievales de Burgos
El Museo de Telas Medievales de Burgos, situado en el Monasterio de las Huelgas Reales de Burgos, es un museo que alberga indumentaria civil medieval femenina, masculina e infantil de los siglos xi, xii, y xiii. Aunque el conjunto de piezas encontradas está formado por unos 300 elementos, la exposición está formada por 51 piezas sobre las que se ha realizado una exhaustiva tarea de restauración y limpieza. Una de las piezas que más llamativas y de gran valor histórico es el pendón de Las Navas de Tolosa. El buen estado de conservación de los tejidos, atribuido a la alta calidad de la seda, ha permitido su conservación, convirtiéndose en la colección más importante del mundo de estas características.
Museo de los Monteros del Rey
Creado en el año 2006 con motivo de la celebración del milenario de los Monteros de Espinosa, la Guardia Real más antigua del mundo. Estos guardianes reales tenían que ser obligatoriamente naturales ellos, sus padres y sus abuelos de la linajuda villa de Espinosa de los Monteros, por esa razón Espinosa es tras la ciudad de Burgos la población con más monumentos catalogados de la provincia.
Museo del Ferrocarril de Aranda de Duero
Inaugurado en 1998 y siendo sus fundadores Francisco Andrés Vicente, Francisco Javier Calcedo Antoraz y Francisco Javier Cebrecos Martín, el Museo del Ferrocarril recoge en sus entrañas el legado ferroviario vivido tanto en Aranda como en la comarca ante el olvido al que las instituciones han relegado a la zona. Desde ese año está gestionado por la ASAAT (Asociación Arandina de Amigos del Tren).

### Puentes

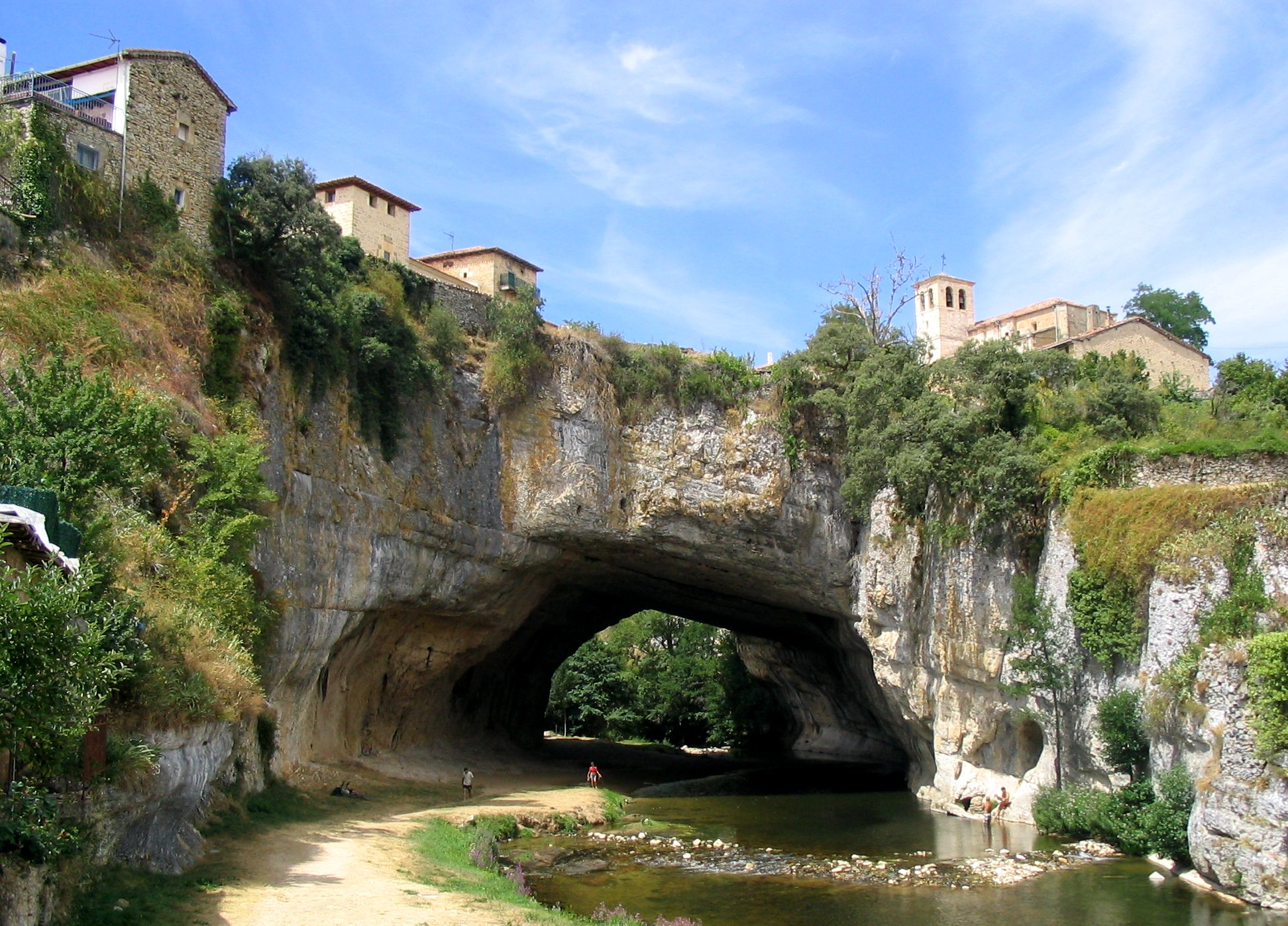
Puentedey

Dentro de la provincia de Burgos encontramos una gran riqueza en variedad de puentes.
Estos son algunos de ellos: Puente de la Pesquera del Ebro, Puente de Bessón, Puente de Castilla, Puente de San Pablo, Puente de Santa María...

### Fiestas populares

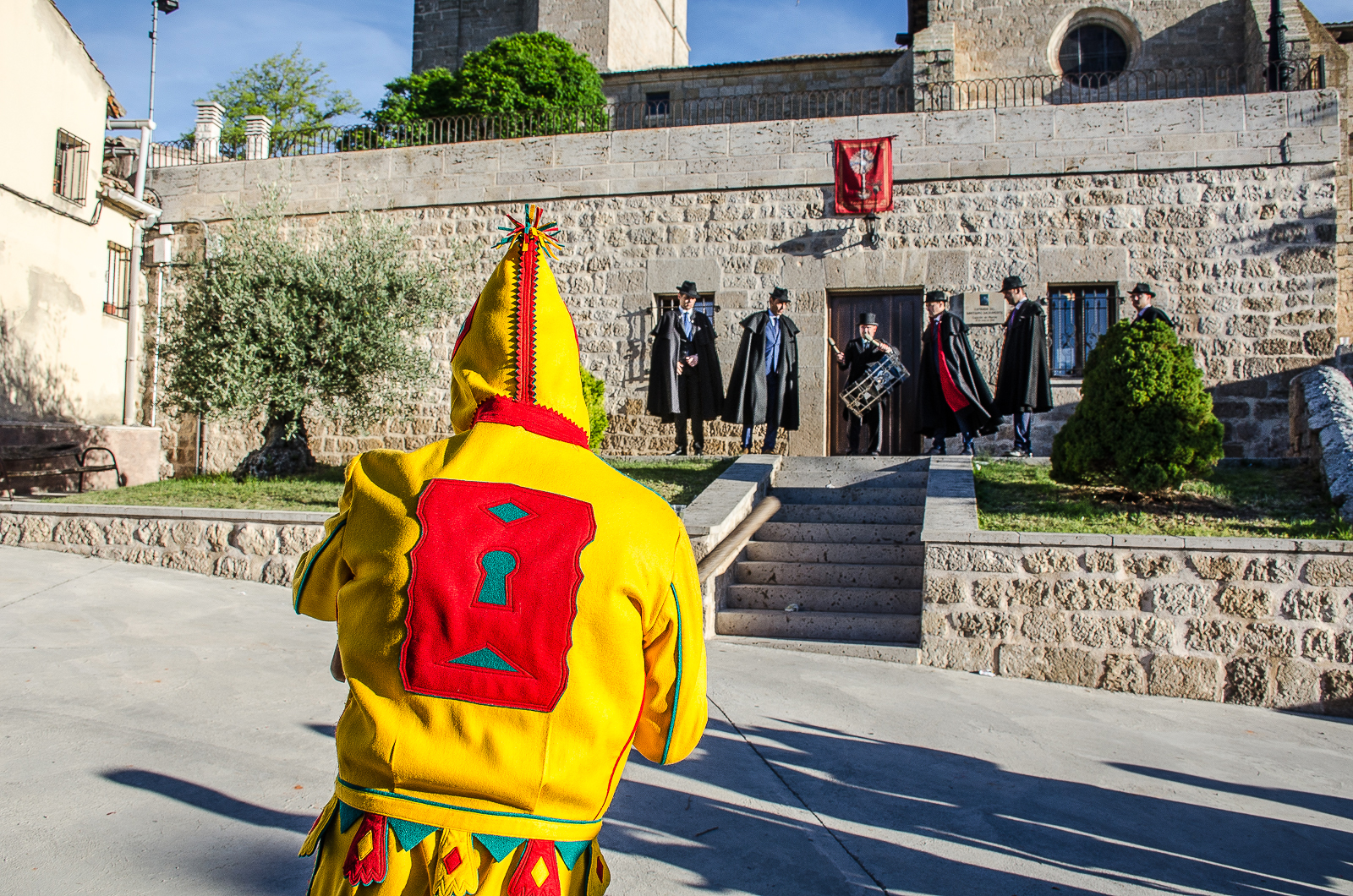
El Colacho

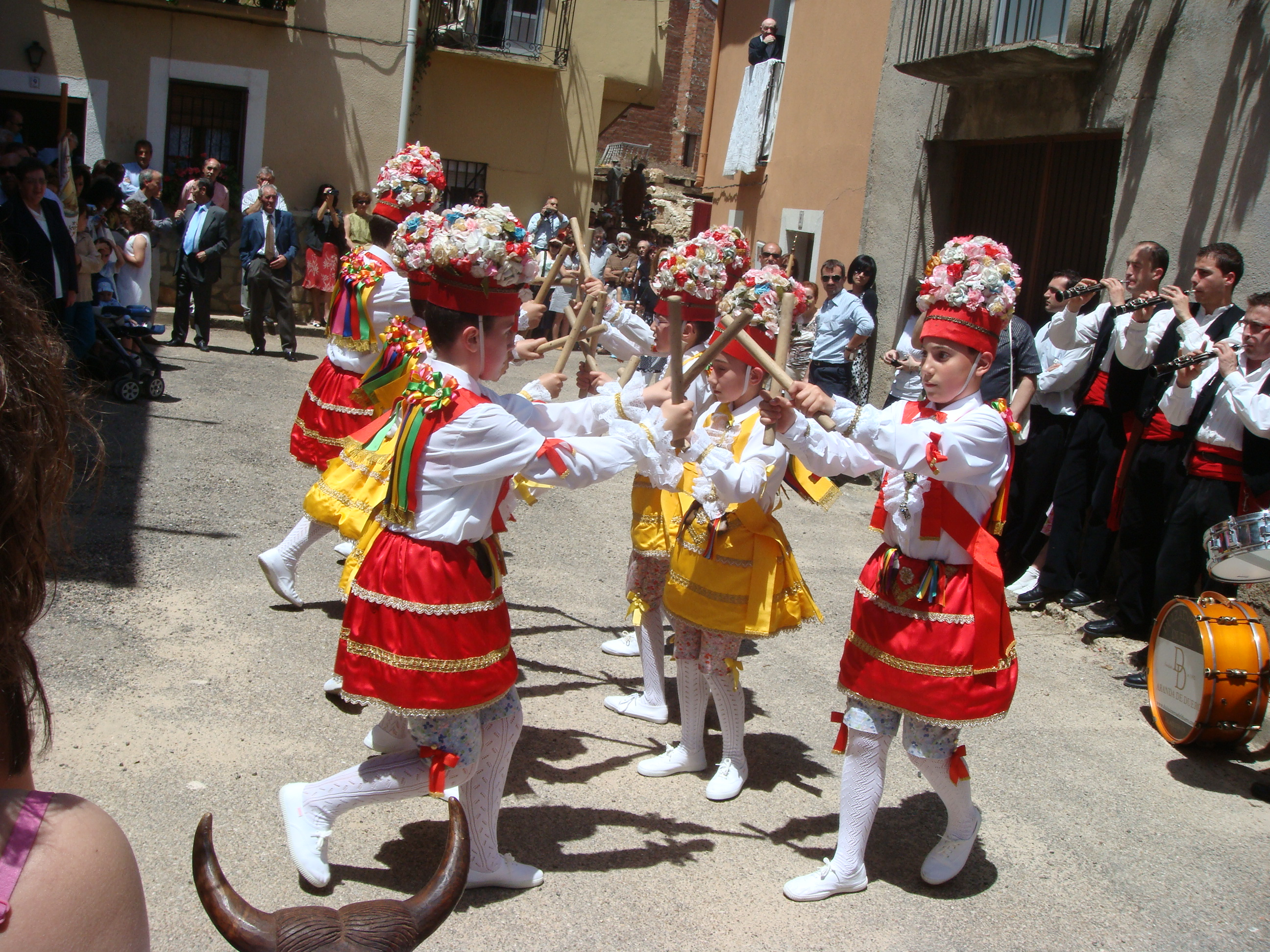
Danzas de palos y de cintas, en la localidad de Fuentelcésped

Se celebra el domingo del Corpus en Castrillo de Murcia. Es una fiesta de la Iglesia católica destinada a celebrar la Eucaristía. Su principal finalidad es proclamar y aumentar la fe de la Iglesia en Jesucristo presente en el Santísimo Sacramento.
Romería de Las Nieves.
Se celebra el 5 de agosto y es la romería más importante de la zona norte de Burgos. Se celebra en la localidad de Las Machorras, en el municipio de Espinosa de los Monteros. En ella tienen lugar unas danzas típicas de un posible origen prerromano, además de lo que se denomina como «Echar el verso» en el que los propios danzantes y «el Bobo» cuentan, con una entonación particular, las noticias acaecidas en el pueblo durante el año. Acude mucha gente de las provincias de Burgos, Cantabria, Vizcaya, Zaragoza y Madrid.
Fiestas de San Juan del Monte
En fecha variable, se celebra el fin de semana anterior al lunes de Pentecostés en Miranda de Ebro. Declaradas fiestas de interés turístico nacional, desde 2015. Su origen se remonta a la Edad Media y es considerada actualmente como la mayor romería del norte español.
Sampedros

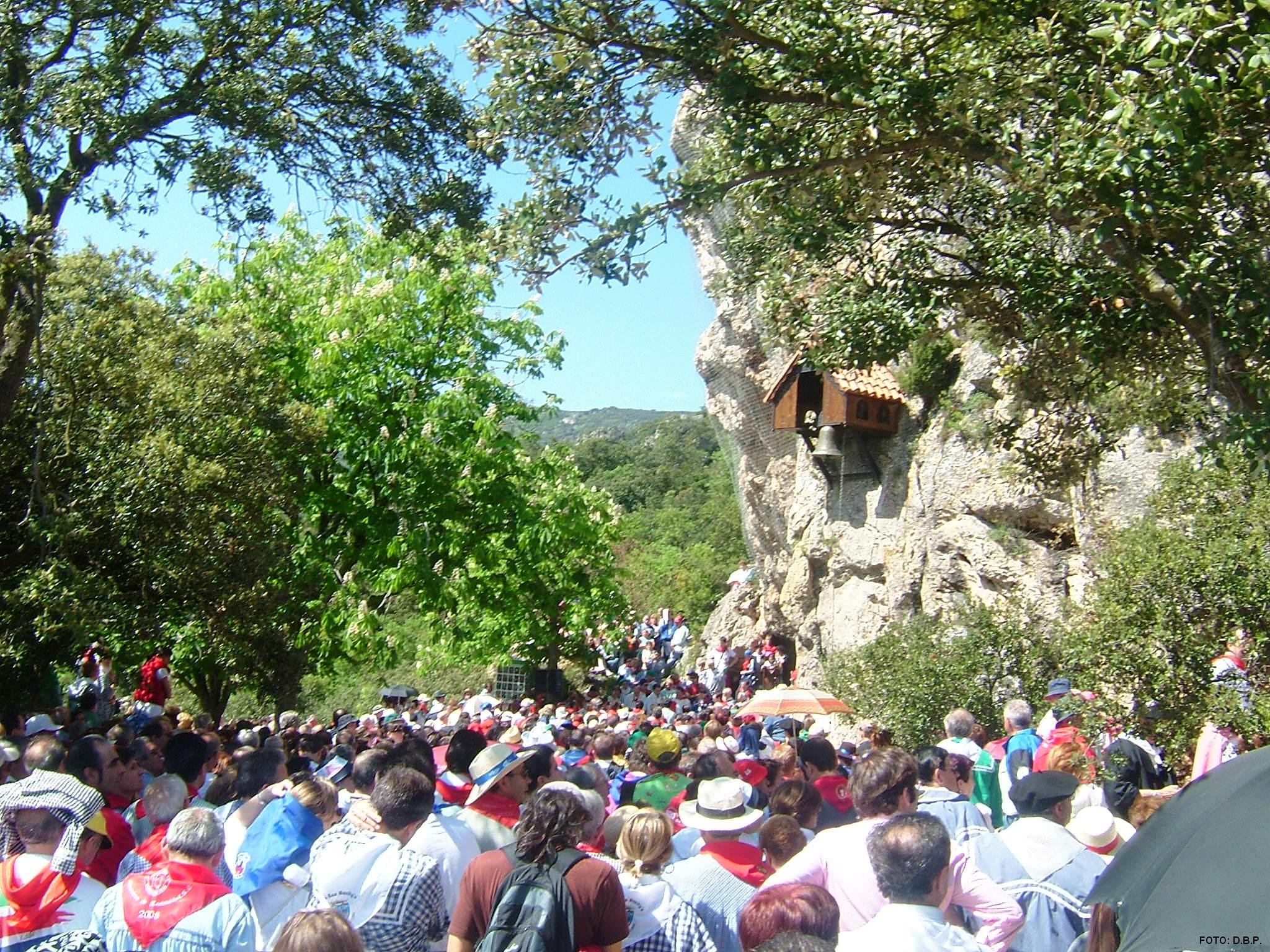
Fiestas de San Juan del Monte, Miranda de Ebro

Fiestas en honor de San Pedro y San Pablo: 29 al 6 de julio en Burgos.
Fiestas patronales de Aranda de Duero
Conocidas como fiestas de la Virgen de las Viñas. Con 9 días de duración, se suceden alrededor de la segunda semana de septiembre, iniciándose con el llamado Cañonazo. El día de la Virgen de las Viñas es el domingo siguiente al 8 de septiembre (Natividad de Nuestra Señora).
Romería de San Bernabé
En la Merindad de Sotoscueva, junto a la histórica Villa de Espinosa de los Monteros, se celebra el sábado más próximo al 11 de junio una romería tradicional con la concurrencia de mucha gente de las provincias cercanas. Tiene lugar en el entorno de la cueva de San Bernabe (Ojo Guareña)

### Eventos culturales

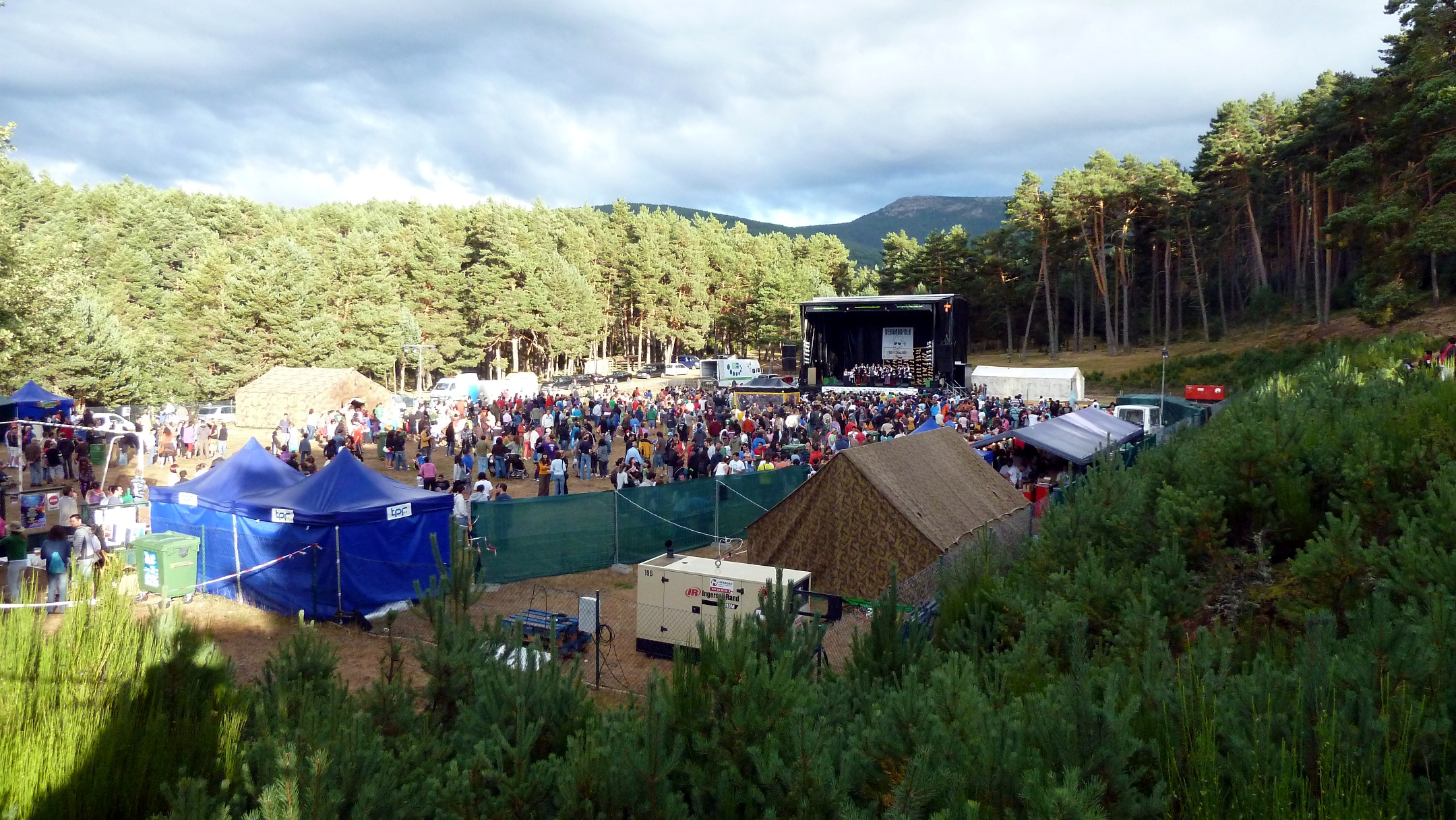
Demandafolk

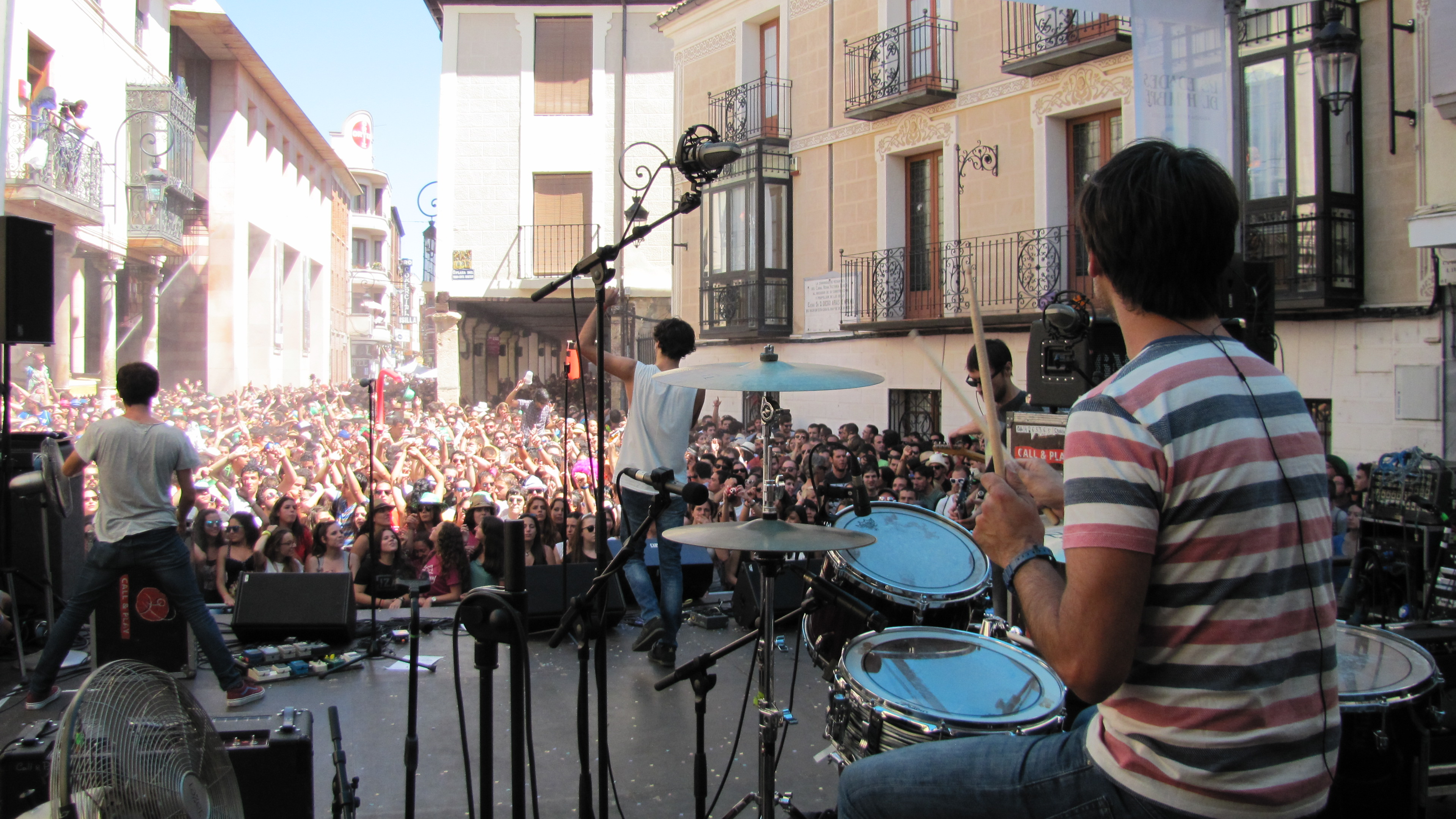
Concierto sorpresa de Second en la Plaza del Trigo en Sonorama 2014

Uno de los eventos culturales más importantes de la provincia de Burgos es el Festival de Ebrovisión, un festival de música independiente que se celebra en Miranda de Ebro desde el año 2001 congregando a más de 10 000 asistentes. Algunas de las bandas que han participado en este evento son Fangoria, Ocean Colour Scene, Vetusta Morla, Sidonie, The Raveonettes, Los Planetas, Mando Diao, entre otras. Es organizado por la Asociación Cultural Rafael Izquierdo de Miranda de Ebro. La revista Mondosonoro lo catalogó en 2010 como el tercer mejor festival de España. Sin embargo el festival más relevante y multitudinario de la provincia es el Sonorama (desde 2008 Sonorama-Ribera). Otro festival de música independiente principalmente pero que va dando acogida desde 2022 también a otros estilos de música, como estilos urbanos. Se celebra en la localidad burgalesa de Aranda de Duero desde 1998. Considerado como el festival más importante del interior de España,[cita requerida] el número de visitantes ha ido creciendo conforme lo hacía su historia y reputación, entre otras características por los conciertos gratuitos durante el día en el centro de la ciudad y el ambiente amable del público que acude a este festival. Está organizado por la asociación cultural, y sin ánimo de lucro, Art de Troya, a mediados de agosto de cada año. En 2010 pasaron por Sonorama más de 30 000 personas, superando las previsiones, y ha crecido en público cada año hasta la actualidad.[cita requerida] Desde 2023 la Junta de Castilla y León ensaya en este festival el protocolo de seguridad para grandes eventos de toda la comunidad.[cita requerida]

### Gastronomía

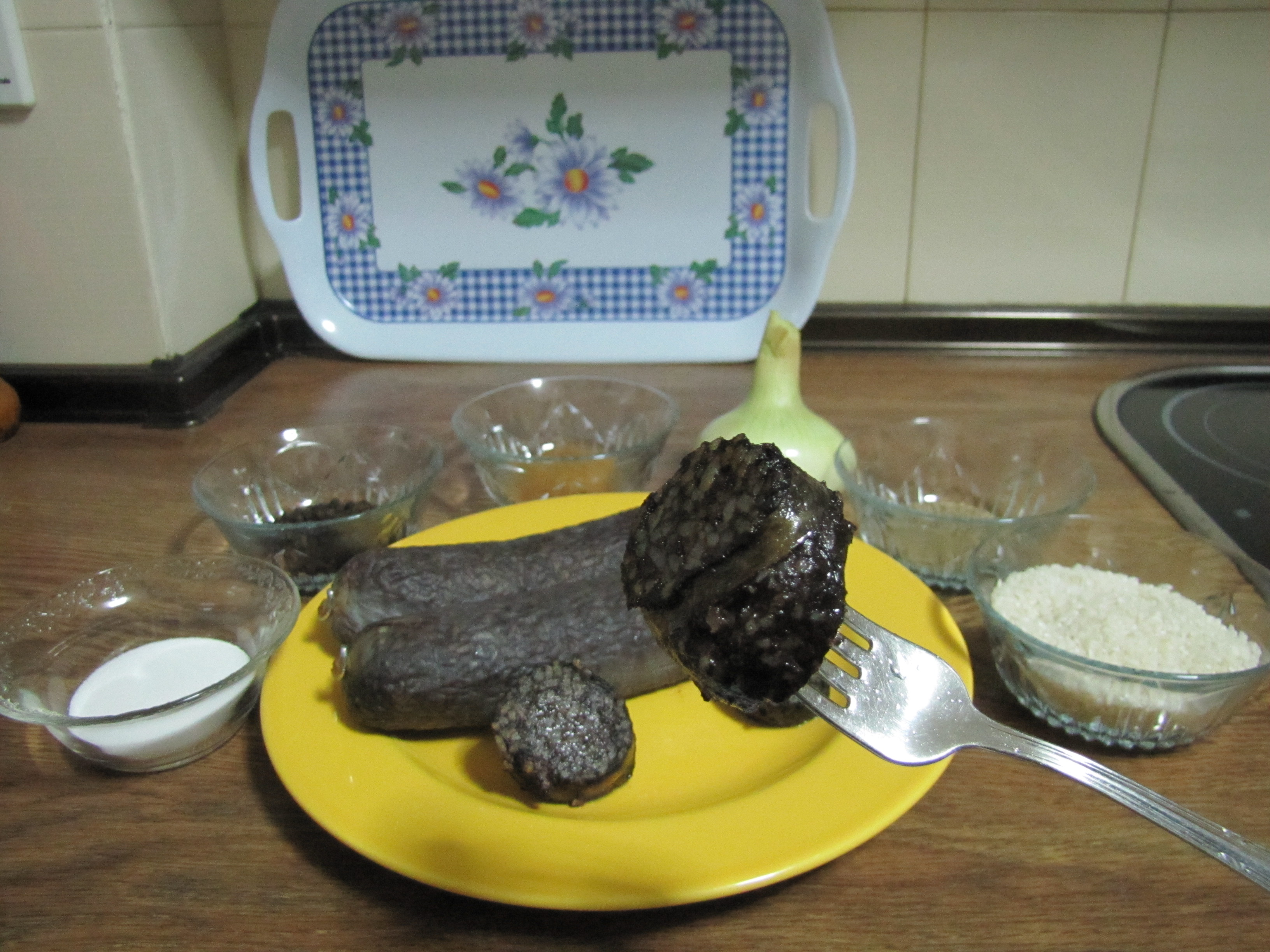
Morcilla de Burgos frita, en su variedad de Aranda de Duero y rodeada de sus ingredientes

La gastronomía de la provincia burgalesa es muy variada debido a su gran extensión territorial. El norte de la provincia, la zona más montañosa, está influenciada por la cocina pasiega y cántabra, mientras que al este, la gastronomía riojana se funde con la burgalesa. La zona de la Ribera del Duero se ve más influenciada por la cocina netamente castellana, con el lechazo asado (asado) como plato principal, mientras que en la comarca del Ebro, se funden tanto la gastronomía castellana, como la vasca y la riojana, donde destaca la caza y el pescado. Los platos más típicos de la zona interior son la llamada Olla podrida, las alubias de Ibeas o los caparrones de Belorado.

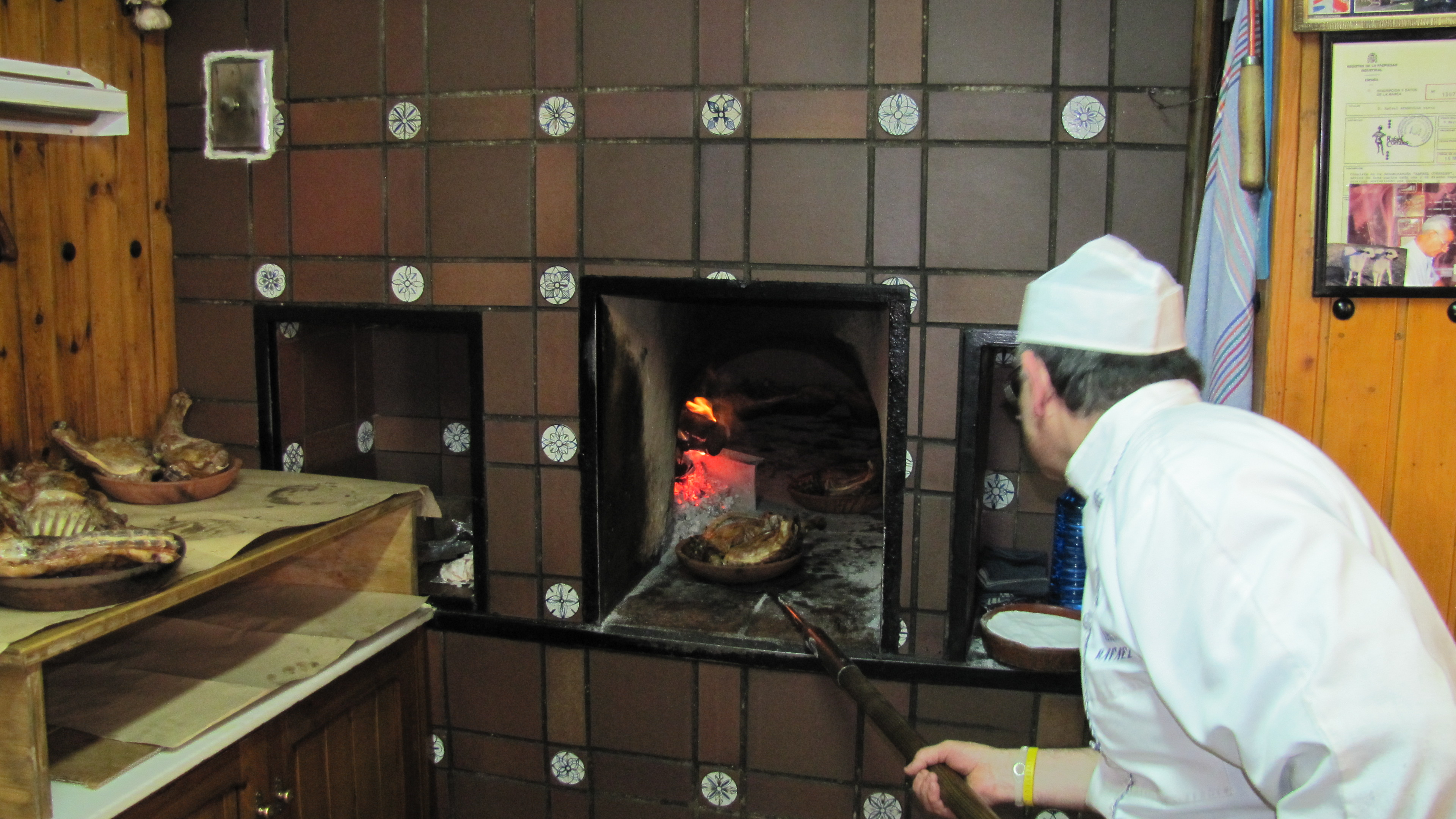
Lechazo asado en el horno de leña del Rafael Corrales, Aranda de Duero

Aunque sin duda el plato más característico de la provincia es la morcilla de Burgos, un embutido sin carne, relleno principalmente con cebolla, sangre, manteca y arroz, a la que se añaden otros condimentos como el pimentón. En algunas zonas del norte de la provincia, realizan una variedad de morcilla más delgada que la tradicional que se llama delgadilla. Otro producto típico es el queso de Burgos, un tipo de queso fresco. También el queso de Sasamón es un producto característico. El goshúa o el hojaldre son dos ejemplos de la variedad gastronómica en postres de la provincia.
El vino es otro de los productos de gran tradición en la provincia de Burgos, y además en el territorio existen numerosos caldos con Denominación de origen entre los que destacan los de Ribera del Duero (elegida mejor región vitivinícola del mundo), Arlanza y Rioja, teniendo Castilla y León la única bodega con esta última denominación en la provincia de Burgos en El Ternero (Miranda de Ebro). Otra bebida típica de algunas zonas es el zurracapote.
La provincia, y en especial en la Ribera del Duero, cuenta con otro plato típico de gran tradición como el cordero asado. Aranda de Duero es sede de la Indicación Geográfica Protegida Lechazo de Castilla y León.
Tienen mucha fama en la zona de Espinosa de los Monteros los productos de repostería como los sobaos, las quesadas y las italianas.

### Deporte
La provincia alberga diversas entidades y eventos deportivos. Entre ellos, destaca el Cross de Atapuerca, seleccionado en 2012 como el mejor de España.

#### Ciclismo

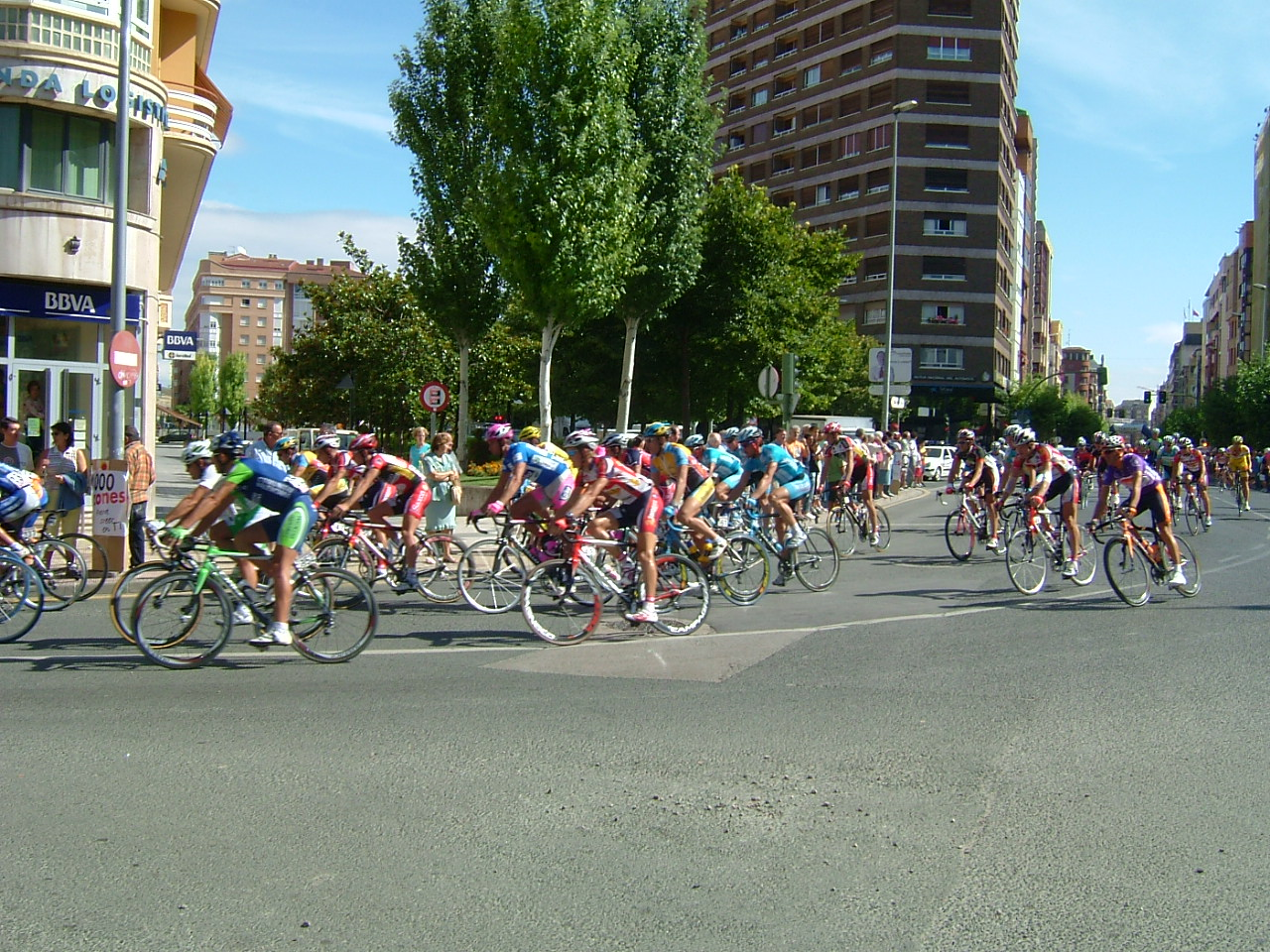
Vuelta a Burgos a su paso por Miranda de Ebro

El acontecimiento deportivo que engloba a toda la provincia por excelencia es la Vuelta a Burgos. Se trata de una competición ciclista por etapas de una duración inferior a una semana que se disputa en la provincia de Burgos durante el mes de agosto. Está inscrita en el programa UCI Europe Tour.
Se fundó en los años 1940, pero no fue hasta la década de los 80 en que se estandarizó, primero como competición abierta entre 1981 y 1986, y luego como carrera profesional desde 1987. Después de unos años clasificada entre las mejores vueltas (con la máxima catalogación dentro de las carreras de una semana), a partir de la creación de los Circuitos Continentales UCI en 2005 fue introducida en el UCI Europe Tour, justo un punto inferior de las consideradas UCI ProTour, a pesar de mantener su calificación de 2.HC. Actualmente está organizada por la Diputación Provincial de Burgos.

#### Balonmano
Este deporte también tiene equipos burgaleses en competición. El Club Balonmano Villa de Aranda, equipo de la ciudad (Aranda de Duero) milita en la más alta categoría nacional, la liga ASOBAL.
En la segunda división encontramos a un equipo de la capital, el Club Balonmano Ciudad de Burgos, equipo que se ha fundado en 2013.

#### Fútbol

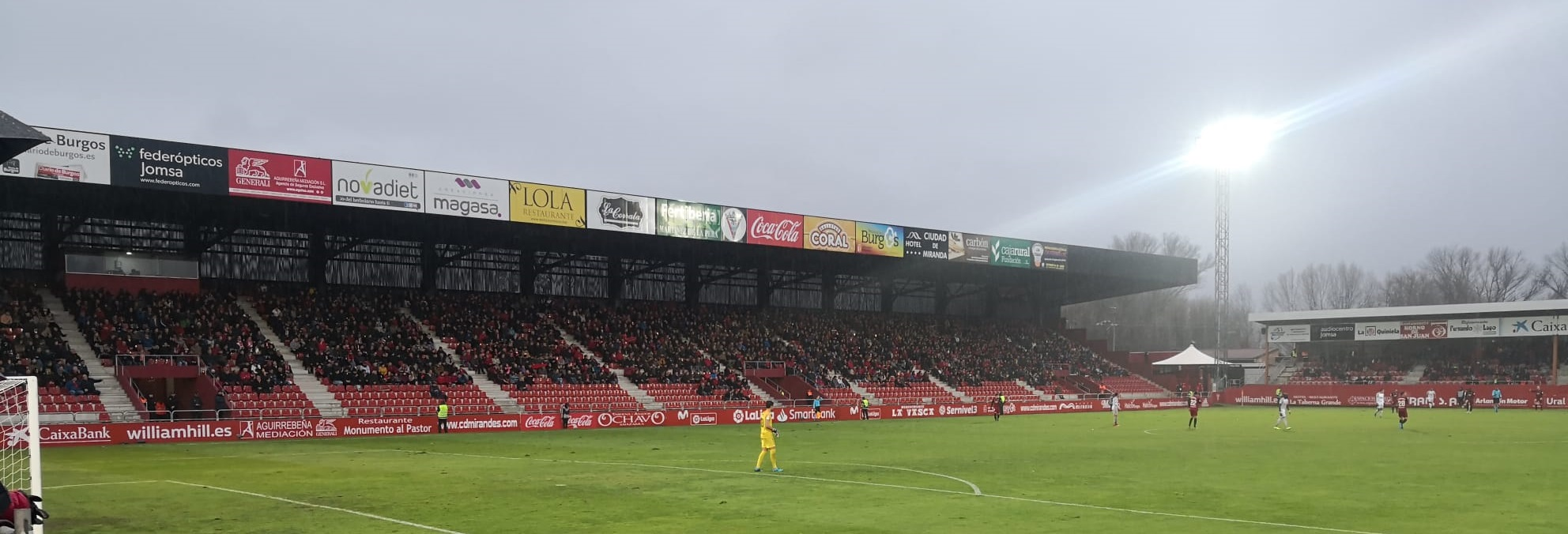
Estadio Municipal de Anduva, campo del Club Deportivo Mirandés

La provincia está representada en fútbol por varios equipos que representan a las ciudades de mayor tamaño. Los clubes que se encuentran en la categoría más alta de la provincia son el Burgos Club de Fútbol, fundado en 1922 y refundado en 1994, anfitrión en el estadio de El Plantío (Burgos) y el Club Deportivo Mirandés, que compiten en la Liga Adelante, la categoría de plata del fútbol profesional. Fue fundado en 1927 y disputa sus encuentros en el Anduva (Miranda de Ebro).
En Segunda división B encontramos a: la Arandina Club de Fútbol, fundada en 1987 y que disputa sus encuentros en El Montecillo (Aranda de Duero)
En tercera división son varios los equipos de la provincia que militan, al filial del Burgos Club de Fútbol, el Burgos CF Promesas. También encontramos al filial del Club Deportivo Mirandés el C.D. Mirandés B.
Una categoría más abajo, en Primera División Regional Aficionados encontramos nada menos que siete equipos que compiten en el Grupo A de dicha división: Real Burgos Club de Fútbol, Arandina B, CF Briviesca, Burgos CF B, Racing Lermeño, Villarcayo Nela y CP Salas.

#### Baloncesto

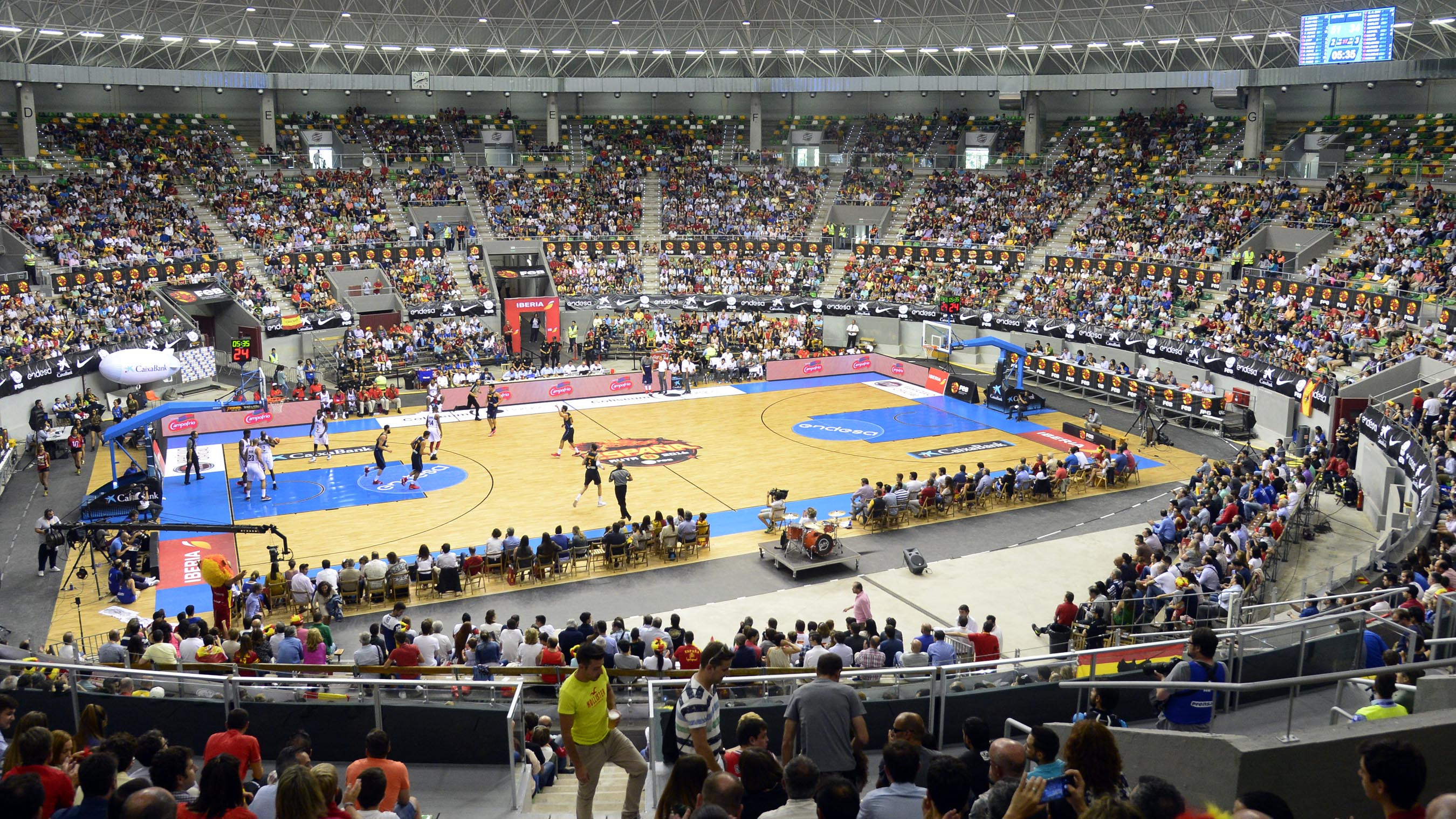
Coliseum Burgos donde juega el Club Baloncesto Miraflores

El baloncesto tenía su representante en liga profesional al Ford Burgos, el equipo de la ciudad de Burgos que milita en la LEB Oro desde la temporada 2006/07. Disputa sus partidos en el polideportivo El Plantío y en la temporada 2010/11 jugó por segundo año consecutivo la final de la eliminatoria de ascenso a Liga ACB, máxima categoría en España.
Al no poder el Ford Burgos ascender el equipo se disolvió y se creó el CB Miraflores que tras dos temporadas en LEB Oro ascendió a la Liga ACB quedando en el puesto 13.
En baloncesto femenino destaca el Club Baloncesto Ciudad de Burgos, que compite bajo el nombre de Arranz Jopisa Burgos. Fue fundado en 1996 y en la temporada 2011/2012 milita en la Liga Femenina.

#### Voleibol

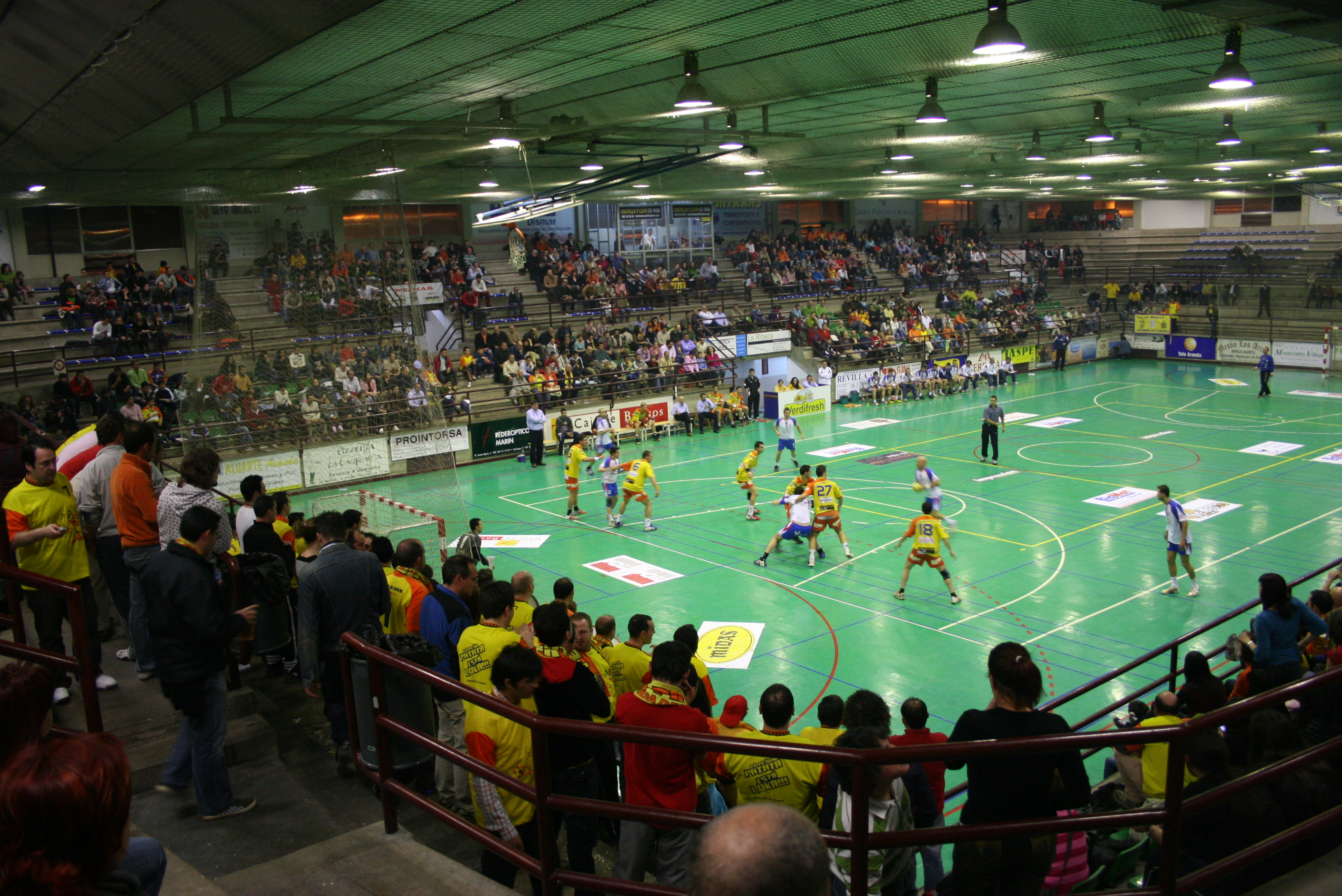
Partido del Balonmano Artepref Villa de Aranda, en División de Honor B de balonmano

La provincia de Burgos cuenta con un equipo en Superliga femenina española. Se trata del Club Voleibol Diego Porcelos de la ciudad de Burgos. En su palmarés constan cuatro subcampeonatos de la Copa de la Reina (2001, 2002, 2003 y 2010). Su campo de juego se encuentra en el polideportivo municipal de El Plantío.
Otro club de voleibol relevante en la provincia es el Club Vóley Miranda de Miranda de Ebro. Durante la campaña 2010/11 milita en Segunda División Autonómica de Castilla y León. En 2010, tras conseguir el ascenso a Superliga Femenina, la máxima categoría en España, la falta de patrocinadores imposibilitó al club continuar en la élite profesional. En su palmarés consta un subtítulo liguero de Superliga 2 (2010), una Copa de la Princesa (2009) y dos subcampeonatos de Copa (2008 y 2010). Su campo de juego se encuentra en el Pabellón Multifuncional de Bayas.